# ナイツ&マジック
『ナイツ&マジック』（Knight's & Magic）は、天酒之瓢によるライトノベル。オンライン小説として小説投稿サイト『小説家になろう』に掲載され、ヒーロー文庫（イマジカインフォス）より刊行された。メディアミックスとして、2016年よりコミカライズされ、2017年にはアニメ化された。なお、Web版のタイトルは『Knight's & Magic』と英語表記である。また、初期設定を公開した『設定資料兼備忘録』 や、記念短編なども同サイトにて公開されている。

## 概要
異世界転生、魔法、巨大ロボットを主軸としたファンタジー作品。
2010年に『小説家になろう』にて掲載を開始し、2020年2月（後述の短編は2019年2月）現在も投稿が続いている。2012年から2013年にかけて、大西域戦争期までの設定が「Knight's & Magic設定資料兼備忘録」として投稿された。他に後述の文庫版に準じた設定の短編三編が投稿されており、内02・03の二編はナイツ＆マジック9巻発売時に特典として配布された短編を転載した物。大西域戦争期までは、web版本編に天酒之瓢自作の幻晶騎士画が挿絵として入ることがあり、みてみん・pixiv（後の騎体らしき物を含む）などに同イラスト単品も投稿されている。
2013年から主人公の設定やストーリーを一部変更した文庫本がヒーロー文庫より順次刊行されている。イラストレーターは黒銀。第3回ラノベ好き書店員大賞では2位を獲得している。2022年3月時点でシリーズ累計部数は340万部を突破している。
2016年より加藤拓弐により『ヤングガンガン』（スクウェア・エニックス）にてコミカライズの連載が開始。この漫画版は主婦の友社のウェブコミック配信サイト『コミカワ』でも一部が閲覧可能となっていたが、コミカワは2020年2月20日を以てサービスを終了し、代わって主婦の友インフォスのウェブサイトで一部（最初の5話）が公開されるようになった。逐次ヤングガンガンコミックスより単行本化されている。2022年に第一部完の形で連載を終了。
2016年9月にテレビアニメ化がアナウンスされ、2017年7月より9月まで放送された（後述）。なお、テレビアニメ化に伴い、公式略称が『ナイツマ』と定められた。

## あらすじ
交通事故で命を落とした天才プログラマーにして重度の「メカヲタク」の倉田翼は、前世の記憶と知識を持ったまま異世界の男児「エルネスティ・エチェバルリア」へと転生する。そこは、魔法や魔獣といった定番の存在に加え「幻晶騎士（シルエットナイト）」と呼ばれる巨大ロボットまでもが存在するファンタジー世界だった。
前世の「メカヲタク」としての情熱が抑えきれないエルネスティは、幻晶騎士の乗り手である「騎操士（ナイトランナー）」を志し、幼少時より独自に考案した騎操士になるための魔法や肉体の鍛錬を行う傍ら、幻晶騎士の機体構造の知識も貪欲に学んでいく。そうして騎操士として世界的に見ても類稀なる力を保有するに至ったエルネスティは、学園生時代の訓練中に現れた師団級魔獣「陸皇亀（ベヘモス）」の討伐をきっかけに、理想のロボットを作り上げるために既存のモノとは異なる設計思想に基づく新しい機体の開発に着手するようになる。こうして前世より持ち込んだメカヲタクの知識と執念、プログラマーとしてのスキル、機体設計者としての才能、魔法の知識を全て混ぜこぜにし、この世界では永らく停滞していた幻晶騎士開発の時間を急激に進める。この実績を持って、エルネスティは国王から幻晶騎士開発を主目的とした新規騎士団「銀鳳騎士団」を任され、史上最年少の騎士団団長となる。
その後もエルネスティは、西方諸国（オクシデンツ）で起きた大乱への派遣、人類未踏の地「ボキューズ大森海」の探索成功と巨人族との交流、浮遊大陸で遭遇した世界を揺るがす力を持つ魔法生物との戦いと封印、これら只人では到底成しえない数多の功績を次々と打ち立てていく。

## 登場人物

### 主要人物
エルネスティ・エチェバルリア / 倉田 翼（くらた つばさ）
声 - 高橋李依、阪口大助（倉田翼）
本作の主人公。通称「エル」。年齢の変遷は9歳（学園初等部）→12歳（中等部）→16歳（大西域戦争時）。作中で「狂人」と何度も明記されるほど周囲を顧みず目的へと一直線に邁進する性質を持ち、その行動の数々には暴走という表記が多くなされる。
前世は重度のロボットオタクの日本人「倉田翼」。関西のK県K市の中堅ソフトウェアメーカーKソフトワークスに勤める「最終防衛ライン」とまで呼ばれる天才プログラマーで、同僚から見ても頭の中がどうなっているのやらと言われるほどの処理力を誇っていた。しかし、給料日にプラモデルを購入した帰りにK市S地区で飲酒運転の乗用車に轢かれ死亡。享年28歳。その後どういうわけか前世の記憶と知識を持ったまま異世界に転生。フレメヴィーラ王国のライヒアラ学園街にあるエチェバルリア家に、父マティアスと母セレスティナの間の一粒種として生まれ変わる。
前世の記憶があるため知識や理解力・思考力こそ大人並だが、基本はこの世界に生きる年齢相応の子供であり、前世の意識とエルとしての意識が混在している。Web版の初期では倉田の意識が強く二重人格のような状態にあった一方、Web版の序盤以降および文庫版では精神年齢や反応の仕方・思考などが年相応のものへと変更されている。アニメ版では物語冒頭が省略されているため、幼児の頃に魔獣に襲撃されたことを切っ掛けに前世の記憶とエンジニアとしての能力が瞬時にフラッシュバックする描写になっている。
男性だが、小柄な体格で紫銀のセミロング、母譲りの美形な顔立ちなどから美少女と誤解されることが多く、幼少時には「図書館の姫君」なる異名を付けられたことがある。
前世で身につけたプログラム言語の論理法則がこの世界の「魔法術式」にも応用できること、この世界の生物なら生まれつき持っている「魔法演算領域」を仮想のコンピュータとして扱えるのに気づいたことで、前世より受け継いだ天才プログラマーの才能を活かして既存の魔法を組み替えて改良し効率的な運用を行ったり、新しい術式を生み出すことに長けるようになった。とはいえ一般的な基準では自身の演算領域だけでこれだけの処理をこなすことは不可能であり、この異常なほどの演算能力こそがエルネスティ最大の異能であると作中では記載されている。前世・転生後もコーディングは早く、バグを生じさせた記述はないが、テレスターレやシルフィアーネ・カササギ三世のコードは読解し難い物と、専門の構文技師（パーサー）が評価している。5歳時から騎操士を目指して体力向上と魔力向上のための独自トレーニングを積み重ねていたため、体力と魔力が規格外の領域へと至っており、一流と言われる騎士達と比べてもなおずば抜けている。
「ライヒアラ騎操士学園」に入学後、遠征訓練において自身の魔法演算だけで幻晶騎士を動かす「直接制御」を行い、魔獣「陸皇亀（ベヘモス）」との初陣で勝利。このことで国王アンブロシウスにその存在を知られ、謁見の間での約束を果たすため、前世のロボットオタク知識を活かしたそれまでの常識に捕らわれない新しい発想でテレスターレを作り上げる。これに纏わる一連の騒動を経て、国王直属の「銀鳳騎士団」が設立され団長に就任。次々と新しい幻晶騎士を開発する傍ら、隣国で勃発した戦争への介入やボキューズ大森海探索などの国家の一大事にも深く関わるようになる。その結果打ち立てた数多の功績により、幻晶騎士や魔獣に関わる案件において国王並の権力を有した破格の存在と化していった。最終学歴はライヒアラ騎操士学園中等部卒業。
大森海より帰還後にアディと婚約し、婚約指輪の代わりにシルフィアーネ・カササギ三世（サード、当時の制式名称。後にこの婚約表明を受けて「シルフィアーネ・カササギ三世（サード）・エンゲージ」と改名）を贈り（婚約指輪代わりに幻晶騎士を作ったことは人類史上初）、アディと周囲へ婚約を表明し、西方歴1285年に結婚した。結婚式はリオタムス王の指示により（公式には結婚式に臨席していないとされる）、王都カンカネン王城前近衛騎士団の式典などで使用される場所で準国家行事として挙行された。国王の計らいにより食事と酒がただで振る舞われ、広く市民に公開し、当時フレメヴィーラ王国に訪問していた巨人達が礼装とされる完全武装で列席し、エル自身の希望で幻晶騎士群を周囲に並べ、おめかしさせたいアディの希望と常識範囲に留めたいマティアスの鬩ぎ合いの結果、エルは銀鳳騎士団長正装を纏った。Web版#155の名乗りでは、結婚後も氏名に変更は無い。アディはエルとするエロエロな事を「えるえる」（平仮名を使用）と称する。
巨人族や森伐遠征軍の生き残りとの関係をどうしていくかの話し合いの中で、王命により銀鳳騎士団の再編も決定。それに伴い麾下の騎士団となった白鷺騎士団・紅隼騎士団の団員達から、騎士団長の騎士団長であるエルをどのように呼べばとの質問が挙がり、エドガーが自信満々に団員たちに告げた「大団長」という呼び方で落ち着いた。その際、小さいのに「大」団長とのアディのつぶやきがツボに入ったディートリヒが大笑いし、それに怒ったエルとの間で超高速の追い掛けっこが行われた。因みにKnight's & Magic　設定資料兼備忘録では「身長は最終的に150cm程度予定」とされていた。
アーキッド・オルター
声 - 菅原慎介、東内マリ子（幼少期）
本作の準主人公。エルネスティと同年代の双子の片割れでアデルトルートの兄。通称「キッド」。8歳の時に、独自トレーニングに励んでいるエルと屋根の上で出会い、運命が変わる。兄妹揃って魔法に長けたエルに師事して彼のトレーニングを共にこなして来たことで、規格外のずば抜けた魔力・体力・魔法演算能力を獲得するに至り、兄妹共にエルに次ぐレベルの魔法の使い手となっている。三人のなかで一番剣の才能があり、魔法は威力重視の傾向が強く力任せな使い方をする。モートルビートを自在に乗りこなし、ツェンドルグ（人体側）の試運転を行い、魔導飛槍（ミッシレジャベリン）複数を同時誘導した。飛竜戦艦（ヴィーヴィル）を操縦するドロテオを、操縦席である竜騎士像ごとツェンドリンブルの騎鎗で貫き、両者に致命傷を与えた。
父親はセラーティ侯爵家当主ヨアキム・セラーティだが、母親は庶民出の妾。そのため、嫉妬深い正妻に対する母親の配慮で母子共に別の家に住んでいる。異母姉で双子を本当の家族だと思っているステファニアとの仲は良いが、嫉妬深い正妻の性質を強く受け継いだ異母兄バルトサールからは目の敵にされていた。このことで深刻な諍いに発展するが、この事件より数年後にバルトサールと和解した。最終学歴はライヒアラ騎操士学園中等部卒業。
銀鳳騎士団結成後も団長補佐という立場で常に傍らにあったが、大西域戦争で出会ったクシェペルカ第一王女エレオノーラの騎士となることを誓い、彼女を支えて戦う内に想いを寄せるようになる。他国の騎士ということで戦争終結とともに帰還せざるをえなくなったが、エムリスの計らいで新生したクシェペルカ王国に出向することになり、以後は別行動をとっている。
エムリス船長が指揮する特注快速飛空船黄金の鬣（ゴールデンメイン）号操舵手として、大嵐を突破し浮遊大陸に到達。黄金の鬣号一行中では最初に浮遊大陸に降り立つ。その後すぐ、襲撃してきた鷲頭獣（グリフォン）四体及び三頭鷲獣（セブルグリフォン）一体との迎撃戦で、搭乗したカルディトーレが上空で黄金の鬣号から落下、脱出するも鷲頭獣に咥えられMIA（作戦行動中行方不明）となり、ハルピュイアのスオージロ他の元で幽閉され、エージロに連れ出され、鷲頭獣個体名「ワトー」に騎乗飛行（作中登場の人類初）させられた。後ハルピュイアの信頼を得て、ハルピュイア＋（三頭）鷲頭獣 VS 孤独なる十一（イレブンフラッグス）飛空船船団戦中に黄金の鬣号に帰還、同飛空船船団旗艦重装甲船（アーマードシップ）に捕われたハルピュイア救出移乗攻撃を提案・参加し、任務達成生還した。Web版本編では、黄金の鬣号他とパーヴェルツィーク王国間の捕虜引き渡し交渉中の、竜なるものの王率いる勢力の襲撃で、騎乗するツェンドリンブルへパーヴェルツィーク王国王女フリーデグントをエルネスティが運んできて、操縦室内（既にホーガラがいる）に引き取る事となる、ある種の女難（必死の逃亡中にホーガラとフリーデグントが操縦室内で口喧嘩するなど）が降りかかってくる。11章で女王エレオノーラとの婚姻がもうすぐだという事が語られた。
アデルトルート・オルター
声 - 大橋彩香
本作のヒロイン。通称「アディ」。アーキッドの双子の妹で勝気な性格。
可愛いものが大好きで、それさえ愛でていれば機嫌が良くなるが、無ければ不機嫌になる。可愛さ基準は彼女独自の感性に基づくもので、幻晶騎士のデザインでも可愛いの範疇に入ることがあり余人には理解しがたい所がある。
エルネスティとの出会いは8歳の時。アニメ版では、父親の事があまり好きではなく、会いたくないという理由でキッドと家出をしようとした時、トレーニングに励むエルと出会った。原作では家出ではなく、先に出会ったキッドからエルのことを聞かされ、普通に待っていた。その後はエルと共にトレーニングを重ね、学園に入学した。最終学歴はライヒアラ騎操士学園中等部卒業。
出会ったときからエルに好意的ではあったが、学園で起こったバルトサールとの諍いを機にその感情は恋へと変化。エルにステファニアやノーラが近づくだけで嫉妬心を抱き、ずっと抱っこしていたいと独占欲を持つようになった。そのためエルに頻繁に抱き着き膝枕を要求したり、睡眠時は場所を問わず添い寝したりすることもある。エルへの想いは年々強まっており、暴走気味な妄想をしたり行動をとることも増えてきている。アニメ版は学園の話がカットされた関係で展開が変わったため、アルフヘイムの話あたりまではそこまでエルを意識していないような描写へと改変されていた。大森海からの帰還後に小魔導師と学園街を散策していた際の何気ない会話が切っ掛けとなり感情が爆発。エルネスティへの渾身の求婚の末、婚約に至り、婚約指輪の代わりにシルフィアーネ・カササギ三世（サード、当時の制式名称。後にこの周囲への婚約表明を受けて「シルフィアーネ・カササギ三世（サード）・エンゲージ」と改名）を贈られ、西方歴1285年に結婚した。この結婚に伴い名に変更がないのは明記されているが、改姓の有無やミドルネーム追加の有無は作中未記述。
エルの直弟子として鍛えてきたために兄と同様の規格外の存在となっているが、魔法に関しては緻密な制御が得意であり、制御の難しいとされる雷の魔法をよく使い、Web版本編浮遊大陸期には、黄金の鬣（ゴールデンメイン）号内で“銀鳳騎士団の雷”とまで呼ばれている。
銀鳳騎士団結成後はキッドと共に団長補佐をしているが、大西域戦争の最中にキッドの想いに気づき、戦争終結後に彼をクシェペルカ王国に置いていけないかと無茶を言い出したりした。
兄妹揃って直接制御のレクチャーを受けているため幻晶騎士の操縦に長け、騎士団でも有数の騎操士。中でも飛翔騎士の操縦に関しては最上位クラスの腕前で、彼女より上はエルくらいしか存在しない。試作のモートルビート、ツェンドルグ、シルフィアーネ（一～三世）の試験操縦士に始まり、他にも数多くの銀鳳騎士団の機体に関わっており、大森海では代理でイカルガの操縦まで行った。ただし理論より感覚に頼る面が強く、他人に物を教えるのが恐ろしく下手。擬音混じりの彼女の説明を理解するのは常人には困難を極める。

### フレメヴィーラ王国

#### 騎士団員・軍人

##### 銀鳳騎士団
エドガー・C・ブランシュ
声 - 内匠靖明
騎操士学科の先輩の1人。純白の幻晶騎士・アールカンバー（後にアルディラッドカンバー）の搭乗者。守りを得意とする。真面目かつ質実剛健な性格で、学生時点でその実力は正騎士に匹敵しており、騎士科筆頭 でもあった。
ベヘモス戦で規格外の動きをするエルのグゥエールを目撃しており、以降も彼の規格外の才能と暴走の数々に度々驚かされ呆れている。銀鳳騎士団設立後は第一中隊長となる。
少々朴念仁であり、ヘルヴィから頬にキスされるまでその気持ちにまったく気づいていなかった。
銅牙騎士団団長ケルヒルトにヘルヴィのトランドオーケスを奪われ敗北したことをずっと悔いていたが、大西域戦争において再び対峙した際には完全勝利し彼女を討ち取った。戦争終結後は飛翔騎士の指導者として紫燕騎士団を教育するが、この際に教官として目覚めた模様で、その厳しい指導と容赦のない採点は鬼教官として恐れられた。
数々の戦いを経てその実力は王国屈指のものとなっており、その功績を評価され他の貴族より騎士団長にならないかと誘いを受けていた。しかし、大森海にエルが消えた際にこのまま騎士団を去ることはできないと任官を断って探索に参加。騎士団長になる件は一度潰えたが、大森海からの帰還後、組織再編に伴い銀鳳騎士団の各中隊を独立させ、後に白鷺騎士団とリオタムス王が命名する新騎士団編成に取り掛かる。
作中出自は不明ながら、大公家を含む王族と明記されていないのに、珍しくミドルネームを持つ。
ディートリヒ・クーニッツ
声 - 興津和幸
騎操士学科の先輩の1人。通称は「ディー」で、隊員からは「ディータイチョ（後にディーダンチョ）」と呼ばれる。赤色の幻晶騎士・グゥエール（後にグゥエラリンデ）の搭乗者。攻めを得意とする。本来の実力はエドガーに匹敵するものの、軽薄かつムラのある性格が災いして実力を発揮しきれず、学生時点では彼に一歩及ばなかった。
ベヘモスと戦った際、同級生のゲパードの惨死を目の当たりにしたことから恐怖心に駆られ、戦友たちを見捨てて1人逃げ出した。この時にそれを追ったエルにグゥエールを奪われ、ベヘモス戦に巻き込まれる形で参戦。彼の規格外の力を目の当たりにしてそれまでの己を悔い、騎士としての覚悟が定まったことで勇敢かつ冷静な判断を見せるようになる。この事で実力が開花し、決闘級魔獣の群れを前にしても二度と騎士の矜持を捨てはしないと奮闘した。銀鳳騎士団設立後には第二中隊長となる。
騎士団の中でエルに最も恩義を感じている人物であり、一度戦士として死にかけた自分に道を見せてくれたとして強い忠誠を抱いている。二枚目なのになぜか女性との出会いがなく、エドガーにすら春が訪れているのに自分だけ独り身なのを不貞腐れていたことがある。
大西域戦争で強敵グスターボと出会う。剣技では及ばなかったものの機体のおかげで彼のソードマンと互角に近い戦いを繰り広げ、最後は捨て身の攻撃で相打ちに持ち込みグゥエラリンデの大破と引き換えに倒した。決戦時には乗る機体が無かったためにノーラの率いる藍鷹騎士団に同行して裏方に回り、グスターボとの戦いはエドガーとエムリスに譲った。戦争終結後はエドガーと共に飛翔騎士の教官を務めるが、化け物並の体力を誇る彼の訓練に付いていくのは困難であり、エドガーと共に鬼教官として恐れられた。エドガーと同じく、数々の修羅場をくぐり抜けた経験はその実力を王国屈指のものへと押し上げており、騎士団長としての誘いを受けた事もある。しかし、自分はそういうのに向いていないと即座に断った。大森海にエルが消えた際に一番最初に行動を起こした人物であり、国王の下に直接乗り込んで暴言にも等しい救出宣言を噛まし、意気消沈するダーヴィドを殴りつけて再起動させ、探索へ赴くための切っ掛けを作った。
大森海からの帰還後、組織再編に伴い銀鳳騎士団の各中隊を独立させ、後に紅隼騎士団とリオタムス王が命名する新騎士団編成に取り掛かるが、騎士団長としての労働意欲が甚だしく低い。
ヘルヴィ・オーバーリ
声 - 伊藤静
騎操士学科の先輩の1人。エドガーやディーの学年の紅一点。褐色肌のスタイルの良い巨乳。桃色の幻晶騎士・トランドオーケス（後のテレスターレ一号機）、人馬幻晶騎士・ツェンドリンブルの搭乗者。テレスターレのテストパイロットも務めたが、機体が強奪されてからはツェンドリンブルが新たな相棒機体となる。女性ながら騎士として優れた腕を持ち、勝気な性格も相まって戦闘では先陣を切ることが多い女傑。Web版 では騎士団成立後は出番がないが、文庫版およびアニメ版では第三中隊が設立され隊長になっているため、大幅に出番が増えている。
よくエドガーと勝負したがり、二人でいることも多かったが、後に彼を好いていたことが発覚した。Web版 『Knight's & Magic 設定資料兼備忘録』 では、後にエドガーと結婚することが予定されていた。
文庫版では、西方暦1280年春のオルヴェシウス砦への移動に伴う設立時から、銀鳳騎士団がオルヴェシウス砦に活動拠点を移した後は第三中隊長となる。第三中隊は隊長含めて新しいもの好きで構成されており、人馬騎士や飛翔騎士を運用する隊となっている。西方暦1285年の第三中隊解散、白鷺騎士団・紅隼騎士団設立により中隊長職を退き、白鷺騎士団に移籍する。
バトソン・テルモネン
声 - 藤原夏海
Web版での名前はバトソン・テンドーニ。鍛冶屋の息子。ドワーフ。いじめられていたところをエルたちに助けられて以降、親友関係を結ぶ。Web版 では騎士団成立後は出番がないが、文庫版では鍛冶師隊に所属するため大幅に出番が増えている。
最終学歴はライヒアラ騎操士学園中等部卒業。エル・キッド・アディと同期であり、ライヒアラ騎操士学園入学（鍛冶学科）、銀鳳騎士団編成入団一期（鍛冶師隊）、ライヒアラ騎操士学園卒業（中等部）、銀鳳騎士団のオルヴェシウス砦への移動、キッド銀鳳騎士団離脱直前まで、学科・地位・部署に違いはあっても、行動を共にしてきた。ウィンチェスター受注・木部加工、幻晶甲冑シリーズおよび幻晶甲冑用装備開発・試作、一部選択装備（オプションワークス）詳細設計・試作、魔導噴流推進器（マギウスジェットスラスタ）試作、魔導噴流推進器実験用幻晶騎士改造、イカルガ建造現場作業、魔道飛鎗（ミッシレジャベリン）・垂直投射式連装投鎗器（バーティカルロンチドジャベリンスローワ）試作・初期生産、ジャロウデク王国製鹵獲品解体調査、飛翼母船（ウィングキャリアー）詳細設計・一番船イズモ建造指揮を行った。文庫版では対空衝角艦（ジルバヴェール）やイズモの船橋で操縦を行っている。
ダーヴィド・ヘプケン
声 - 伊丸岡篤
鍛冶学科に在学した先輩の1人。通称は「親方」。ドワーフ族であるため見た目は厳つく、血の気が多い性格。本来は豊かな髭を持つが、あまりにも学生離れした容姿になるため日々剃っていた。
学生でありながらも確かな技術を持ち、仕事への熱心さから目上の者にも臆せず立ち回る態度で一目置かれており、元々は学園所有の幻晶騎士のメンテナンスなどを担当していた。エルと出会って以降は、考案された新たな幻晶騎士を実際に開発・製造する重責を担うようになり、エルが設計し親方が形にという体制になった。銀鳳騎士団の設立後は直属の鍛冶師隊隊長となる。ワーカーホリック気味で連日の徹夜を物ともせず仕事に邁進するため、部下の鍛冶師達が悲鳴を上げることもしばしば。
元より一流の鍛冶師だったが、東方様式の幻晶騎士のみならず、人馬騎士・飛空船・飛翔騎士といった異形の技術にも通じ、新技術の数々をエルと一緒に開発する技術革新における両輪となっているため、現在では王国において彼に次ぐ重要度の要人とされている。
鍛冶師であるため基本的に前線には参加しなかったが、大西域戦争時に鹵獲した飛空船を指揮したのを機に前線に出るようになり、飛翼母船イズモ完成後は船長の任もこなすこととなった。
ノーラ・フリュクバリ
声 - 加隈亜衣
藍鷹騎士団所属の女性騎士。諜報防諜工作関連の要員。立場上、エルと2人きりの密談も行なう。クールな性格でアディに嫉妬されるほどの美女でもある。
銀鳳騎士団が設立されたライヒアラ騎操士学園の新入生として入学し、エルや藍鷹騎士団への指揮権をアンブロシウスから移譲されたクヌート公爵への連絡要員としての任務にあたる。その傍らで、学園・銀鳳騎士団内外の防諜も担当する。銀鳳騎士団の幻晶甲冑運用を元に、隠密仕様の「シャドウラート」を発案しており、web版 では余談としてシャドウラートを駆って夜間城塞への潜入試験を成功させる話がある。
銀鳳騎士団のオルヴェシウス砦への移動後も任務を続行し、銀鳳騎士団の（旧）クシェペルカ王国領派遣へも他の藍鷹騎士団員らと共に同行。諜報・工作任務にあたった。潜入工作・連絡用にと藍鷹騎士団に優先配備された飛翔騎士の操縦訓練も受けており、同じ訓練を積んだ団員達と共にボキューズ大森海第二次先遣調査船団（＝エル・アディ奪回船団）にも参加し、主として小鬼族（ゴブリン）後に小人族（ヒューマン）に対する情報収集・宣伝任務にあたった。
（新生）クシェペルカ王国に新婚旅行に行くエルとアディと、同行者である小魔導師（パールヴァ・マーガ）と共に、藍鷹騎士団の同僚等と共に同国及び浮遊大陸へ赴く。この頃には「銀に交わって、銀に染まった」描写がある。
デシレア・ヨーハンソン
ガイスカの孫娘。元は国機研第一工房に所属しており、ダーヴィドが飛空船や飛翔騎士絡みでラボに出張していた時によく話していた相手。
銀鳳騎士団の大森海遠征帰還後、団が再編されて新体制へと移行したのを機に、国機研からの転属組として同僚の若手鍛冶師達を率いてやってきた。着任早々に巨人族と引き合わされ、彼らを幻晶騎士に偽装するための鎧作りを任された。巨人族との初遭遇に言葉を失うほど唖然としていたが、なぜ銀鳳騎士団が怖れられるのか急速に理解した模様。引き続き元国機研を率い、シルフィアーネ・カササギ三世（サード）・エンゲージ詳細設計・製作にあたった。作中登場以来、銀鳳騎士団（グループ）及び巨人族（アストラガリ）への突っ込み役を担っている。

##### 白鷺騎士団
エドガー・C・ブランシュ
「エドガー・C・ブランシュ」を参照。白鷺騎士団初代騎士団長。
ヘルヴィ・オーバーリ
「ヘルヴィ・オーバーリ」を参照。文庫版に措いて、西方暦1285年の銀鳳騎士団第三中隊解散、白鷺騎士団・紅隼騎士団設立により銀鳳騎士団第三中隊中隊長職を退き、白鷺騎士団に移籍する。

##### 紅隼騎士団
ディートリヒ・クーニッツ
「ディートリヒ・クーニッツ」を参照。紅隼騎士団初代騎士団長。
第一期新人騎士団員選抜時にゴンゾース・ウトリオより、銀鳳騎士団物語とその主要登場人物の一人が自分であることを知らされ、混乱した。
ゴンゾース・ウトリオ
禿頭で身長2メートルを超える巨躯、鍛えられた筋肉に鎧われた身体は縦だけでなく横にも大きいという、ライヒアラ騎操士学園騎操士学科高等科卒業したての正騎士。性格・容姿共に非常に濃いキャラクター性をしており、重度の銀鳳騎士団マニア。興奮すると飛び出すあまりにマニアックな彼の銀鳳騎士団語りには同僚達も呆れている。白鷺騎士団・紅隼騎士団共同第一期新人騎士団員選抜会に参加。紅隼騎士団加入を希望し、テストと称したディートリヒとの模擬戦で敗れるものの、その技量とヤル気を示して加入を勝ち取った。その際、ディートリヒに書籍版銀鳳騎士団物語へのサインを求めた。
Knight's & Magic Side Story02 新米騎士三バカラスの服選びでは、後年紅隼騎士団の三羽烏の一となる事が予告され、同作中のオルヴェシウス砦見学時には人馬の騎士（ツェンドリンブル）騎乗を希望。
レコ
Knight's & Magic Side Story02 新米騎士三バカラスの服選びに登場。眠たげな目つき。銀鳳騎士団第二中隊から紅隼騎士団への改組時に採用された新人騎操士。後年の紅隼騎士団の三羽烏の一。オルヴェシウス砦見学時には空戦仕様機（ウィンジーネスタイル）の飛翔騎士（トゥエディアーネ）騎乗を希望。
サムエル
Knight's & Magic Side Story02 新米騎士三バカラスの服選びに登場。中肉中背でぼさぼさとした頭。銀鳳騎士団第二中隊から紅隼騎士団への改組時に採用された新人騎操士。後年の紅隼騎士団の三羽烏の一。オルヴェシウス砦見学時にはノーマルのカルディトーレ騎乗を希望。

##### 紫燕騎士団
トルスティ・コスケンサロ
近衛騎士団付の特設飛空船団団長を務め、当時まだ少数しかなかった飛空船の船長として魔獣との戦闘経験も積んでいた数少ない騎士。紫燕騎士団新設にあたり、その経歴を買われて初代騎士団長に抜擢された。第二次森伐遠征軍の先遣調査船団にもエルと同格の騎士団長として同行。穢れの獣との戦いでエルが森に消えたあと、無理やり戦場に引き返そうとするダーヴィドを彼の戦いが無駄になると説き伏せて王国へと帰還させた。
ラーファエル・キヴィラハティ
フレメヴィーラ王国東部にある小貴族キヴィラハティ子爵家の出身で、長子制の王国では家の後を継ぐことがまずない三男坊として生まれる。学生だったときから騎士としての才能を示しており、幸運も手伝って紫燕騎士団の第一期生として選抜された。エドガー達の厳しい指導の中でその実力が開花していき、同僚の中でも最優秀の成績とリーダーシップを発揮するに至る。そして諸侯へのお披露目を兼ねた魔獣との実戦を控える紫燕騎士団において、最初に編成された実働部隊「キヴィラハティ中隊」の中隊長に任じられた。王国初の飛翔騎士を扱う紫燕騎士団に選抜されるということは、新時代の英雄となれるチャンスを掴んだことと同義であるため、ここで身を立てて出世してやろうという若者らしい野心を持っている（これは騎士団員全員が大なり小なり持っている野心でもある）。

##### アルヴァンズ
アーニィス
声 - 深川和征
国立機操開発研究工房との模擬戦で銀鳳騎士団が戦った秘匿部隊アルヴァンズのリーダー。剣捌きは隊内でも1、2を争う。
第1小隊を率いる。カルダトア・ダーシュ6機で迎え撃ち、自身はエドガーと一騎打ちしてお互いの腕を認め合った。
ツーヴァ、イドラ
声 - 岩澤俊樹（ツーヴァ）、佐原誠（イドラ）
アルヴァンズ第1小隊の隊員たち。ディーやエドガーと対戦した。
ゼルクス、ユンフ、フィリア
声 - 中村和正（ゼルクス）、猪股慧士（ユンフ）、櫻庭有紗（フィリア）
アルヴァンズ第2小隊の隊員たち。フィリアは紅一点。トイボックスやツェンドルグとの模擬戦闘で敗北する。

##### その他の軍人
モルテン・フレドホルム
声 - 小柳良寛
カザドシュ砦に駐留するディクスゴード公爵旗下の朱兎騎士団団長。乗機は騎士団長専用と位置付けられるウォートシリーズの幻晶騎士「ハイマウォート」。カザドシュ事変の際にエルと協力して賊に対処した後、カルダトア20機を率いてライヒアラ騎操士学園を来訪し、エルが公爵と約束していた機体の受け渡しを行った。
フィリップ・ハルハーゲン
声 - 間宮康弘
ヤントゥネン守護騎士団団長。乗機は専用幻晶騎士「ソルドウォート」。ステファンの報を受けて守護騎士団を率い、ベヘモス退治に出撃した。
ゴトフリート・ヒュバリネン
声 - 林大地
ヤントゥネン守護騎士団副団長。乗機はカルディアリア。
カーン、キュッヒル、ステファン、アーロ、ベンヤミン、クラエス（アーロ以下はアニメ未登場）
声 - 松本忍（カーン）、笠間淳（キュッヒル）、熊谷健太郎（ステファン）
ベヘモスが襲撃したバルゲリー砦に所属した10名の騎士たちのうち、アニメ版では3名（カーン、キュッヒル、ステファン）が命名されている。Web版および文庫版では伝令役のアーロ、ベンヤミン、クラエス以外の名前は出ず。隊長のカーンはベヘモスの猛威の前に砦の陥落と自分たちの最期を悟り、この情報を後方の守護騎士団へ伝えさせるため、死ぬにはまだ早い若者であるステファン（Web版および文庫版ではアーロ、ベンヤミン、クラエス）を逃がした。その後、残った5機で遅滞戦闘を行った末に全滅したが、数時間もの時間稼ぎに成功して逃がされた者たちは役目を果たした。また、カーンの命を懸けた最後の一撃がベヘモスの瞼に傷をつけており、それがのちにエルの勝利のきっかけとなった。

#### ライヒアラ騎操士学園
ラウリ・エチェバルリア
声 - 池田勝
エルの祖父。セレスティナの実父。ライヒアラ騎操士学園の学長を務めている。アンブロシウスとも旧知の仲。
マティアス・エチェバルリア
声 - 天神英貴
エルの父。セレスティナの夫。元々は騎操士として活躍していたが現在は一線を退き、ライヒアラ騎操士学園で教官を務めている。エチェバルリア家へは、入り婿となる。
ステファニア・セラーティ
声 - 千本木彩花
キッドとアディの異母姉。ライヒアラ騎操士学園騎士学科に在籍し、キッドとアディより2学年上級になる。中等部2年時 - 3年時に生徒会長を務めた記述がある。
「可愛くて賢い子が大好き」を自称し、「図書館の姫君」と呼ばれていたころのエルに着目し、疲れている時など癒やしを求めてエルに抱きつくこともしばしば。弟のバルトサールとは違ってキッドとアディのことは本当の家族と見なし、優しく見守っている。文庫版では、陸皇（ベヘモス）事変後は卒業時期も含めて動静は不明だが、web版『Knight's & Magic 設定資料兼備忘録』 では、ライヒアラ卒業後はセラーティ侯爵領に戻り、数年後には隣の領地の子息と結婚し、3児を授かる設定となっていた。漫画版では、ライヒアラ騎操士学園中等部を卒業した後、進学せずに実家のある侯爵領へ帰る出発時にエルを抱き締める様子が描かれている。Web版の「ナイツ＆マジック」アニメ最終話放映記念短編「旅立ちの合間に」 で結婚式が描かれている。なお、二人の結婚は政略的な意味合いが無い訳ではないが、無理強いされたものではなく、祝福された際に幸せそうな姿を見せた。結婚後のミドルネームなどの正式な氏名は不詳。この結婚式はエルたちが学園を卒業し銀鳳騎士団がオルヴェシウス砦へと移った年（web版 では西方暦1288年）と同年に挙行されているが、文庫版準拠の西方暦1280年の事とされており（冒頭に「時系列的には書籍版3巻中になります」と明記）、またステファニアがライヒアラ騎操士学園中等部を卒業した後、進学せずに実家のある侯爵領へと戻っていたことが明らかにされた。
西方暦1285年に挙行されたエルとアディの結婚式にも、花嫁の装い手伝いも含め、出席している。
バルトサール・セラーティ
ステファニアの弟にして、キッドとアディの異母兄。ヨアキムの次男。通称「バルト」。ライヒアラ騎操士学園騎士学科に在籍し、キッドとアディより1学年上級になる。テレビアニメ版では決闘シーンがカットされており、登場していない。
妾腹であるキッドとアディのことを目の敵にしており、入学早々上級組入りした2人に実家での居場所を奪われると邪推。中等部1年時、文庫版では西方暦1276年春に学園内でアディを拉致し、八百長の決闘を強制してキッドを辱めようとするが、エルがアディを救ったことで形勢は逆転して惨敗。学園や実家に叱られ、実家での謹慎を経て緋犀騎士団で扱かれる。その後、Web版 では退学となって侯爵領の守護騎士団へ叩き込まれ、性根を鍛え直される姿を最後に、本編には登場しなくなった。
番外編であるアニメ最終話放映記念短編「旅立ちの合間に」 でキッド達と再会。刺々しい口調は変わらないが騎士団に居場所を得たことで精神的に安定し、和解することに成功している。

ゲパード
声 - 西谷修一
騎操士学科の先輩の1人。ベヘモス戦で最初にディーと共に突っ込んで手柄の取り合いをするが、ブレスで消し炭にされた。
サロネン、デマイネ、ティポー
声 - 野瀬育二（サロネン）、柳田淳一（デマイネ）、相馬康一（ティポー）
ライヒアラ騎操士学園の講師たち。
ラッセ・カイヴァント
Web版の登場人物。研究職を目指し錬金術師学科在籍中に、エルとダーヴィドが依頼した板状結晶筋肉（クリスタルプレート）試作を行い、その後も研究を進めた。
伏せ鼠（氏名不詳）
ライヒアラ騎操士学園内に生徒として送り込まれた、ジャロウデク王国の氏名不詳なスパイ。カザドッシュ事変後銀鳳騎士団・ライヒアラ騎操士学園から始まる調査にあたったの藍鷹騎士団に「処置」され、その調査結果によると、伏せ鼠以外以前からも同様なスパイはジャロウデク王国から継続的に入学し、卒業後足取りが不明となっていたことが判明し、以後藍鷹騎士団による警戒監視対象とされている。

#### 王族・貴族
アンブロシウス・タハヴォ・フレメヴィーラ
声 - 菅生隆之、竹内良太（青年期）
フレメヴィーラ王国第10代国王。一般には「獅子王」の異名を取る名君だが、即位前はむしろ悪戯好きで暴走癖があり、作中でも「エルに新機種の開発をけしかける」「銀鳳騎士団の設立を（事実上の独断で）決める」など、その性格が垣間見える動きも見せた。
若いころから騎操士として相当な腕前を誇り、数々の武勇伝を持つ。国内随一の槍の名手でもあり、老いてなおその腕前は健在である。
文庫版では西方暦1280年夏（Web版 では西方暦の記述が始まる前）に、新鋭機カルディトーレの完成を迎え、新しい時代の幕開けを悟って、在位36年で王位を引退し、第一王子のリオタムスに後を譲る。その後は出番が減少する一方、生来の悪戯好きが再び表に出つつあるため、騒動を治めるどころか大きくする傾向がある。
退屈な余生を過ごさないために必要だとエルに自身の乗騎製作を依頼し、その場に居合わせたエムリスの意見も聞き届けて2機分を発注した。届いた金獅子と銀虎を巡ってエムリスと一騎打ちを演じたりもしたが、結果としてそれを彼の成長につなげたりと名君ぶりは変わっていない。一騎打ちで負けたために銀虎（ジルバティーガ）を乗騎としたが、エルに確認はしたものの、中身はまったく同じものだと見越しており笑って受け入れていた。
リオタムス・ハールス・フレメヴィーラ
声 - 相馬康一
アンブロシウス王の長男であり、彼の跡を継いでフレメヴィーラ王国第11代国王となる。略称は「リオ」。クシェペルカ王国（後の新生クシェペルカ王国）のフェルナンド・ネバレス・クシェペルカ大公に輿入れしたマルティナ夫人は、実妹。「Knight's & Magic　設定資料兼備忘録」によると、名称未設定・作中未登場の二王女がまだ居り、リオタムス王の戴冠と同時に大公家に臣籍降下した王弟もいる設定となっている。
性格は、父である先王アンブロシウスにあまり似ておらず冷静沈着である。先王と同じく彼自身もまた王として有能。文庫版では西方暦1280年夏（Web版 では西方暦の記述が始まる前）の王位継承後、政治の描写場面ではほぼリオタムス王がメインとなる。エルの暴走に振り回されるのが悩みの種ではあるが、手綱の取り方自体は上手く、いつも国益に叶ういい落としどころに落ち着かせる。
第9章「大航空時代前夜編」において巨人族と友誼を結び、人類史上初となる巨人との歩みを始めた王として、後世において「巨人王」と呼ばれるようになる。また、リオタムス王が巨人族の存在を明かした式典の日は、人間族と巨人族の共存の始まりの日として歴史に記されることになった。
魔獣へと堕ちて国に反逆した元第一王子ウーゼルの事は、もっと早いうちに楽な生き方を出来る立場にするべきだったと振り返っており、自分を不甲斐ない父親だったと後悔しながらも後始末を全てエルネスティに託した。
エムリス・イェイエル・フレメヴィーラ
声 - 小野大輔
先王アンブロシウスの孫にしてリオタムス王の次男。継承権第二位→後に一位。専用機は金獅子（ゴルドリーオ）。
2メートル近い長身と、くまなく鍛え上げられた体躯を誇り、王族とは思えない粗野な言動や振る舞いが目立ったため、教育のため友好国であるクシェペルカ王国に3年ほど留学に出されていた。Web版本編では、アンブロシウス王の在位最末期に於ける王位継承権は第4位。王宮関係者からは「若いころのアンブロシウス王に瓜二つ」と言われ、エル（テレビアニメ版ではアディ）からは「脳筋」と評される。破天荒なエルのことを（ひいては銀鳳騎士団を）気に入り、行動を共にすることが多い。騎操士としての腕前は相当に高いが、先王アンブロシウスからすればまだまだ未熟らしい。それでも一騎打ちで良い勝負をしたうえ、一か八かで突貫して勝利をもぎ取り、エルが造った王族専用騎の金獅子を獲得した。
クシェペルカ事変では、留学していた関係で先方の王族と面識があることから、銀鳳商会を率いる若旦那（＝私人）としてクシェペルカの救援に向かった。戦争終結後は救国の立役者としてクシェペルカ王国へ大きな影響力を持つようになり、大使として派遣される。その際に補佐役としてアーキッドを指名し、供に連れて旅立っている。これは、エレオノーラとキッドの関係を知ったうえでの配慮でもあった。
10章「浮遊大陸騒乱編」では、浮遊大陸へと興味を持ち、若旦那としてキッドを伴って赴任先のクシェペルカから勝手に飛び出す。黄金の鬣（ゴールデンメイン）号船長として皆を指揮し、大嵐を突破して浮遊大陸に到着。そこで遭遇したハルピュイア達との戦いでキッドが一時行方不明となるも、この地で出会ったシュメフリーク王国の飛空船団との共同戦線を取り纏める。その後、浮遊大陸で狼藉を働く孤独なる十一（イレブンフラッグス）飛空船団との戦いを行い、帰還したキッドとエージロより捕われたハルピュイア達の救出依頼を受ける。救出作戦において、黄金の鬣号とミッシレジャベリンを用いた空中での高機動移乗攻撃を敢行。囚われたハルピュイア達の救出を成して彼らとの協力関係を取り付けた。11章で兄ウーゼルが継承権を外されたことに伴い、正式にフレメヴィーラ王国の継承権第一位の王太子となった。
ウーゼル・ファルク・フレメヴィーラ
ほとんど表に出てこないエムリスの兄。王家の長男として、リオタムス王即位後は王太子となっていた。表に出てこなかった理由は、生来病弱で不治の病を患っていたからで、生まれてから療養院を出たことが殆どなかった。西方暦1280年夏のアンブロシウス王の退位表明と御前会議のシーンで、その名と落ち着いた性格をしており品格も王族にふさわしいと記されていたが、実際に作中に登場するのは11章からとなった。登場時点でもはや余命幾ばくも無く、末期の手向けとしてあらゆる行動の自由が許されていた。この時に王位継承権も外されている。
兄の気晴らしにとエムリスが企画した遠乗りに同行したマガツイカルガニシキに搭乗してみたいと望むが、この時にイカルガ内部に潜んで浮遊大陸から付いて来ていたほんの小さな魔法生物と遭遇。どうにか生き延びたい魔法生物に浸食を受けて融合されてしまう。だが同じく生き延びたいという願いを抱いていたウーゼルも魔法生物と意識を同じくし、互いが一つとなることで命の問題を克服した。だがこの融合によって心の奥底に眠っていた昏い負の感情まで増幅されたウーゼルは、魔法生物の力でマガツイカルガニシキと自身を接続してこれを強奪。病によってままならなかった今までの人生の鬱屈や内心の恨みを晴らすかのように暴走し、ついには王城までも攻撃するという暴挙に及ぶ。これに応戦した銀鳳騎士団およびトイボックスMK.2を駆るエルによって追い詰められ窮地に陥ったウーゼルは、魔法生物の力でイカルガと融合して金属の龍という見た目の魔獣と化して西方諸国へと逃亡した。逃亡中は、生存のためにより強い力を得ようとひたすらに身体を肥大化させていったが、その影響によりウーゼルの人としての意識は眠りについていた。だが、自分を追ってきたエルネスティとアメノイカルガ・カギリによって、巨大魔獣と化してなお再び窮地に追い詰められた事で、眠っていた人の意識が覚醒。巨大化していた龍体を脱ぎ捨て、以前のイカルガに似た姿「イカルガ・シロガネ（魔獣体）」となってエルネスティとの最後の戦いへと臨んだ。
クヌート・ディクスゴード
声 - 土師孝也、間島淳司（青年期）
フレメヴィーラ王国の公爵にしてアンブロシウス王の側近。若いころは暴走癖のあったアンブロシウス王を諌める役割を担っていたため、王宮では陰で「猛獣使い」と呼ばれている。
若かりし頃に国王の許しを得て、ラボと連携して行われた“カルダトアの改良”に着手したが、技術的改良は小幅なものに留まり、中心となる大きな改良点がなく、十分な結果を残せぬままに終わったことがあり、幻晶騎士の改良新開発の困難さを身に染みて知っていた。これが幻晶騎士新開発を条件として、魔力転換炉（エーテルリアクタ）製法をアンブロシウス王と約したエルネスティへの初期の厳しい当たりの原因となっていた。そのエルが宣言通りに開発した、完全なる新機軸である新型幻晶騎士「テレスターレ」完成後には彼の政治的野心を疑い、自領に軟禁して詰問するが、その過程で彼とアンブロシウス王が非常に似た者同士であることに気づき色々と納得してしまった。これ以降はエルを認めて彼の最大の支援者となり、エルの方もクヌートのことを信頼している。
文庫版ではカザドッシュ事変直後、藍鷹騎士団の指揮権をアンブロシウス王より委譲されているが、範囲（全権～カザドッシュ事変関連限定）や期間は作中不詳。
文庫版では西方暦1280年夏（Web版 では西方暦の記述が始まる前）のアンブロシウスの国王譲位と同時に公爵位を息子に譲位しているが、それでもまだ大きな影響力を持っている模様。
エルとアディがボキューズ大森海に消えた際にも、彼らを探しに行こうとする銀鳳騎士団のスポンサーとなった。
ヨアキム・セラーティ
声 - 木下浩之
フレメヴィーラ王国の侯爵にしてキッド、アディ、ステファニア、バルトサールの父。妾であるイルマタルのことは本来は側室に迎えるはずだったが、正室があまりに嫉妬深かったために愛妾という形で別居せざるをえなかった経緯がある。そのため、態度には出さないが妾腹であるキッドやアディのことも大切な我が子としているが、彼らにはこの経緯が誤解されてかなり苦手に思われている。
当初はクヌート・ディクスゴード公爵と同様にエルの存在に危惧を抱いており、新型機を考案するエルのことを報告してほしいと、キッドとアディに頼み込んだ。テレスターレの一件が落ち着いてからはクヌートと同様にエルを認めたようで、探りを入れたりはしなくなった。
エルとアディがボキューズ大森海に消えた際に、クヌートと共に彼らを探しに行こうとする銀鳳騎士団のスポンサーとなった。その際に娘のアディのことを心配する様子を見せるが、キッドやアディとの親子関係は一部の要人を除き表沙汰になっていない案件であるため、銀鳳騎士団員達の多くはその態度に疑問を抱いていた。
文庫版では長男アートス・セラーティが、西方暦1276年春時点で侯爵家の跡取りとしての教育を専門に受け、既にヨアキムに付いて領地経営の補佐を始めていた。
レンナルト・ケルヴィネン
Web版短編『旅立ちの合間』に登場。ケルヴィネン伯爵家の長男で次期当主。ステファニアの夫となった人物。ステファニアとは旧知の仲であり、「まじめで誠実な人」と評される。
二人の結婚は、政略的な意味合いが無くはないが、強要されたものではない。

#### 国立機操開発研究工房
オルヴァー・ブロムダール
声 - 松岡禎丞
国立機操開発研究工房の所長。さわやかな青年という容姿に落ち着いた性格で、ナイトスミスたちをまとめ上げる。
その素性は、森都より衛使として徒人（人類）との橋渡しの役目を負って派遣されているアルヴの民であり、年齢も80を超えている。アルヴとしてはまだまだ若く徒人（人間族）のように感情が豊かであり、エルが巻き起こす騒動や新技術に期待している。
ガイスカ・ヨーハンソン
声 - 麦人
国立機操開発研究工房第一開発工房の工房長。ナイトスミスたちを取りまとめ、新型機開発に情熱を燃やす。
登場当初は、長年停滞したままの幻晶騎士開発に諦念を抱いて技術者の志を失っており、得た権力にただしがみ付くだけの老人だった。功名心に駆られるあまり、オルヴァーのことも心よく思っていなかったが、銀鳳騎士団との模擬戦を経て数々の新技術に触れたことから、失った情熱を取り戻して憑き物が落ちたように考えを改め、ラボを上げてエルたちとの協力体制を築く。
東方様式の最新鋭機量産化に、新時代を開拓する飛空船や飛翔騎士の量産化といった数々の功績によって図らずも鍛冶師の歴史に名を残すことになるが、寄る年波には勝てず引退する。しかし、後進に後を託して隠居とまでは行かず、その後もあり余る元気さでラボに顔を出して槌を振るっては、そのたびに孫娘のデシレアに連れ帰られていた模様。

#### アルヴの民
キトリー・キルヤリンタ
声 - 潘恵子
アルフヘイムに住む大老（）の女性。日頃は横たわっており、瞼を開けることすらほとんどない。
テレビアニメ版第8話では、魔力転換炉の知識を短時間で習得したエルネスティに「童（）よ。徒人（）でありながら徒人（）とは別なる理（）を知る者よ。」と言葉をかけるなど、彼が転生者であることに気付いている節が描かれている。
オルヴァー・ブロムダール
#国立機操開発研究工房を参照。
氏名不詳の男
アルフヘイムから国立機操開発研究工房長のオルヴァーへ派遣された連絡員の様な者。カルダトア・ダーシュ完成に沸く国立機操開発研究工房（シルエットナイトラボラトリ）の、オルヴァーの元に現れ打ち合わせをした。正体不明の街道の魔獣が銀鳳騎士団が試作運用試験中の魔獣形幻晶騎士（ツェンドルグと云う名称は知られていない）であるとし、近日予想されるカルダトア・ダーシュのお披露目に敵として投入されるオルヴァーの予想と、それに備えてのアルヴァンズ動員要請を、アルヴァンズ及び森都（アルフヘイム）に持ち帰った。
氏名不詳の男
日常アルフヘイム森護府で魔力転換炉（エーテルリアクタ）生産を務め、キトリーの指示により同所でエルネスティに魔力転換炉製造技術を伝授した。

#### その他
セレスティナ・エチェバルリア
声 - 大原さやか
エルの母。マティアスの妻。ラウリの実娘。エルと同じ銀色の髪を持つ。愛称は「ティナ」。
おっとりとした性格で少々天然ボケ。エルが幻晶騎士に出会う前まで、ずっと退屈で寂しそうな日々を送っていたのを心配していた。魔法に長けており、幼少期のエルにその手解きをしている。大きな出来事の後には、エルがティナにその内容を報告するのが9章辺りまでの一連の話の流れとなっていた。
イルマタル・オルター
アーキッド及びアデルトルートの実母。ヨアキムの妾。ヨアキムは妾であるイルマタルを本来は側室に迎える積もりであったが、正室があまりに嫉妬深かったために愛妾という形で、別宅に住まわせざるを得なかった経緯がある。愛称は「イルマ」。セレスティナと知り合ってから、エチェバルリア家を訪れることが多い。
ペッレルヴォ・カイタラ
Web版に登場する、フレメヴィーラ国内では有名な城砦建築の専門家。恰幅のよい男性。ボキューズ大森海に面する重要な砦のいくつかや、オルヴェシウス砦の設計を行った。

### ジャロウデク王国

#### 銅牙騎士団
ケルヒルト・ヒエタカンナス
声 - 井上喜久子
銅牙騎士団の団長を務める女性。本文中に記述は無いが隻眼。顔の皺が目立ち始めたとの記述があり、Web版 では30代の設定。
フレメヴィーラの王都に潜伏してのスパイ活動中にテレスターレの情報を得て、本国の命令によりカザトシュ事変でテレスターレ（トランドオーケス）を強奪して逃走し、かなりの部下を失いながらも本国への搬入に成功した。Web版では、過去の失態による左遷でフレメヴィーラに派遣され、新型幻晶騎士の鹵獲の功績で悲願の本国復帰を果たす。
大西域戦争劈頭のロカール諸国連合征服戦、続くクシェペルカ王国侵攻およびその後の占領地防衛戦に銅牙騎士団を率いて動員された結果、部下の大半を喪失したうえ、四方楯要塞（シルダ・ネリャック）防衛戦（Web版ではデルヴァンクール防衛戦、アニメ版では宿場町ミシリエにおけるエレオノーラ暗殺任務中）でエドガーに討たれて死亡する。
ベルナル、シェニエ、バッカス、グレコ
声 - 木内太郎（ベルナル）、岩澤俊樹（シェニエ）、斎藤寛仁（バッカス）、佐原誠（グレコ）
銅牙騎士団の団員たち。カザドシュ事変でベルナルとシェニエはケルヒルトと共に逃走し、バッカスとグレコはカザトシュ砦に残って戦った。
廻り鹿
Web版本編及び文庫版のカザドシュ事変中の魔獣群ダリエ村襲撃防衛戦直後、ダリエ村とカザドシュ砦を結ぶアキュアールの森内の道から少し離れた森内で待機していたケルヒルトに、「狩人は獲物を置いた」との（多分暗号）報告を入れてきた者（或いはチーム）の秘匿呼称と思われる。また後の文庫版大西域戦争中に、旧クシェペルカ王国東方領内を荷馬車（キャリッジ）を牽いたツェンドリンブルで、動き回る銀鳳（商）騎士団本体を索敵捕捉し、ケルヒルトに「我『集い馬』を発見せり。『鷹』を放ち、狩りを続けられたし…………」と伝言報告を入れている。

#### 王族
バルドメロ・ビルト・ジャロウデク
ジャロウデク王国国王。
西域を統一するべく大西域戦争（ウエスタン・グランドストーム）の準備を進めるも、開戦時には既に病魔に侵されており、第一王子であったカルリトスを国王代理として戦争を主導した。
文庫版では戦争終結後の消息は不明だが、Web版 では銀鳳騎士団が撤収した年（西方暦1290年）の年末までには敗戦による心労と病により逝去している。
人物像に付いてはほとんど記述が無いが、Web版では入手したテレスターレを視察する際の会話から専制的な国王であることがわかる。
カルリトス・エンデン・ジャロウデク
声 - 綿貫竜之介
ジャロウデク王国第一王子。
病に倒れた国王バルドメロの代理として、かつての統一国家「世界の父（ファダーアバーデン）」復活を名目に大西域戦争を開始する。
文庫版では銀鳳騎士団撤収後の消息は不明だが、Web版 では敗戦により周辺国に攻め込まれて国土の約六割までも失った責任を問われ、王位を継承することなく諸侯の手により放逐された。アニメ版では自軍の敗北が決定的となり、玉座から崩れ落ちる姿で終わっている。
11章において、以前「落日の原因」として王宮を放逐されたあと、王都から遠く離れた森の奥地にある館で隠居という名目の幽閉生活を送らされていた事が判明。そんな状況下でも現在の国の状態を正確に予測していた。
国家運営にロクな展望も持たず利権のためだけの政争に明け暮れ、緩やかに衰退していく国をただ放置している中央貴族達に愛想を尽かしたグスターボが自分の元に来訪したのを機に再び立つことを決意。カルリトスを支持する黒顎騎士団とグスターボを率いてクーデターを起こし玉座へと返り咲く。そうしてオラシオの元部下であったファブリシオを新しい中央工房長に登用。弱体化した黒顎騎士団を立て直し、侵略された国土を奪い返す反転攻勢に打って出た。衰退したジャロウデクが大国へと返り咲くには自分の次代かその更に次ほどの時間が掛かると予測し、己の身が朽ち果てるまで国の再建に邁進し続ける事を使命と定めている。また「先代」となる元国王エリアスを傍らに置き、いずれ自分の後継者にすることを考えて教育している。かつて出奔したオラシオの現在の所属をグスターボから知らされており、いずれ必ず殺すと宣言している。
クリストバル・ハスロ・ジャロウデク
声 - 千葉進歩
ジャロウデク王国第二王子。カタリーナの弟。略称は「クリス」。乗機はアルケローリクス。ロカール諸国連合侵攻戦、クシェペルカ王国侵攻戦における現地司令を務めた。騎操士としての実力は高く、王都デルヴァンクール攻略時に国王と一騎打ちを行い討ち取った。苛烈な性格をしており、エレオノーラのことを「辛気臭い女」と評したり、クシェペルカ王国を「ふ抜け共」と評したほか、銀鳳商会に保護されたエレオノーラの奪還に失敗したドロテオを痛めつけたりした。
旧クシェペルカ王国最東方の町ミリシエ攻略戦時（Web版 では旧クシェペルカ王国旧王都デルヴァンクール防衛戦時）に旗艦上でイカルガと一騎打ちを行うがまったく刃が立たず、急場しのぎにエルを勧誘するも彼の返答 の前に絶望して幻晶騎士ごと地上に飛び降り墜落死する。アニメ版では、エルの思い通りにはさせんと船を破壊して諸共に墜落死する。
カタリーナ・カミラ・ジャロウデク
声 - 櫻井浩美
ジャロウデク王国第一王女。クリストバルの姉。Web版には登場しない。
王都デルヴァンクール攻略後、占領地を統治する最高司令官を務め、クリストバル戦死後は現地司令も務めた。
最後の決戦における敗北時に王城からの脱出を図らなかったため、人質としてクシェペルカ王国に囚われる。エレオノーラの口から身柄を交渉に使われることは語られているものの、その後の消息は不明。アニメ版では自軍の敗北を受け、放心状態のままでいた所に攻め込まれた状況で終わっている。
エリアス・イニゴ・ジャロウデク
中央貴族達に傀儡とするべく据えられた幼い国王。先代国王バルドメロの血縁にあたる公爵家の出身。11章時点でようやく10歳になったばかりの子供で、そのあまりの年齢の低さに諸侯の思惑が透けて見える。自身の家臣であり救国の英雄たるグスターボの活躍に、国王の立場にありながら憧れや尊敬の念を抱いている節がある。素直な良い子であり、自分の立場や現在の国の状況にも思うところがあったようだが、力が無いため何も出来ないでいた。クーデターにより玉座を追われたが、その国王交代の場でカルリトス自らの手によって保護され、彼の傍らで国を立て直す様を学びいずれ後継者となるよう諭される。

#### 騎操士・その他
ドロテオ・マルドネス
声 - 稲田徹
クリスへの高い忠誠心を持つ参謀。昔は騎士として身を立て、高齢による引退後にクリスの指南役として任命され、彼が長ずるに伴い腹心の部下となる。旧騎士時代の部下や義息グスターボを配下に抱える。未だ全ジャロウデク王国で五指に入る実力者とされる。
クシェペルカ王国征服後は、旧フェルナンド大公領領都のラスペード城＝ジャロウデク王国属クシェペルカ領東方護府指揮官となる。城内の尖塔に幽閉していたマルティナ、イサドラ、エレオノーラを奪還すべく飛空船で捜索して襲撃するも、イカルガの反撃に敗退してクリスに復命謹慎する。この時、オラシオに魔導噴流推進器を独自開発させるヒントとなった、イカルガ飛行の様子を伝える。
クリス敗死後、現地総指揮となったカタリーナへのオラシオの要請により謹慎が解かれ、武装化される飛空船運用戦闘教義を敗残の鋼翼騎士団と共に研究することを命ぜられる。クリス戦死への報復を命を賭けて誓い、その後は飛竜戦艦「ヴィーヴィル」の操縦者兼船長となり、イカルガとの死闘を繰り返す。飛竜戦艦を問題なく操縦指揮運用する能力は、単なる騎操士の範囲に収まらない。
四方楯要塞（シルダ・ネリャック）防衛戦で、飛竜戦艦の竜血炉（ブラッドグレイル）稼動や、通常魔力転換炉への高濃度エーテル供給を、飛行戦闘可能時間の激減を覚悟の上で決行するが、対空衝角艦（ジルバヴェール）やイカルガとの戦闘で苦戦し、エレオノーラの乗機へ特攻するが、最期はキッド操縦のツェンドリンブルの手で搭乗する竜騎士像ごと貫かれ戦死した。操縦者を失った飛竜戦艦は四方楯要塞に墜落し、要塞内部にいた翠玉竜騎士団を全滅させた。アニメ版では森林に墜落している。
Web版 では、名誉男爵で鋼翼騎士団の一翼を担っている。エレオノーラ一行捜索時に銀鳳騎士団の反撃で敗退、飛空船に回収され、後にクシェペルカ王国南北領征服を命ぜられる。その後、ジャロウデク混成軍東方領制圧作戦総大将に任ぜられ、デルヴァンクールでクリスに復命中にクシェペルカ王国軍の侵攻の報を知る。コデルリエ平原で敗退後、クリスの敗死を知らされ、復讐を誓う。本国王都でオラシオ具申を受け入れたカルリトスの命により、改良就役した飛竜戦艦を操縦指揮し本土防衛に目処を立て、幻晶騎士部隊を搭載した飛空船群を引き連れ、侵攻してくるクシェペルカ王国軍＋銀鳳騎士団迎撃に向かい、ロカール諸国連合領内で会敵、イカルガ・ストールセイガーと戦闘に入るも劣勢となり、エレオノーラ座乗のストールセイガーに特攻を企てるが、文庫版と同様に戦死、地上に墜落する。
グスターボ・マルドネス
声 - 松風雅也
ドロテオの養子。略称は「グスト」。大西域戦争において表舞台に登場し「黒の狂剣」を始めとした数多の異名で呼ばれるようになったジャロウデク王国最強の騎操士。剣の天才で「剣は強いから剣を沢山付けた方が強くなる」との狂信じみた考えを持ち、幻晶騎士や己の装束に大量の剣を帯びるという奇行を実力だけで周囲に認めさせている。剣の腕前では作中屈指の騎操士たるエドガーやディートリヒすら寄せ付けず、浮遊大陸でのエルとの一騎打ちではトイボックスMK.2の全武装を用いる彼と互角の戦いを繰り広げた作中でも最強クラスの存在。天才たる彼は他者とは見えている世界が異なり、普通なら隙とも言えないような間隙にさえ当たり前のように攻撃を打ち込んでくる。ただあまりの癖の強さで他の騎士団に受け入れ先がなく、義父であるドロテオの隊に配属されていた。Web版 Knight's & Magic 設定資料兼備忘録 によると、ドロテオが戦死した同僚の子供を引き取ったという設定。
銀鳳騎士団との初めての遭遇戦で銀鳳騎士団第二中隊と交戦するも、討伐は不首尾に終わり飛空船に回収される。クリストバルの敗死後カタリーナにより謹慎が解かれ、ティラントー部隊を率いてドロテオが駆る飛竜戦艦と共に各地を転戦。再び銀鳳騎士団と激突したが、グゥエラリンデと相打ちになり機体を捨てて生還する。その後四方楯要塞及びデルヴァンクール防衛戦に備え、カタリーナより下賜されたアルケローリクスを改装し機体名をデッドマンズソードと改名。決戦においてケルヒルトのヴェイロキノスに後を任せ、周囲の部隊と共にエレオノーラを強襲。最終防衛線の突破に掛かるが、ゴルドリーオとアルディラッドカンバーが捨て身で臨んだ二対一での戦いに敗北。本国に撤退した。アニメ版ではバラバラになった乗機ごと堀に落ちるが生還するオリジナルシーンになっている。大西域戦争の全期間に渡って最前線で戦いながらも生存した名の知られた唯一の人物で、大西域戦争の後半戦に於いて、国土の相当量を失いながらも遂にジャロウデク王国を護りきった救国の英雄でもある。
Web版 では、義父に従い転戦し、コデルリエ平原会戦でグゥエラリンデと戦い、敗北。金獅子に敗れた義父を担いで戦場から脱出、本国に帰還する。後にズーティルゴを改装したデッドマンズソードを受領し、飛竜戦艦を操縦指揮する義父と共に本国防衛にあたる。そしてジャロウデク王国侵攻軍と目されるクシェペルカ王国軍＋銀鳳騎士団迎撃に向かい、ロカール諸国連合領内ジャロウデク王国側国境付近で会敵、飛空船から降陸しクシェペルカ王国軍＋銀鳳騎士団地上兵力と戦闘に入るが、グゥエラリンデ・アルディラッドカンバーと刺し違えとなり、義父を失うも本国に生還。以後も前線に立ち、文庫版と同じくジャロウデク王国存続に成功した。
大西域戦争終結後「剣角隊」を編成。多大な功績に対し、衰退したジャロウデク王国が出せる破格の恩賞として専用騎「ブロークンソード」が与えられた。その後、剣角隊に専用飛空船「剣角の鞘号」が配備され、ジャロウデク王国唯一の遠征実戦部隊として浮遊大陸へと派遣される。他国の支配地等を襲撃して収奪した源素晶石等の物資を「渡し舟」に引き渡し本国に送り出す任務を担い、困窮する国の重要な支えとなっている。その活動の中でフレメヴィーラ王国の面々と再会。エルとの直接の出会いはこれが初めてとなるが、狂人同士の共感という傍から見ると頭の痛くなるやり取りを経てお互いを認め合う好敵手となった。現在の所エルたちとは明確な敵対はしておらず、適度に浮遊大陸の情報を与えつつも自分たちの目的である盗賊紛いの任務を続けるという中立的な立場を維持している。
浮遊大陸より帰還後、戦場バカたる彼は国王との謁見の場で次の褒美（楽しめる戦場）を求めるが宰相達からは望む結果を得られず、現政権に完全に見切りを付けて幽閉生活を送るカルリトスの元へ秘密裏に訪問。溜まった褒美をまとめて頂くとして彼を担ぎ出し、ロクに再編もされず鈍っていた黒顎騎士団と共に決起。クーデターにより宰相含む腐敗した中央貴族たちを一掃し、カルリトスの掲げる国家再建の戦いに身を投じる。その際に「やはり僕では、ダメだったのですか」と悲嘆するエリアスに「陛下御自身への不満は、錆のひとつほどもありませんや」と返答。今の政権では戦場が足りないだけだったと決起の理由を語った。ファブリシオが建造した新型機であるブロークンソード・リームを拝領し、更なる戦力UPを果たしている。
オラシオ・コジャーソ
声 - 中村悠一
若干30歳でジャロウデク王国の開発工房長となった天才技術者。気力が抜けたようなふざけたような独特の喋り方が特徴。アニメ版では容姿がデザインされ、ぼさぼさの長髪に眼鏡姿となっている。
一族の研究成果である純エーテル作用論を元に、ジャロウデク王国の支援を得て源素浮揚器を開発し、世界初の飛空船を実用化した。また伝聞情報（アニメ版では目視）を元に魔導噴流推進器を独自再現した上、その技術を用いて飛竜戦艦「ヴィーヴィル」をも完成させた。他にも飛竜戦艦には試作された高濃度エーテル専用の高出力魔力転換炉「竜血炉」を搭載し、浮力源である源素晶石を浪費して一般魔力転換炉群に（文庫版では竜血炉にも）大量の魔力を送り込む「最大化戦闘形態」も実装している。
彼の空に掛ける情熱はエルネスティに引けをとるものではなく、エルが人型ロボットならオラシオは飛空船と、情熱を向ける先こそ異なるがその開発に執念を燃やす姿には共通点がある。幻晶騎士でありながら飛行可能なイカルガの事を不愉快極まりない代物と評したが、一方で幻晶騎士が空を飛べるなら源素浮揚器なんて作らなかったと語っている。
四方楯要塞防衛戦で飛竜戦艦が堕ち、ジャロウデク王国の敗北が決まった時点で味方を見捨ててさっさとクシェペルカ王国から脱出（Web版 ではオラシオは本国に留まってクシェペルカ王国には来ていない）し、本国の開発工房を焼き払って今までに開発した物や飛竜戦艦の基幹技術の大半を抱えて出奔した。アニメ版ではエルとの戦闘を直で観察するため、ドロテオと共に飛竜戦艦に乗り戦場に赴く。エルと熱い論戦の末に飛竜戦艦の敗北を悟ると、一人でいつの間にか脱出。終戦後にフレメヴィーラへ帰還中のエルを覗き見た後、次は何処の国へ行くか悩みながら、小型の飛空艇で飛び去った。
ジャロウデク王国を出奔後、孤独なる十一を含む各国を渡り歩いて品定めしつつ、最終的にはパーヴェルツィーク王国に身を寄せた。そこでフリーデグント王女に評価され、飛竜級（ヴィーヴィルクラス）戦艦二番艦“リンドヴルム”、艦載騎である竜闘騎（ドラッヒェンカバレリ）、幻晶騎士シュニアリーゼの開発と製造を指揮した。そして王女らと共にリンドヴルムにて浮遊大陸に赴く。その優秀さに陰りはなく、魔法生物との決戦兵器となる魔竜鬼神の建造でも力を発揮した。ジャロウデク王国ではお尋ね者のような扱いで、決戦が終わった直後にグスターボによって鉄拳制裁されるも、この時は見逃される。だがクーデターで復権したカルリトスからは、いつか殺すと宣言されている。
ファブリシオ・ボボネ
調子のいい小太りの男。オラシオの元部下で、カルリトスに登用され中央工房長に就任した。オラシオが出奔した際に燃やすなどして抹消していった当時の開発情報などの残りをカルリトスの命で集めさせられており、ファブリシオが勝手に取ったメモや盗んだ設計、くすねていたため焼かれなかった本などを基に中央工房を立て直した。以前から自身が発案していた機体設計も数多く抱えており、それらを好きに作らせてもらえる事を条件に工房長になっている。マッドサイエンティスト気質で自分の欲望に忠実であり、忠誠心はあまり無さそうな人物だが、裏切ろうものなら必ず抹殺するとカルリトスに脅されており、命惜しさに誠心誠意尽くす事を約束している。カルリトス曰く、オラシオが高さバカならファブリシオは速さバカである模様。
レーベッカ・フンメル
剣角隊に所属する女性隊員でグスターボの相棒。非常におしゃべりな少女。ファブリシオが開発した試作型飛翔特化騎体「カイリー」の専属騎操士。彼女は「逃げ足」と呼ばれている非常に特異な才能を持っており、普通の人には分からない「死線」を明確に感じ取れる。その才能で、幻晶騎士の大軍に囲まれようが燃え盛る森の中からだろうが脱出してみせる、異常なまでの回避能力を誇る。一例として、かつてただの村娘でありながら他国の敵部隊のど真ん中を突っ切り、たった一人で剣角隊に逃げ込んで来たという逸話を持つ。この能力をグスターボはとても高く評価しており、戦場における彼女の勘を疑うことはない。ただとても臆病な性格をしており、普段は厨房でこそこそと食器を磨いて過ごし、その信条は平和・安全・安心大好きで皿洗いが天職というもの。騎操士の立場に納得しておらず、出撃の際には大騒ぎする。だがグスターボは文句や愚痴を言いながらもカイリーを操り確かな結果を出す彼女を、クソ度胸の持ち主だと確信している。
騎操士になった切っ掛けは、飛行特化で極端な機動性と引き換えに武装を全く持たないカイリーの操縦を隊員達が扱いかねたこと。グスターボは悩んだ挙句、当時皿洗い要員として隊に所属していたレーベッカを戯れに乗せ、これが最高の結果を導き出した。戦場ではグスターボと漫才のようなやり取りをしながら五月蠅く飛び回るが、重量級機体であるブロークンソード・リームを搭乗させた状態でありながらパーヴェルツィーク王国の竜闘騎を寄せ付けない圧倒的な操縦を見せる。
使者/監察官
使者は文庫版、監察官はWeb版での連絡員の呼称。氏名は記載されず。190cmを超える大柄な男性。フレメヴィーラ王国で情報工作任務にあたっていたケルヒルトが国王バルドメロへ報告した新型機テレスターレについて、奪取の勅命を携えて来訪した。作戦にあたっては、ヴェンドバダーラや呪餌（カースド・ベイト）を含む「ありとあらゆる」ものを使用して構わないとする国王からの許可を伝えた。
ホアキン、レアンドロ
Web版本編に登場。ドロテオの部下でティラントーの騎操士。銀鳳商会の救援で東方方面に脱出中のエレオノーラ達をドロテオに率いられて襲撃した。エドガーのアルディラッドカンバーにティラントーの腕を切り落とされたのがレアンドロ。彼の支援に入るようドロテオに命じらたのがホアキン。

### クシェペルカ王国
アウクスティ・ヴァリオ・クシェペルカ
声 - 堀秀行
クシェペルカ王国の国王。
ジャロウデク王国による王都デルヴァンクール侵攻時には、マルティナ母娘とエレオノーラを逃がすために王城に残り、国王騎カルトガ・オル・クシェールを駆ってクリストバルとの一騎打ちの果てに戦死した。騎操士としての実力は凡庸と記載されている。
フェルナンド・ネバレス・クシェペルカ
アウクスティの弟であり大公。
Web版と文庫版では立ち位置が全く異なる。Web版 では生き残ったクシェペルカ王弟として反ジャロウデクを主導し、女王となったエレオノーラを戦争終結まで補佐した。文庫版およびテレビアニメ版では王都陥落後すぐに東都を攻められ、作中に登場することなく戦死した事だけが告げられた。
Web版では、エルネスティとアデルトルートの新婚旅行先となった新生クシェペルカ王国のホストとして一行を受け入れたエレオノーラ女王の側近として、エムリス一行の浮遊大陸行きの説明を行い、黄金の鬣（ゴールデンメイン）号が無断で持ち出されたことより、不安定なエレオノーラ女王の精神状態を心配している。直後、エレオノーラ女王と小魔導師（パールヴァ・マーガ）との謁見にも参列した。
エレオノーラ・ミランダ・クシェペルカ
声 - 田村ゆかり
アウクスティの一人娘。王位継承権第1位。通称「ヘレナ」。
アウクスティに溺愛され甘やかされて育ったことから、自己や心が弱く、王都陥落直後は自失してまともな反応を見せず人形のような状態になっていた。この時マルティナはこのままでは心が持たないと危惧していた。その後、東部への逃避行時にジャロウデク軍に捕まりフォンタニエのラスペード城にて幽閉（Web版 では捕まる寸前に銀鳳商会に保護されたため以降の内容が大きく異なる）。クリストバルの妻となるよう強要され、すべてを諦め無気力で陰鬱な雰囲気を漂わせるようになっていた。
銀鳳騎士団が救助に来た際にキッドの騎士の誓いを受けて決意を固め脱出したが、その後も中々立ち直れずにおり、エムリスは女王の重責を担うのはとても無理だと判断していた。しかし、即位への説得を皆から丸投げされたキッドに部屋から連れ出されて外の世界を見たことで女王として立つことを決意。覚悟が定まった事で次第に女王らしさを身に着けていった。
自身の騎士となり助けてくれるキッドにほのかな想いを抱いており、女王になってからは彼への態度も時に茶目っ気混じりの攻めの姿勢へと変化。身分の差に関係なく、自分がそう呼びたいからという理由でアーキッド様と呼ぶようになる。戦争終結後に銀鳳騎士団が帰還することになった際には、キッドとの別れに涙を見せた。
文庫版では西方暦1281年冬直前にフォンタニエ・ラスペード城中庭にて新生クシェペルカ王国再建と女王即位を宣言し、Web版では西方暦1269年に女王即位を宣言し、アニメ版では西方暦1281年にフォンタニエにて新生クシェペルカ王国建国と女王即位を宣言し、デルヴァンクール奪回後の西方暦1283年春デルヴァンクール王城にて戴冠式を改めて挙行している。
エルネスティとアデルトルートの新婚旅行先となった新生クシェペルカ王国のホストとして一行を受け入れ、周囲の制止に拘わらず小魔導師（パールヴァ・マーガ）及びナブ（Web版には登場しない）との謁見を決行して仲が良くなる。だが、キッドがエムリスに引き連れられて勝手に浮遊大陸に向かったことで情緒不安定にもなっていた。その様はまさにヤンデレであり、アディーはキッドの将来を若干危惧している。11章では浮遊大陸からの帰還後にキッドとの婚約がなされており、近いうちに結婚式を挙げる予定となっていた。
マルティナ・オルト・クシェペルカ
声 - 田中敦子
フェルナンド大公妃。前フレメヴィーラ国王アンブロシウスの娘で、リオタムスの妹。また、エムリスの叔母に当たり、かなりの女傑。
Web版 ではフェルナンドが生存していることから出番があまりないが、文庫版やテレビアニメ版では戦死した夫に代わり、反ジャロウデクを主導した。
文庫版では、エルネスティとアデルトルートの新婚旅行先となった新生クシェペルカ王国のホストとして一行を受け入れたエレオノーラ女王の側近として、エムリス一行の浮遊大陸行きの説明を行い、黄金の鬣（ゴールデンメイン）号が無断で持ち出された事より、不安定なエレオノーラ女王の精神状態を心配している。直後、エレオノーラ女王と小魔導師（パールヴァ・マーガ）及びナブとの謁見にも参列した。
イサドラ・アダリナ・クシェペルカ
声 - 朝井彩加
大公妃マルティナの娘。臣籍降下しているとはいえ父親はクシェペルカの王族には違いなく、従妹の王女エレオノーラの数少ない同年代の友人として彼女から色々な相談を受ける立場だった。時と場合によってはエレオノーラにさえ語気を荒らげるほど勝気な性格。従兄のエムリスをリース兄と呼び、彼からは妹のような存在と認識されているが、イサドラ自身はどうやら想いを寄せているようであり、エムリスの前ではしおらしい一面も見せる。
エレオノーラの女王即位後は、幻晶騎士を操縦できない彼女に代わり、複座仕様で再建された国王騎カルトガ・オル・クシェール二世の騎操士を終戦まで務めた。
モデスト・レトンマキ（カープロ・レトンマキ）
声 - 佐々木義人
Web版と文庫版で名前が異なり、Web版がカープロ・レトンマキで文庫版（およびアニメ版）がモデスト・レトンマキ。東方領の片隅にあるレトンマキ男爵領を治める小貴族で、山地を活用した要塞じみた関所を所有しており、有事の際の東西間の防壁としての役割を父祖の代から担ってきた。Web版 では登場後すぐに戦死するが、文庫版では初期から銀鳳商会と接触した貴族として反抗勢力の中核を担っていた。
戦死する展開はWeb版も文庫版も基本的には同じで、エレオノーラと銀鳳騎士団を討つべく進軍してきたクリストバル率いる黒顎騎士団を領地で待ち受け交戦。本来この進軍に対しては戦わずミシリエ（Web版 ではフォンタニエ）に退くよう指示されていたが、代々の防壁としての役割を放棄することを好しとせず、寡兵を承知で籠城して少しでも新生王国軍が戦力を整える時間を稼ごうとした。彼と志を同じくして砦から退くことを拒んだ配下の騎士団と共に大軍に立ちむかい、僅かとはいえ時間を稼ぎ戦死した。アニメ版では戦死しておらず、燃える砦を離れた場所から悔しそうに見つめていた。最終回でも帰国する銀鳳騎士団を見送っていた。

### 孤独なる十一（イレブンフラッグス）
イオランダ・ランフランキ
イレブンフラッグスを構成する都市国家群の議員。妙齢の女性。浮遊大陸に派遣されたイレブンフラッグス飛空船団に四人いる指導者（それぞれ所属都市が異なる）の一人で、唯一の女性。同船団旗艦「重装甲船（アーマードシップ）」出資者。相当傲慢な性格。
Web版本編・文庫版ともに、黄金の鬣（ゴールデンメイン）号による移乗攻撃からの撤兵中に受けた、飛竜（ヴィーヴィル）級戦艦二番艦“リンドヴルム”からのインシニレイトフレイムの一撃で乗艦諸共に撃墜され死去した。
トマーゾ・ピスコポ
都市国家群の議員で飛空船団四人の指導者の一人。その中では比較的若い青年の男性。旗艦と同型の重装甲船を預かる。大酒飲み。
イオランダに続いて撃沈されるも辛くも脱出に成功する。しかしこの戦いで「死に体」となった。
サヴィーノ・ラパロ
都市国家群の議員で飛空船団四人の指導者の一人。中年の紳士。旗艦と同型の重装甲船を預かる。パオロと共に標準型の飛空船に乗り換え、禁じの地へと向かうパーヴェルツィークの「輝ける勝利（グランツェンダージーク）号」を密かに追跡。禁じの地での戦いを見届けた後船団に帰還する。
パオロ・エリーコ
都市国家群の議員で飛空船団四人の指導者の一人。最も老齢の男性。旗艦と同型の重装甲船を預かる。けらけらと笑い声をあげる奇怪な老人で、地の文で「怪老」とまで呼ばれる。サヴィーノと共に禁じの地にパーヴェルツィークを追跡。禁じの地での戦いを見届けた後船団に帰還する。

### シュメフリーク王国
グラシアノ・リエスゴ
シュメフリーク王国が浮遊大陸のハルピュイアに派遣した（本人の言では恐らく初派遣）飛空船船団のまとめ役。西方諸国へ逃亡したイカルガ・シロガネに対する追撃でも、銀鳳騎士団に合流した。

### パーヴェルツィーク王国
フリーデグント・アライダ・パーヴェルツィーク
パーヴェルツィーク王国第一王女。接触してきたオラシオの能力を正当に評価して出資し、飛竜級（ヴィーヴィルクラス）戦艦二番艦“リンドヴルム”及び艦載騎竜闘騎（ドラッヒェンカバレリ）及び幻晶騎士シュニアリーゼを開発製造させた。自らリンドヴルムに座乗、天空騎士団（ルフトリッターオルデン）＝近衛隊を率いて、浮遊大陸征服を現地浮遊大陸で指揮する。肩にはかからないほどの髪。
自らモルメーとの同盟を取り纏める。その後自らエムリスらとの第二十七飛空船団捕虜引き取り交渉中、竜なるものの王率いるハルピュイアが騎乗する混成獣（キュマイラ）群の襲撃を受け、生じた混乱中にエルネスティ及びアーキッドの元に拾われ、両者に依頼の上、トイボックス（Mk.2）に移同乗し、リンドヴルム合流を目指すも合流に至らず、空戦機動を座席後部で味わい、イグナーツを宥め賺しながら戦闘指示し、その間明かされる衝撃の裏話群に心を痛めた結果、黄金の鬣（ゴールデンメイン）号に元気なエルネスティと共に回収された時には疲労困憊となった。なお、この回収時に嫉妬に駆られたアデルトルートの問い詰めに対し、エルはフリーデグントを第二王女と紹介している。
グスタフ・バルテル
パーヴェルツィーク王国天空騎士団（ルフトリッターオルデン）竜騎士長。飛竜級（ヴィーヴィルクラス）戦艦二番艦“リンドヴルム”に乗り、同じく座乗する第一王女フリーデグントの直属の部下として、その命令を実行させ、下問に答える。オラシオのことは良くは思っていない。血圧は上がり易いが、脳の血管はそれに耐える程には丈夫。
イグナーツ・アウエンミュラー
パーヴェルツィーク王国天空騎士団（ルフトリッターオルデン）右近衛（リヒティゲライエンフォルゲ）右近衛隊長。飛空船輝ける勝利（グランツェンダージーク）号船長を務め、戦時には竜頭騎士シュベールトリヒツを駆る事もある。竜騎士長グスタフの命により、輝ける勝利号及び搭載兵力を率い、巨大源素晶石（エーテライト）塊があるとの情報がもたらされた、浮遊大陸禁じの地征服に向かい、現地の魔獣群との戦闘を指揮、戦況が不利となり撤兵する。グスタフが右腕と目す青年。後述の左近衛隊長ユストゥスより直情的。フリーデグント直卒による第二十七飛空船団捕虜引き取り交渉中、竜なるものの王率いるハルピュイアが騎乗する混成獣（キュマイラ）群の襲撃を受け、混乱で行方不明になったフリーデグントの後送の為、グスタフの命により、輝ける勝利（グランツェンダージーク）号及び竜闘騎（ドラッヒェンカバレリ）群を率い、竜頭騎士シュベールトリヒツを駆って、フリーデグントが乗るトイボックス（Mk.2）空域に突入する。フリーデグントに篤い忠誠心を抱いており、フリーデグントの安全及び命令とあれば、およそ日常我慢ならない事でも我慢可能。
ユストゥス・バルリング
パーヴェルツィーク王国天空騎士団（ルフトリッターオルデン）左近衛（リンクスライエンフォルゲ）左近衛隊長。飛空船愛おしき戦場（グリーブシュラックフェルド）号船長を務め、戦時には竜頭騎士シュベールトリンクスを駆る事もある。竜騎士長グスタフから見ると、前述の右近衛隊長イグナーツより物分かりがよく見えて、腹の中で何を考えているのかわからない面がある。フリーデグント直卒による第二十七飛空船団捕虜引き取り交渉中、竜なるものの王率いるハルピュイアが騎乗する混成獣（キュマイラ）群の襲撃を受け、混乱で行方不明になったフリーデグントの後送の為、グスタフの命により、愛おしき戦場（グリーブシュラックフェルド）号及び竜闘騎（ドラッヒェンカバレリ）群を率い、竜頭騎士シュベールトリンクスを駆って、フリーデグントが乗るトイボックス（Mk.2）空域に突入する。
フォルクマー・ゲデック
パーヴェルツィーク王国天空騎士団（ルフトリッターオルデン）第二十七飛空船団所属飛空船（レビテートシップ 但し船名不詳）船長。浮遊大陸で主に対孤独なる十一国軍（イレブンフラッグス）向け任務についており、スオージロが「風切（カザキリ）の位置につく者」と称する地位または職務にあるハルピュイアの村の隣村で、孤独なる十一国軍飛空船と快速艇（カッターシップ）複数を搭載展開した竜闘騎（ドラッヒェンカバレリ）で撃破するも、続く黄金の鬣号（ゴールデンメイン）号一行との戦闘で、展開した竜闘騎二個小隊を全て喪失、降伏し捕虜となり、搭乗する飛空船は鹵獲された。作中登場の中では、巨人族（アストラガリ）小魔導師（パールヴァ・マーガ）と遭遇した最初のパーヴェルツィーク人。
後日パーヴェルツィーク王国側に生還している。
オラシオ・コジャーソ
詳細は#騎操士・その他を参照。

### ボキューズ大森海

#### 巨人族（アストラガリ）

##### カエルレウス氏族（ゲノス・デ・カエルレウス）
三眼位の勇者（フォルティッシモス・デ・ターシャスオキュリス）
大森海の迷子になったエルとアディが遭遇した巨人族（アストラガリ）の勇者で、遭遇当初はルーベル氏族子飼いの小鬼族と誤解して戦いを挑んだ。そこでエルに敗北したことで誤解を正し、以降はエルを小鬼族の勇者と呼ぶようになり、二人を氏族の同胞として集落に迎え入れた。義に厚く頑固なところがある性格で、自身の考え方とまるで異なるエルの行動に振り回されることが多かったが、逆に自らの無知を反省して学んだりといった姿勢もみせた。
集落壊滅の際にはエル達と共に村から離れており、長であった魔導師を守れなかったことに激しい後悔を抱き、跡を継いだ小魔導師や生き残った氏族を今度こそ守ると誓った。逃避行の最中、エルの意見でルーベル氏族の支配領域へと踏み込み、偶然小鬼族の下村へと辿りつく。そこで村人たちとの交流を経て小鬼族と共存できるということを知る。村でエルが造り出した巨人用の魔導兵装の扱いを習熟することで衰えた氏族の戦力を補充。ルーベル氏族との決戦に望み、後に「魔眼の変」と呼ばれるようになる戦いの決着を見届けてエルのことを虹の勇者と呼ぶようになった。銀鳳騎士団が帰還する際に、フレメヴィーラ王国からの遣いが戻ってくるまでの間の下村の小人族（読みはヒューマン、戦いを経て小鬼族から改称した）の護衛をカエルレウス氏族で引き受け、小魔導師とナブを送り出した（書籍版で加筆され勇者は森に残る事がはっきりと記された）。
四眼位の魔導師（マーガ・デ・クォートスオキュリス）
巨人族の小氏族の一つであるカエルレウス氏族を率いる四眼の巨人で、かなり高齢の老婆。エルと勇者の戦いを通じて小鬼族のことを知る必要があると見定め、勇者と共にエルとアディの二人を氏族に迎え入れた。ルーベル氏族との戦いの準備を進めていたが、諸氏族連合軍を発足しようとした矢先に我欲に駆られたアーテル氏族の裏切りに合い、彼らの密告を受けたルーベル氏族に操られた穢れの獣による集落襲撃を受け命を落とした。
小魔導師（パールヴァ・マーガ）
幼名をラーミナ（文庫版で命名）という、カエルレウス氏族の新しい指導者。巨人族は号を継いだ時点で幼名は名乗らなくなるのが習わしであるため、集落壊滅以降はパールヴァ・マーガ（通称パール）と呼ばれるようになる。四つ目だが、人間から見ても可愛いと思う容姿である模様。文庫版では出会いが加筆され、集落がまだ平和だった頃にエルとアディに興味を持ったナブに連れられて二人の下を訪れ、ともに遊ぶうちに騎士団員認定される。
先代の急死により長となったため、通常ならまだ号を継ぐような年齢ではなく、魔導師と言いながら魔法もあまり使えないただの幼く非力な子供でしかなかった。そこで強力な魔法を操るエルとアディに師事することを決意。規格外の師匠二人が巨人の魔法水準を知らなかったため、幻晶騎士の戦術級魔法を基準とした教育を施され、巨人族のなかでも異常な魔法能力を育成されることとなった。姉弟子であるアディと感性が似通っており、余人には理解困難な彼女の説明をすんなり理解できる。また、アディの一風変わった基準による可愛い認定をパールも行う。そのためエルからは変なところばかり似てと呆れられた。
エル達と行動する中でいち早く銀鳳騎士団との出会いを果たし、彼らの助力を得て諸氏族連合軍を発足。ルーベル氏族との決戦に臨んだ。大森海での戦いが終結したあと、小人族の国を自分の目で見る必要があると、帰還するイズモに搭乗してフレメヴィーラ王国へと旅立った。騎士団メンバーの中に彼女の熱心なファン（怪しい言動で同僚からも引かれている）がおり、アディがパールに近づけないようにしている。
フレメヴィーラ王国に赴いた巨人族（アストラガリ）のお目付役を務める。後、（新生）クシェペルカ王国エレオノーラ女王の招聘に応じ、新婚旅行で同国に新婚旅行に行くエルとアディに連れられ、ツェンドリンブルに牽引された荷馬車（キャリッジ）内に乗車して、共に同国へ赴き、王都デルヴァンクール王城幻晶騎士駐機場にて、エレオノーラ女王・フェルナンド大公（Web版）・マルティナ（文庫版）他と謁見した。その後飛空船銀の鯨（ジルバヴェール）二世（Web版では「二世」は省略される）号でエル＆アディ一行と共に浮遊大陸に渡った。
ナブ
Web版 では未登場。ラーミナ（小魔導師）の幼馴染。三眼位の巨人であるため、いずれ勇者を継ぐのが目標。エルやアディと遊ぶなかで騎士団員と認定され、第四巨人中隊（仮称）の隊員となる。集落が滅ぼされた際にはラーミナを連れて何とか逃げ延びたが、子供であるために何もできなかった自身の無力さに涙した。そのため、まだ子供であるにも関わらずエル発案の巨人用魔導兵装の練習に加わって戦う力を身につけ、今度こそ自分の力で小魔導師を守れるようになろうと決意した。魔眼の変が終結したあと、小人族の国を見るため小魔導師と共にフレメヴィーラ王国へと旅立った。後、（新生）クシェペルカ王国エレオノーラ女王の招聘に応じ、新婚旅行で同国に新婚旅行に行くエルとアディに連れられ、ツェンドリンブルに牽引された荷馬車（キャリッジ）内に乗車して、共に同国へ赴き、王都デルヴァンクール王城幻晶騎士駐機場にて、エレオノーラ女王・マルティナ他と謁見した。その後飛空船銀の鯨（ジルバヴェール）二世号でエル＆アディ一行と共に浮遊大陸に渡った。
一眼位の従者
三眼位の勇者に仕える従者の役割を持つ一つ目の巨人。勇者の指示でエルの手伝いに駆り出されて主に荷運びなどを担当したが、彼の無茶振りに振り回され精神的に疲弊したりと苦労していた。巨人の中で一番能力の低い一眼位ではあるが、意外と機転が利くためルーベル氏族の支配地域への潜入でも勇者の代わりに敵のルーベル氏族への対応に当たった。

##### ルーベル氏族（ゲノス・デ・ルーベル）
五眼位の偽王（フィクタス・レックス）
巨人族最大の規模を誇るルーベル氏族の長。本来、巨人族の王は六眼位でなければ継承出来ないが、最大氏族という驕りに穢れの獣を従える優位性から、掟を無視して自ら王を名乗った。小鬼族を奴隷として酷使し、他の氏族全てを不要と断じて滅ぼそうとするなど暴虐振りが目立つ。だが最後は小王の策で背後を突かれ、頼みの綱だった穢れの獣の攻撃によって氏族丸ごと瘴気に包まれた。五眼位の耐久力で自身は瀕死になりながらも一命を取り留めたものの、半分にも満たない数しか生き残れなかったルーベル氏族はかつての最大氏族の面影も無いほど落ちぶれた。

#### 小鬼族（ゴブリン）
オベロン（小王/魔王）
小鬼族と呼ばれルーベル氏族に隷属する人間族（第一次森伐遠征軍の末裔）の王。主に「小王」と呼ばれる。表向きはルーベル氏族に従っているが、内心では両親を穢れの獣の魔王の中枢に封じた巨人族への憎しみが募っている。
実は人間を装っているアルヴで、両親の寿命が尽きる前に故郷たる西の地へと連れ帰るのが望みであり目的。数百年前の敗走から、両親が末裔達をどう導いてきたかの経緯を知っている。小鬼族が技術を残せた事とルーベル氏族が獣を従えられた理由がここにあり、両親が魔王を眠らせアルヴの滅びの詩（ネクローリスソング）で獣を操っていたというのが正解だった。
末裔を率いる王とはいえ、両親をこの地に連れて来た徒人に対してはあまりいい感情を持っておらず、役に立つ貴族階級（騎操士や鍛冶師の末裔）が住む上街と呼ばれる地域しかまともに保護していない。下層の人間が住む下村は、森に半ば放置して一定期間毎に「御納め」という取り立てをしていただけなため、村々は貧困と魔獣の脅威に常に晒されていたが、彼は毛ほども気にしていなかった。
魔王を支配し制御するため長きに渡って雌伏の時を過ごし、獣を増やして戦力増強を計りながら反逆の機を窺っていたが、西から来たエル達の船団と遭遇したことで時期到来と帰還計画を立案。カエルレウス氏族と行動を共にしていたエルへと接触して彼らに共闘を持ちかけ、切り札たる魔王と穢れの獣を生体改造した指揮官騎「幻操獣騎（ミスティックビースト）」を起動。諸氏族連合軍とルーベル氏族の決戦の最中に背後から牙を剥いた。ルーベル氏族を穢れの獣の瘴気で包んだあと、全ての巨人族を滅ぼして西へ帰還するために銀鳳騎士団の船団に合流しようとしたが、最初から小王を信用していなかったエルによって拒絶され本性を表した。騎士団との戦いの最中、魔王の体内に侵入して中枢部を潰そうとしたマガツイカルガを身を挺して防ごうとしたが、攻撃命中の直前に父母の意思で操られて制御不能となった幻操獣騎により魔王から強制退避させられた。
その消息は書籍版で加筆され、父母により逃がされたあと全てを失ったと考え一時は茫然自失していたが、森の中で自身がアルヴであることを思い出した彼は唯一生き残った幻操獣騎を操り西の地の古き同胞を求めて旅立って行き、やがて遠縁であるハルピュイアの住まう浮遊大陸に流れ着く。小王は知らないことだが、彼の両親が封入されていた魔王中枢の巨大な水晶球はエルが確保してフレメヴィーラ王国に持ち帰っており、近いうちにアルヴヘイムの大老キトリーの下へ持ち込まれる予定。彼の「望み」だけは別の形でかなっている。
浮遊大陸に流れ着いた後、孤独なる十一（イレブンフラッグス）の暴虐により村や鷲頭獣（グリフォン）を失ったハルピュイアらを保護して率い、その集団の長となっていた。乗ってきた幻操獣騎を新しい魔王（魔人体）となるまで育成し、その周囲に生物の死骸を用いて一見竜のように見える外殻を作り上げ、竜の王と称して偽装していた。また混成獣（キュマイラ）らを『囁きの詩』と呼ばれる魔法装置で従え、一大勢力となって蜂起していた。
魔法生物の目覚めにより浮遊大陸すべての戦いが中断したあと、事態を収拾するためエル達や各国の軍と一時的に共闘することに。その中で、対魔法生物のために急遽作り出された決戦騎「魔竜鬼神（ウルトラキシングレート）」の構成要素の一つとして魔王と共に参戦。戦いの決着を見届けたあとは、パーヴェルツィーク王国・シュメフリーク王国・クシェペルカ王国・フレメヴィーラ王国の四ヶ国の後ろ盾を得て建国された、浮遊大陸に住まうハルピュイア族のためだけの国家「魔王国」の初代魔王に就任。浮遊大陸は今後どの国の支配も受けず、国民はハルピュイア族のみとし、交易をもってのみ西方諸国と関わる事とするという書簡を各国へと送り付けた。また事態の解決に大きく寄与し、浮遊大陸とハルピュイア族を救ってくれた大恩を蔑ろにしないため、大嫌いな宿敵エルネスティに対し、殺さない代わりに永久追放するから二度とこの大地に踏み込まないようにと伝えた。
ザカライア
小王（オベロン）の部下。小鬼族の青年で騎士。連絡役・監視役として小王によりエルネスティとアデルトルートに付けられた。その為二人が飛ばすカササギの掌に同乗する事となり、挙句に通りかかった銀鳳騎士団飛空船団に合流する為の高機動飛行で、顔中から色々なものを垂れ流し気絶する羽目になる。飛行中のイズモ上部甲板から持参した甲虫を伝書鳩の様に飛ばして、エルネスティと銀鳳騎士団の後方確保と戦闘介入の二勢力に分離する方針を報告した。

### 浮遊大陸

#### ハルピュイア
ホーガラ
アーキッドが最初に面識を得た、浮遊大陸原住民ハルピュイア。少女。鷲騎士（グリフォンライダー）。黄金の鬣（ゴールデンメイン）号から落下したカルディトーレから空中脱出したキッドが、三頭鷲獣（セブルグリフォン）の羽ばたきにより気を失った状況で、騎乗する鷲頭獣（グリフォン）に咥えさせ連行した。「次列の役」とスオージロより呼ばれ、スオージロの部下または下位と思われ、エージロより高位にあると思われる。ハルピュイアの楯（人間の盾のハルピュイア版）とされたメーズメに気を取られた隙に、騎乗する鷲頭獣が無力化され投網を打たれ、孤独なる十一（イレブンフラッグス）飛空船船団に捕らえられた。同飛空船船団旗艦重装甲船（アーマードシップ）への黄金の鬣（ゴールデンメイン）号による移乗攻撃に参加したキッドにより、同重装甲船船橋から奪還・救出された。
スオージロ
アーキッドが二番目に面識を得た、浮遊大陸原住民ハルピュイア。鷲騎士（グリフォンライダー、ただし三頭鷲獣（セブルグリフォン）を愛獣とする）。エムリスより背が高く、腰を越えるほど髪を伸ばした大男。「風切（カザキリ）の位置につく者」と称する地位または職務にあり、村の長に就き、ホーガラ・エージロの上官またはより高位にある。
エージロ
アーキッドが三番目に面識を得た、浮遊大陸原住民ハルピュイア。少女。鷲騎士（グリフォンライダー）。アーキッドにはホーガラより幼く見え、登場当時でキッドが最後に合ったエルネスティより小柄。「初列の雛」とホーガラより呼ばれ、スオージロの部下または下位、ホーガラより下位と思われる。若い鷲頭獣（グリフォン）個体名「ワトー」を愛獣とする。幽閉されていたアーキッドを連れ出しワトーに騎乗飛行させた。以後キッドと行動を共にし、黄金の鬣（ゴールデンメイン）号に帰還したキッドに付いてエムリス他と接見し、孤独なる十一（イレブンフラッグス）飛空船船団旗艦重装甲船（アーマードシップ）への黄金の鬣（ゴールデンメイン）号による移乗攻撃に参加し、捕われていたハルピュイア達と共に生還した。
メーズメ
ホーガラの住む村の隣村に暮らしていたハルピュイアの一人。少女。鷲騎士（グリフォンライダー）。ホーガラが村を訪れるたびに言葉を交わし、鷲頭獣に乗るのが苦手だと嘆いていた。件の隣村を襲撃・焼き討ちした孤独なる十一（イレブンフラッグス）飛空船船団に捕らえられ、ハルピュイアの楯（人間の盾のハルピュイア版）とされた。同飛空船船団旗艦重装甲船（アーマードシップ）に捕われていたところを、黄金の鬣（ゴールデンメイン）号による移乗攻撃で救出された者達に含まれている可能性がある。
モルメー
Web版に登場。体格に恵まれた精悍な印象の男性ハルピュイアで、種族の特徴でもある背に伸びる長い髪が目を引く容姿。スオージロと異なる集落で「風切（カザキリ）の位置につく者」と称する地位または職務にある。フリーデグントの招待に応じ、パーヴェルツィーク王国軍浮遊大陸派遣部隊拠点に交渉のため現れた。
仮面のハルピュイアの男
Web版に登場。名前不詳。スオージロが「風切（カザキリ）の位置につく者」と称する地位または職務にあるハルピュイアの村の隣村で、パーヴェルツィーク王国天空騎士団（ルフトリッターオルデン）第二十七飛空船団所属飛空船＋搭載竜闘騎（ドラッヒェンカバレリ）群二個小隊が、孤独なる十一（イレブンフラッグス）飛空船＋快速艇（カッターシップ）群を撃破した後、前者が黄金の鬣号（ゴールデンメイン）号とトイボックス（Mk.2）に、竜闘騎を全て撃墜され、鹵獲捕虜となり本拠に連行された後、普通ハルピュイアに馴れない混成獣（キュマイラ）に騎乗して現れた。「竜の王」から同胞たちへの言葉を携えてきたと称し、竜の王の命があれば混成獣に騎乗可能であること、竜の王の下一つになり大きな群れを成し、地の趾と戦うことを提案した。

#### アルヴ
オベロン（小王）
詳細は#小鬼族（ゴブリン）を参照。

### 前世（倉田翼）の関係者
中井（なかい）
K県K市の中堅ソフトウェアメーカーの（以上は漫画版には記述無）Kソフトワークスの某プロジェクトリーダー。担当中で破綻していた某プロジェクトは、納期3日前（漫画版では日程は不明ながら今日中にコーディングまで終えないと納期に間に合わない状況）に別案件を片付けて投入された倉田翼に助けられ、納期に間に合った。翼死去の日、退勤する翼を飲みに誘って、翼と最後に会話したKソフトワークス関係者。文庫版・漫画版に登場。
佐藤（さとう）
K県K市の中堅ソフトウェアメーカーの（以上は漫画版には記述無）Kソフトワークスで、破綻していた某プロジェクト納期3日前（漫画版では日程は不明ながら今日中にコーディングまで終えないと納期に間に合わない状況）に力尽きて、水をかけても起きあがらないと、中井に報告が入った。文庫版・漫画版に登場。
武田（たけだ）
K県K市の中堅ソフトウェアメーカーの（以上は漫画版には記述無）Kソフトワークスで、破綻していた某プロジェクト納期3日前（漫画版では日程は不明ながら今日中にコーディングまで終えないと納期に間に合わない状況）、机上に辞表入り封筒が置いてあると、中井に報告が入った。文庫版・漫画版に登場。
アニメ版の株式会社Kソフトワークスでの、プログラム仕様変更対応時乃至その後の屋台の飲み会にも登場したらしく、エンディングのテロップで天﨑滉平が声を充てている表示がある。
木場（きば）
K県K市の中堅ソフトウェアメーカーの（以上は漫画版には記述無）Kソフトワークスで、破綻していた某プロジェクト納期3日前（漫画版では日程は不明ながら今日中にコーディングまで終えないと納期に間に合わない状況）、別案件を片付けて投入された倉田翼に、仕様書の修正を指示され、（以下漫画版に無）後刻にテストに回る事を予告された（漫画版にはテスト予告無）。退勤する翼を飲みに誘った中井の後ろにいた。文庫版・漫画版に登場。
アニメ版の株式会社Kソフトワークスでの、プログラム仕様変更対応時乃至その後の屋台の飲み会にも登場したらしく、エンディングのテロップで古川慎が声を充てている表示がある。
立原（たちはら）
K県K市の中堅ソフトウェアメーカーの（以上は漫画版には記述無）Kソフトワークスで、破綻していた某プロジェクト納期3日前（漫画版では日程は不明ながら今日中にコーディングまで終えないと納期に間に合わない状況）、別案件を片付けて投入された倉田翼の着いた机の向かい側の机で作業していた、年かさの男。翼死去の日、退勤する翼を飲みに誘った中井の後ろにいた。文庫版に登場。
漫画版では、日程は不明ながら今日中にコーディングまで終えないと納期に間に合わない状況で、別案件を片付けて投入された倉田翼にモジュール二つのコーディングを任される。

## 登場兵器

### 幻晶騎士

#### フレメヴィーラ王国製

##### 従来型
サロドレア
カルダトアの一世代前にあたる旧式機。作中より約300年前に設計・開発された歴史ある骨董品。カラーリングは茶褐色に黄色のアクセント（アニメ版）。
一部機構が複雑な部分があり、カルダトアに比べて整備性に劣るが、性能自体には大きな差がない。フレメヴィーラ製幻晶騎士の優れた汎用性と操縦性はこの時点で完成されている。
現在一般的に稼働している機体はカルダトアから一部機構を流用し、整備性が改善されたアッパーバージョン。ただし、ライヒアラ騎操士学園の高等部騎士学科における訓練機体や商人に払い下げられたものを含め、大体が原形を留めぬほどに改造されている。
アールカンバー
ライヒアラ騎操士学園が所有する訓練用の機体。搭乗者はエドガー。長剣と盾、魔導兵装として「雷の杖（アークゥイバス）」を装備する。
サロドレアがベースで、非常に良好な操作性をそのまま維持している。その代わりに型落ちの凡庸な機体止まりであったが、正規の騎操士にも劣らない際立った技量を持つエドガーが操ることにより学園内では最強の騎士であった。
カザドシュ事変において、ケルヒルトの操るテレスターレと交戦。機体性能で勝る敵に対し善戦するも力及ばず大破。魔力転換炉を損傷するほどのダメージを受け作中から退場した。
カラーリングは白。この白一色という塗装は御前試合で搭乗したテレスターレや後継機であるアルディラッドカンバーにも受け継がれており、これらエドガー機は「純白の騎士」と形容されることが多い。
グゥエール
ライヒアラ騎操士学園が所有する訓練用の機体。搭乗者はディートリヒ。武装は二振りの長剣だが、アニメ版では魔導兵装も使用している。
サロドレアをベースに、二刀流で盾を持たない格闘特化型として大幅に改造されている。だが旧式故の出力不足で満足な性能を出せていない。
ベヘモス事変ではエルネスティによって半ば強奪される形で運用。エルの直接制御（フルコントロール）を用いた戦闘行動による過大な負荷で損傷し、最後は機体に残る全ての魔力を攻撃魔法に用いた結果、構造強化魔法を維持できなくなり自壊。魔力演算機と魔力転換炉を残してほぼ残骸と化した。
グゥエール、グゥエール改共にカラーリングは赤と金という非常に派手なものとなっている。これは後継機たるグゥエラリンデにも受け継がれ、「紅の騎士」等と形容されることが多い。
グゥエール改（グゥエール・テレスターレ）
あまりの損壊具合に修理を後回しにされていたグゥエールを、カザドシュ事変の直前にテレスターレ仕様で再建した機体。出力不足が改善され、背面武装として「風の刃（カマサ）」が追加された。主武装の長剣も予備を含めて4本に増加している。
カザドシュ事変では強奪されたテレスターレと交戦。ディートリヒの腕もあってケルヒルトの部下が操るテレスターレをほとんど一方的に追い詰めた。
その後は選択装備の試験運用機として「ライトニングフレイル」などを搭載。エルとエドガーの操るテレスターレ、双子のツェンドルグと共に御前試合に参加した。
アニメ版ではこの際、後にグゥエラリンデにも搭載される簡易魔導噴流推進器（マギウスジェットスラスタ）を両肩に搭載し、ライトニングフレイルは装備していない（代わりにエドガー機に装備されることになった）。
機体名称について、アニメ版では模擬戦前の名乗りの中で「グゥエール改」と発言している。しかし文庫版ではこの発言はなく、再建前から一貫して「グゥエール」と呼称されている。
本項では混乱を避けるため、再建後の姿=グゥエール改であるとする。
トランドオーケス
ライヒアラ騎操士学園が所有する訓練用の機体。搭乗者はヘルヴィ。アールカンバーやグゥエールと同じくサロドレアの改修機だが、アニメ版における外観はカラーリング以外サロドレアと同一である。
カラーリングはサロドレアより赤みの増した茶褐色。アクセントの黄色は位置も含めて学園のサロドレアと同じ。
ベヘモス事変で大破しテレスターレ1号機として再建され、引き続きヘルヴィの乗機として各種試験に用いられたが、カザドシュ事変において他のテレスターレと共に銅牙騎士団に強奪される。奪われた機体のうち唯一取り逃がすこととなった1号機は、結果的に後の大西域戦争の引き金の一つとなった。
カルダトア
フレメヴィーラ王国の制式量産幻晶騎士。制式量産機として大量に生産・配備されているため、フレメヴィーラの幻晶騎士の代名詞となっている。ヤントゥネン守護騎士団や朱兎騎士団など、フレメヴィーラ各地で運用されている。
主な武装は長剣や槍、盾に加えて魔導兵装「炎の槍（カルバリン）」等。
100年ほど前に設計され、サロドレアと比べて結晶筋肉の張り方が変更されたことで出力が向上し、構造の簡略化で整備性も良くなっている。
様々な種類の魔獣に柔軟に対応するため、意図的に平均的な性能となるよう調整がなされている。そのため特徴らしい特徴をもたないが、操作性が極めて良好なことが長所といえる。
テレスターレ強奪事件で所有機を大きく減じたライヒアラ騎操士学園（銀鳳騎士団）に代替の機体として供与され、選択装備の試験や試作機のベースとして様々な実験に用いられた。
その後、新たな制式量産機としてカルディトーレが開発され、主力機の座を退いていくことになる。
カラーリングは茶褐色（文庫版）、ダークグリーン（アニメ版）。アニメ版では朱兎騎士団の機体のみ肩部装甲の色が異なり、騎士団名にちなんだ朱色となっている。
カルディアリア
カルダトアをベースとした指揮官向け強化機体。近衛騎士団にも配備され、シュレベール城大広間などに措いては、玉座後ろのレーデス・オル・ヴィーラの左右に並べられる事があった。
カルダトアと比べれば強力な機体だったが、飛び抜けて高性能という程ではない。カラーリングは紺。

ソルドウォート
ヤントゥネン守護騎士団団長、フィリップ・ハルハーゲンの専用機。カラーリングは紺。
ハイマウォート
朱兎騎士団団長モルテンの専用機。カラーリングは紺と朱（肩部・背面装甲）。
カルディアリアベースの機体で、朱色を配した滑らかで精密な造形の外装を施され、豪華な外套型追加装甲を纏う。従来型としては特筆すべき重装甲と膂力を誇り、力ならばテレスターレにも対抗できる重量級の機体。武器は両手持ちの長柄のハンマーで盾は持たない。
ラーパラドス
Web版のみに登場する学園に予備として残されていた実習機。鎧のあちこちにトゲがあるのが特徴。魔導噴流推進器（マギウスジェットスラスタ）の実験に使われた。
文庫版ではトイボックスが代わりに登場したためこの機体は存在しない。
レーデス・オル・ヴィーラ
フレメヴィーラ王国国王騎として国内最高の幻晶騎士に位置づけられる機体。サロドレアベースで、国王を守るため防御に特化した機体とのこと。
作中ではほとんど名前しか出てこず、最新鋭機であるカルディトーレ登場後に全面改修されたかどうかは不明。

##### 銀鳳騎士団系統
テレスターレ
エルが中心となって改良を行った新型機のプロトタイプ。素体としてはベヘモス事変で大破した実習機のサロドレアが使われているが、既存の機体とは基本構造からして異なっているため、パーツの共有率は二割にも満たない。一号機はトランドオーケスがベース。カラーリングはカーキ。アニメ版ではヘルヴィ機（一号機）のみ腰背部の蓄魔力式装甲などが赤く塗られている。
綱型結晶筋肉（ストランド・クリスタルティシュー）の採用で出力が従来機の1.5倍、筋肉の耐久性に至っては10倍に上昇し、補助腕（サブアーム）を用いた背面武装（バックウエポン）システムの追加により攻撃力が強化されている。その一方で、向上した出力と魔力を食うデバイスが増えたことで連続稼働時間が半分ほどにまで低下。魔力貯蔵に特化した板状結晶筋肉の採用である程度は対応したものの、機体重量増等の問題もあり完全な解決には至っていない。
他にも、操作系の調整を後回しにしたため出力に振り回されて安定しない劣悪な操縦性と化しており、大きな課題として残されていた。最新鋭機開発のために国機研に開発が移譲された際に、これ幸いとこの課題は丸投げされた。
綱型結晶筋肉と背面武装を用いた機体群の原点であり、後に他国の機体でもこの形式のものは東方様式（イースタン・モード）と呼称されるようになる。
カルダトアベース・テレスターレ
国から新たに給与されたカルダトアをテレスターレ仕様に改修した機体。
エドガー機とエル機が登場し、カルダトア・ダーシュとの御前試合でディートリヒのグゥエール改、双子のツェンドルグと共に模擬戦に臨んだ。
エル機、エドガー機共にアニメ版では仕様が一部変更されている。
エドガー機
アールカンバーから白一色の塗装と防御重視の装備構成を受け継ぎ、可動式追加装甲（フレキシブルコート）を試験運用するテレスターレ。
文庫版では機体名称については言及されておらず、単にテレスターレ（相手方からは「白の騎士」など）と呼ばれていた。
アニメ版では手持ちの盾を装備しておらず、グゥエール改に代わってライトニングフレイルを装備している。
トイボックス
エル機。元は魔導噴流推進器（マギウスジェットスラスタ）の実験失敗により大破したカルダトア。カラーリングはカルダトア時は緑で、テレスターレになってからは地の金属そのままの鋼色（文庫版）。アニメ版は青。
修理されて以降も実験台として酷使され続け、一度はあまりにもガタが来たために、修理ついでに全面改修されテレスターレとなった。文庫版での登場時点では魔導噴流推進器の実験台となったカルダトアとの関連や機体名称は明かされておらず、「鋼色のテレスターレ」と呼称されていた。アニメ版では御前試合の時点ですでにトイボックスと呼ばれている。魔導噴流推進器の仕様が大きく変更されている。
肩部と腰部に魔導噴流推進器を内蔵した可動式の装甲を有する（アニメ版では脚部や背部にも推進器が搭載されている）。この魔導噴流推進器は改良型であり、加速に際して機体が一歩踏み出すごとに小刻みに噴射することで消費魔力の軽減を実現している。可動式であることを活かし、噴射のベクトルを変更することで回避運動や制動にも利用可能だが、制動には長時間推進器を噴かさなければならず、結局のところ消費魔力の大きさは相変わらずである。
魔導噴流推進器に限らず、エルが思い付きで造った様々な装備品の実験台にされており、それを見た団員達から「エルの玩具箱（トイボックス）」という名を贈られ、正式にエルの専用騎として扱われることとなる。
機体の欠点たる燃費問題への対策として「炉（エーテルリアクタ）」を2つに増やす」という無茶な改造を行った結果、2つ目の炉を始めとする後付け部分が騎体構造に余計な負荷を与えており、強化魔法に回す魔力が増大してしまっている。それでも魔力供給量は増加したため、燃費問題はある程度の解決を見たが、機体バランスの悪化などを考慮すると全体的な性能はテレスターレを下回っている。
立ち位置としてはイカルガが完成するまでの繋ぎの機体であり、戦場に出たのは女皇殻獣（クイーンシェルケース）との戦闘のみである。
イカルガ （斑鳩）
銀鳳騎士団団長となったエルネスティの専用機であり同騎士団の旗機。Web版と文庫版では魔力転換炉の仕様が若干異なるため、基本的には文庫版で記載する。
前世の記憶を保有する元日本人であるエルが設計したため、背中に四本の腕を持つ日本の鎧武者をかたどった外観をしている。顔には一般的な幻晶騎士と異なり怒りの形相を浮かべた人面をイメージした仮面が取付けられている。カラーリングは青と金。
二基の魔力転換炉を搭載できるよう金属内格からエルによって自身専用に設計された完全なオーダーメイド品。総建造数は二騎だが、初回建造した一騎がボキュース大森海にハードランディングして大破し、使用可能な部材・部品等はほとんどカササギ建造に投入されて失われた。後にボキュース大森海内で再建された二騎目のイカルガは、ほとんど銀鳳騎士団が本国より持ち込んだ丸一騎分の予備部品とシルフィアーネ（二世）から取り出した普及品級魔力転換炉二基で賄われており、この二騎のイカルガが同時に存在した事はない。
腹部に主転換炉である旅団級魔獣『女皇殻獣（クイーンシェルケース）』から作られた中型炉『女皇之冠（クイーンズコロネット）』を、背部に戦闘時に使用する師団級魔獣『陸皇亀（ベヘモス）』から作られた大型炉『皇之心臓（ベヘモス・ハート）』を搭載した複数動力機。
全身の装甲が蓄魔力式装甲であり、全方位に対応した可動式の『魔導噴流推進器（マギウスジェットスラスタ）』を各部に搭載。通常の双腕に加えて艤装された背中の四本の腕『執月之手（ラーフフィスト）』はワイヤーで射出可能であり、搭載された魔導噴流推進器により周囲を自在に旋回。その鋭い指先は強力な強化魔法により分厚い装甲すら容易に穿ち、敵内部に魔導噴流を解き放ち爆砕する。
通常の幻晶騎士の操縦桿だけでは機体各所の特殊な機器の全てを補えないため、前世より馴染み深いキーボードを模した操鍵盤も採用されている。その大出力を生かした異常な機動性と戦闘力を有する反面、機械的な制御が追い付かず操縦には直接制御が必須となっており、エルという生きた制御部が乗ることでしかまともに操れなくなっている。
専用武装である『銃装剣（ソーデッドカノン）』は、銃床を模した持ち手がついた肉厚の大剣のような外見をしている。要は幻晶騎士サイズのガンライクロッドで、剣の内部には紋章術式を刻んだ銀板が内蔵されており、剣としての用法のほか魔導兵装としても使用することができる。持ち手にあるレバーにより機能を切り替える。構造的に脆く格闘武器には向かない魔導兵装機能を剣という形に盛り込むために、強力な強化魔法術式も内蔵されており、格闘・法撃どちらにおいても多くの魔力を消費する極めて燃費の悪い武装になっている。これらの弊害として重量も嵩んでおり、イカルガのような大出力機でなければまともに扱うことすらできない。イカルガは、非自力飛行時等魔力に余裕がある場合は、この銃装剣六挺を六腕から斉射可能。
上記の仕様から「地上最強の戦闘能力を持つ、史上最高の欠陥機」とも呼ばれ、圧倒的な戦闘能力と外見から「鬼神」の異名で呼ばれる。
高空飛行に備えて操縦席与圧機能を実装していたが、戦闘中に初めて高空を飛行した時に判明した、高空の高分圧エーテルによる魔力転換炉（エーテルリアクタ）や人体への有害性のため、この時の高空飛行は短期で打ち切られた。
ボキュース大森海内での再建時には、大破回収されたシルフィアーネ（二世）から取り出した普及品級魔力転換炉双発仕様とし、源素浮揚器（エーテリックレビテータ）付き降下用追加装甲（ヘイローコート）と補助用の翼状装甲を増設して、魔力転換炉総主力が低下しても飛行能力を維持し続けた仕様で修復、アディの操縦で参戦した。
本国帰還後、普及品級魔力転換炉二基共取り外し、カササギから抜き取った女皇之冠（クイーンズコロネット）と皇之心臓（ベヘモス・ハート）を正規の位置に再艤装した。又、余りに物騒且つ機密保持と整備工数上への配慮より、アディと結婚したエルの新生クシェペルカ王国への新婚旅行にあたって、リオタムス王にイカルガの国外持ち出しが禁じられた。
カササギ
ボキューズ大森海で遭遇した穢れの獣（クレトヴァスティア）との戦闘で、胴体部分を残してほぼ全壊したイカルガを、雲からの救出時に墜落して大破したシルフィアーネの残骸や、地元で入手可能な魔獣素材、魔力を通す銀線神経の代わりになる木材『ホワイトミストー』で急造した特殊機体。機体名はカラス科の留鳥、カササギに因んで命名された。材料が足りないために上半身だけしかなく、魔獣素材の外装を纏った骸骨のような異様な見た目になっている。
急場でエルが思いついた、大気中に存在する薄いエーテルを一旦魔力転換炉に集めて纏まった魔力とし、更にそれを高濃度のエーテルに再変換して使用する開放型源素浮揚器（エーテルリングジェネレータ）を使い浮遊ができる。一方で燃費がとてつもなく悪いために大出力が必要であり、女皇之冠（クイーンズコロネット）（Web版 では登場しない）と皇之心臓（ベヘモス・ハート）無しでは稼働できない。
大森海からの帰還後に解体。この機体で生み出された開放型源素浮揚器の技術は二つの流れに形を変え、簡易化されたものが空戦仕様機と近接戦仕様機の連動を可能とする新追加装備となり、開放型源素浮揚器をそのまま用いるのがシルフィアーネ方式となった。このカササギを最新技術で再現したのが、シルフィアーネ・カササギ三世（サード）・エンゲージである。
マガツイカルガ／マガツイカルガニシキ
ボキュース大森海に銀鳳騎士団が運んできた予備パーツ + シルフィアーネの魔力転換炉で再建されたイカルガとカササギがドッキングし、魔力転換炉の連結と魔力演算機を直結させた形態。
4基の転換炉による大出力に支えられて空を自在に舞い、大気系魔法の『嵐の衣（ストームコート）』を纏って酸の雲を跳ね返すために穢れの獣をものともしない力を見せた。エル自身は所詮は急場しのぎの形態であり、この先も使い続けるなら仕立て直す必要があると語っていた。それを具現化したのが、シルフィアーネ・カササギ三世（サード）・エンゲージと合体した新たな姿マガツイカルガニシキとなる。イカルガにとっての最終形態であり、最強の名に相応しい性能を誇っていたが、敵に機体を丸ごと奪われたことで失われた。
イカルガ・シロガネ（魔獣体）
詳細は#魔獣を参照。
イカルガ・カギリ（斑鳩限）
玩具箱之汎式（ヴァーサタイルトイボックス）試作一号機。または量産型イカルガとも。魔法生物とウーゼルによって奪われた銀鳳騎士団旗機を再建するにあたり、エルがイカルガとは何かを一度突き詰めて考えた末に辿り着いた、幻晶騎士サイズの複数動力対応機であるという特性。それを主眼に据えて、カルディトーレの設計を基にイカルガとトイボックスで培われた最新技術を混ぜ合わせて再構築された最新鋭機。
この機体には、原型機であるイカルガの短所とも言えた皇之心臓などの「特別な部品」は一切使用されておらず、このまま国機研へ持ち込んでも同じものが作れるように設計されている。普及型の魔力転換炉を二基搭載した大出力機でありながら、カルディトーレ由来の汎用性を受け継ぎ、膂力は原形機に近く格闘能力も高い。エル曰く「最新で最高の完成された普通の機体」とのことだが、それはあくまでエル基準での「普通」であり、実際のところは既存のあらゆる量産機はおろかトイボックスMk.2をも大きく凌駕する高性能機体に仕上がっている。だが量産可能な事と量産するかどうかは別の事であり、国機研の現中央工房長とリオタムス王の会談の結果、いくら性能が高くとも歩兵の価値とはただ能力だけでは語れず、重要なのは数が揃えられてこそであり、現在の制式機であるカルディトーレの数を徒に減らすような手はとれない。多数を量産するのは問題があるが、少数ならば可能であるという結論に至った。
その外観はイカルガを元にしてデザインされているが、全体的な印象はイカルガのようでもありトイボックスのようでもあると原型機とは大きく異なっている。頭部は、イカルガの特徴だった怒りの面頬が採用されずトイボックスに似た面覆いに覆われている。更に背面の大型補助腕が無く、一般的な東方様式機に採用されている小型補助腕すらない。これにより最新型のはずなのに旧型のようにも見える機体となっている。この機体を初めて見た際に、アディは「両方混ぜたってコト？」や「なんだかすごく中途半端な感じがする」という感想を述べた。
この機体は汎用機であるためそのまま使用することも可能。だが素の状態は素体という扱いで、真価を発揮するには従来よりも拡張された選択装備を必要とする。代わりに極めて柔軟な装備構成を実現している。この選択装備の拡張にあたって魔導演算機が強化されており、事前登録してある装備なら自動で強化魔法の定義を更新することで魔法の書き換え時間がかなり削減されて素早く装着可能となったため、戦場での装備換装を実現している。この説明を受けたアディは「魔導演算機の強化が一番すごいのでは？」と思ったが、エルが好き勝手やった結果だとスルーした。操縦系統はカルディトーレを受け継いで簡素なものとなっていて、装備の変更などに応じて必要な機能を追加拡張できる設計となっている。だが試作一号機の操縦系統は全力エル仕様（全部盛り）となっており、もはやイカルガのものと区別がつかない。
選択装備「鬼神之粧（アスラズガーメント）」を装着することで、執月之手が仕込まれた四本の大型補助腕を背負ったかつてのイカルガを髣髴とさせる威容になるが、この装備はあまりに操作難易度が高いため実質エル専用となっている。これにトイボックスMk.2が使用していた蒼いエスクワイア「ロビン」をドッキングすることで、マガツイカルガのような姿となる。実はイカルガ・カギリ単体で空を飛ぶことも可能となっているが、力づくで飛ぶよりも素直にエスクワイアを使用する方が飛行が安定する。また、鬼神之粧の四本の大型補助腕もトイボックスMk.2の断刃装甲を参考に翼のような形状を与えられているため、飛行時にこれを横に広げる事で多少の揚力を生んで安定性の増加に寄与している。
標準装備である新型の銃装剣型之弐（ソーデッドカノンモデル2）は、イカルガ・カギリが使うことを前提に再設計されたもの。普及型の魔力転換炉であるため原型機に比べて魔力出力の低下は免れず、強化魔法の消費を抑える目的で構造から見直され以前のものより頑丈に仕立てられている。その分重量が増して取り回しに注意が必要になっているが、スラッシュモードの性能は維持されている。シュートモードの轟炎の槍も以前の威力を維持しているが、その代償に連射性能や連続投射性能が犠牲となっており、消費魔力の大きさもあって飛行しながらの射撃には色々と制約がある。更に、これら従来からのモードに加えて二つのモードが追加されている。そのうちのエーテルエンチャントは、対魔法生物を想定してスラッシュモードの刀身にエーテルを集中させる機能で、源素化兵装と同じ効果を得られる。ただし長時間の維持が困難で癖が強いため、今のところエル以外に使う予定は無い。残り一つに関しては、設定で存在だけは明かされたが未公開。
これらの装備だけでも従来機とは一線を画すが、それだけではイカルガ・シロガネと戦うにはまだ足りないと、翼を広げた鳥のような姿をした巨大な影と表現される装備が建造中だった。Web版218話において、アスカ・ガーメント（飛鳥之粧）として正式に登場した。
アメノイカルガ・カギリ
イカルガ・カギリ（斑鳩限）とアスカ・ガーメント（飛鳥之粧）が合体した姿。戦場での装備換装を実現したことで可能となった合体で、まず飛鳥之粧の全身が「全騎投射」により各パーツ毎に分離。機体後部から尾部を含む推進器部が二つに分かれて変形し、斑鳩限の両脚へ装着。両足はイカルガの両腕へと装着され、巨大な鉤爪は手のように展開。両主翼部は、それぞれ腰部に接続されて斑鳩限が元から備えていた推進器をさらに強化。胴体部と機首が分離し、胴体部は斑鳩限の背後へ回り、背中のエスクワイア・ロビンより下の腰の後ろに装甲のように接続。機首は、斑鳩限の胸部装甲が展開されてそこへ接続。接続部から飛鳥之粧の操縦席が移動して、斑鳩限の操縦席と連結。斑鳩限の頭部の面覆いが開いて、かつてのイカルガにも似た四眼を備えた鬼面が出現。全ての幻像投影機の同調によって「全機能起動」が終了して合体完了となる。合体により姿が大きく変化し、肥大化した手足に加え腰部には翼と胴体部が装甲のように装着。四眼の鬼面に、胸には鳥を模した飛鳥之粧の頭。全身に魔力転換炉が配置され、多数のマギジェットスラスタも分散配置されている。
金獅子（ゴルドリーオ）
エルネスティに直接依頼して製作されたエムリス専用騎。胸に獅子の貌の意匠を施された金色の鎧を纏う。カスタムベースはカルディトーレ。
エムリスの要望で出力に特化した性能となっており、パワー特化型のティラントーともまともに組み合える程の膂力を誇りつつ機動性も維持しているという、アルケローリクスにも劣らない機体性能を誇っている。王族用ということで装甲も厚め。
背面武装と両肩（アニメ版では両肩と膝）に装備された複数の魔導兵装を連動させて放つ「獣王轟咆（ブラストハウリング）」という必殺技が用意されており、多大な魔力消費と引き換えに幻晶騎士の体当たりにも耐える砦の門を一撃で吹き飛ばすほどの威力を発揮する。
銀虎（ジルバティーガ）
虎の意匠を施された銀色の鎧を纏うアンブロシウス専用騎。金獅子と銀虎の違いは外見だけで中身は全くの同一の兄弟騎である。
アンブロシウスはエムリスのような特段の要望をせずエルに一任したが、エルが用意したものは外見以外は同一の騎体であった。騎体争奪戦の末にエムリスに金獅子を譲ることになったアンブロシウスも、それを聞いて満足していた。

##### 人馬幻晶騎士
ツェンドルグ
銀鳳騎士団が幻晶騎士の移動能力強化を目的に開発した、人型の上半身と馬型の下半身を持つ人馬騎士と呼ばれるケンタウロス型幻晶騎士のプロトタイプ。後にこの機体の設計はシルフィアーネにも流用されたため、飛翔騎士の祖であるとも言える。
並外れて大柄な体躯のために通常機の倍以上の重量をもつが、その分多量の綱型筋肉結晶や蓄魔力式装甲を積んでいるため魔力容量と出力が高い。ただし、その出力や構造の維持のため魔力転換炉を2基必要とし、魔導演算機（マギウスエンジン）、操縦席といった部品は人型の上半身から容量に余裕のある下半身へと移設されている。操縦に要する術式が未完成であるため、動かすためには上半身と下半身をそれぞれ操る騎操士が2名必要であり、史上初となる2人乗りの操縦席が取り付けられた。実働試験を行いながら術式を最適化していき、いずれは一人乗りにというのが当初からの予定だった。
主な装備は長大な斧槍と先端が尖った縦に細長いランス代わりにも使える盾で、突撃の際の槍の保持を補助する固定具が下半身に付けられている。また、軽量化のために装甲を薄めにしている下半身の防御力をカバーするために、可動式追加装甲と同じ機構を持つ可動装甲が機体そのものに組み込まれている。機動時にはこの可動装甲をカウンターウェイトとして用いる事で、騎馬では考えられないような驚異的な旋回機動を見せる。
銀鳳騎士団のお披露目を兼ねた模擬戦では、アーキッドとアデルトルートの双子を騎操士に据えて使用され、人間の歩兵と騎馬の比較に倣い戦力比を3対1とされた。模擬戦後は制式採用機であるツェンドリンブルの量産が開始されたため登場しなくなる。
ツェンドリンブル
ツェンドルグを元に機構の見直しと最適化を行った量産向けの機体。隊長機のみ角があり他は角なしのタイプ。ツェンドルグにて機体操作のための術式が完成したため、ツェンドリンブルでは1人乗りになっている。
1人乗りになった反面、操縦の負担は大きくなり、生身で馬に乗る感覚で操縦できる補助機構や一部動作の自動化を取り入れているものの、騎操士の育成が大きな課題として残っている。また、魔力転換炉を2基搭載するがゆえの高コストもあり、登場からしばらくは製造元の銀鳳騎士団で運用される機体だけで国内総数の大半を占め、ヘルヴィを中隊長とした第三中隊でのみ大規模に運用されていた。Web版 では撃刺巻貝（デッドリーシェルケース）討伐後にその戦果と有用性から、量産元と思われる国機研にアンブロシウス王が生産計画の修正を命じており、この時点から数年後になる大航空時代前夜編では、荷馬車を牽いて街道をゆく人馬騎士の姿は国民にも見慣れた景色となっている。
その移動能力に支えられた運搬力や機動力、突撃力は従来の常識を覆すものであり、専用に作られた荷馬車を牽いて人員や幻晶騎士を速やかに遠距離まで移送でき、3式装備『戦馬車（チャリオット）』を用いた時には絶大な戦力を誇る。本体性能も言わずもがなであるため、オプション装備分離後もそのまま騎馬隊の如く戦闘に参加し敵を駆逐できる。特に幻晶騎士の運搬面での効果は大きく、従来は自走させるもしくは部品にばらして馬車により時間を掛けて遠距離移送していたものを、完成状態の複数騎を一気に高速運搬可能というのは画期的なものであった。
主な装備はツェンドルグから引き継いでいるが、斧槍の代わりに騎槍を用いる場合もある。大西域戦争において、飛空船に対抗するための垂直投射式連装投槍器が搭載され、対地・対空への遠距離物理攻撃能力も獲得している。
オプション装備は運搬用の『荷馬車（キャリッジ）』や3式装備『戦馬車（チャリオット）』。
『戦馬車（チャリオット）』は装甲で周囲を固め突撃用の分離可能な斬獣剣と搭載用大型魔導兵装『轟炎の槍（ファルコネット）』を展開した馬車で、移動をツェンドリンブルに任せる事で乗り手の幻晶騎士は魔力供給兼砲手に専念出来る。2体の人馬騎士が牽引しながら騎槍を構えて突撃することで正面の敵を蹴散らし、馬車から飛び出た斬獣剣が周囲の敵を餌食にし、搭乗した幻晶騎士が魔導兵装で攻撃するという3段編成で非常に高い戦闘能力を発揮する。
ただし実在の馬と馬車と戦車（チャリオット）と同様に、『荷馬車（キャリッジ）』や3式装備『戦馬車（チャリオット）』を牽引した場合は、単体のツェンドリンブルに比べて踏破能力が劣る様子も、幾つかの戦闘描写で示されている。
ツェンドリンブル・キール
アデルトルート専用改修機。ただし、Web版の「Knight's & Magic　設定資料兼備忘録」 内にのみ記載されている設定で、Web版でも文庫版でも本編では単にツェンドリンブルと記述され、名前もカスタム機体であるという記述もない。
ツェンドリンブル・アーロ
アーキッド専用改修機。ただし、Web版の「Knight's & Magic　設定資料兼備忘録」内にのみ記載されている設定で、Web版でも文庫版でも本編では単にツェンドリンブルと記述され、名前もカスタム機体であるという記述もない。名称は兎も角、相当する個体＝キッド専用騎は大西域戦争で飛竜戦艦・ドロテオに止めを刺し、諸共墜落して粉砕された。

##### 飛翔騎士
形式・名称不明の空中浮遊試験用幻晶騎士
銀鳳騎士団にて、シルフィアーネ（一世・テイク1）設計の前に、幻晶騎士規模となる飛空船用源素浮揚器を背に取り付けた（Web版 では「くくりつけた」と表現している）、形式・名称・ベース不明の空中試験用幻晶騎士が制作され、空中浮遊試験は成功した。
シルフィアーネ（一世：ファースト）
飛行型幻晶騎士試作第一号機。一応の開発名はシルフィアーネ一世。Web版 では一世の代わりにテイク1となっている。
銀鳳騎士団にて、双発魔力転換炉や全方向推進が可能なトイボックスやイカルガを目標に、カルディトーレを改造して、飛翔騎士に必要と思われる機能（双発魔力転換炉・小型源素浮揚器・源素供給器・源素晶石など）をすべて胴体に艤装し、その外を保護のために装甲で囲い、それとコックピットと魔導演算機（マギウスエンジン）をも収めた胴体の外に、3軸3次元対応の姿勢制御システム用魔導噴流推進器群を兼ねた装甲で包んだ結果、ボールのように肥大した胴体に手足が付いた不格好な機体となった。また、浮くことはできても、空中独楽踊り事件（初飛行時での制御不能）でアディの操縦技量を以てしても、操縦性や空中での機動に大問題があることが明らかになり、完全な失敗作となった。作中アディ以外に操縦した者の記述はない。
銀鳳騎士団鍛冶師隊の中では無かったものとして黒歴史扱いされ、デシレアは銀鳳騎士団でのカルディトーレ改造空中浮遊試験用幻晶騎士浮遊実験時にその存在を知らなかった。先行するモートルビート・モートラート・シャドウラートは搭乗者の技量により、後の降下甲冑（ディセンドラート）は実装された紋章術式による自動制御により、姿勢制御システムやイカルガ類似の大気圧縮推進（エアロスラスト）で、多くの搭乗者が安定して飛行・ジャンプ・空中降下をしているにも関わらず、カササギ以外で再挑戦されていない事からも、空中独楽踊り事件がエルを除く銀鳳騎士団内に如何に強烈な悪印象を与えたかが解る。
この悪印象の回避と次のシルフィアーネ（二世・テイク2）の空力姿勢制御コンセプトの成功に基づき、後にボキューズ大森海内で現地開発された降下用追加装甲（ヘイローコート）は、姿勢制御システムを廃し、空力で姿勢を安定・制御する様に設計され、一部カルディトーレ・グゥエラリンデ・再建時の一般型魔力転換炉双発仕様イカルガ・アルディラッドカンバー等の陸戦二足歩行形幻晶騎士に装備され、多くの騎操士により破綻無く運用されている。
シルフィアーネ（二世：セカンド）
空戦仕様機（ウィンジーネスタイル）の試作二号機で、飛翔騎士の基礎はこの機体でほぼ確立された。Web版 では二世の代わりにテイク2となっている。一世が銀鳳騎士団内で黒歴史扱いとなって抹消されているため、公式にはこちらが元祖として扱われている。同時に母艦となる飛翼母船もエルの手で設計された。
アディの何気ない言葉から着想を得たエルがツェンドルグの設計を基に生み出した機体で、魔力転換炉を2基搭載するなど共通点が多い。その外観は半人半魚の人魚を連想させる姿をしており、魚体部に双発魔力転換炉・小型源素浮揚器・源素供給器・源素晶石及び相当量の結晶筋肉を収め、後方噴射専用魔導噴流推進器で前進のみ行い、魚体部を曲げ、魚体部に取り付いた複数の可動式の鰭翼の空力で空中姿勢制御する様子は、文字通り空中を泳ぐ人魚と言える。
腕は二本だが脚は廃し、鰭翼は降着装置を兼用し不格好ながら歩行も可能、源素浮揚器から搭載量が限られるエーテルを抜かぬまま、着陸面に打ち込んだ牽引索（トーイングアンカー）で機体を着陸地へ強引に手繰り寄せて着陸する。
脱出の安全性のため、背部に操縦室が設けられている。操縦は降下甲冑を着た状態で行われ、操縦席にて甲冑と周囲の機器を接続し、甲冑の腕を操縦桿として、脚を鐙として用いる。空中での非常脱出時には操縦室を覆う背部構造・装甲の強化魔法を切って排除し、降下甲冑を着たまま射出、安全に空中から地上・水上に降下する事が脱出スイッチを押すだけで全自動で行われる。これは甲冑射出機構と呼ばれる新機軸の操縦・脱出機構であり、シルフィアーネ（一世・テイク1）での空中独楽踊り事件を反省し、シルフィアーネ（二世・テイク2）から開発・実装された。
試作初飛行時からアディがテスト騎操士を務めており、「シーちゃん」とアディは呼び、トゥエディアーネ量産銀鳳騎士団配備以後はアディ専用機となった。イカルガのボキュース大森海への墜落時に、アディは脱出しつつシルフィアーネ（二世・テイク2）でイカルガを下から支え、エルが搭乗したイカルガをハードランディングレベルまで落下速度を低減させ、さらにイカルガと大地の間で大破しつつ衝撃を吸収し、エル生存の一因となった。その後使える資材はカササギ建造に投入され、搭載の双発魔力転換炉はボキュース大森海内で再建されたイカルガに艤装された。
シルフィアーネ・カササギ三世（サード）・エンゲージ
ボキュース大森海からの帰還後にエルによって再設計され、カササギの機能を移されたうえで、主としてデシレア以下の国機研からの移籍組により詳細設計・再建されたシルフィアーネ。当初エルによって「シルフィアーネ・カササギ三世」と名付けられたが、あまりの命名センスの悪さから不評であり、アディ・親方・デシレアからはシルフィアーネ（アディは略称のシーちゃん）としか呼ばれず、アディへの結婚指輪代わりの意味合いあり最終的に「シルフィアーネ・カササギ三世・エンゲージ」とされた。シルフィアーネシリーズ3代は全てアディ専用騎となっているが、3代目にして初めて基本設計時点からアディ専用騎を前提に設計・建造された。
外見は、カササギに搭載されていた可動式追加装甲となる巨大腕を増設したシルフィアーネといったデザイン。操縦席も以前のシルフィアーネとは異なりイカルガに近い雰囲気となっており、追加された機能を操るための操鍵盤までついている。魔導演算機も開放型源素浮揚器を始めとした追加機能運用のためにエルの手が入っており、もはや本職であるはずの構文技師すらお手上げのごちゃごちゃな代物と化している模様。シルフィアーネ（二世・テイク2）やトゥエディアーネと同様に、腕と鰭翼を脚のごとくもちいて、トカゲのように地を這う事が可能で、作中その描写がある。外装は結晶質の透き通った外板状結晶筋肉（クリスタルプレート）を使用し、イカルガとの連動も考慮されている。アディ他が操縦にあたって降下甲冑（ディセンドラート）を明白に装着している描写は無い。

トゥエディアーネ
シルフィアーネ（二世・テイク2）の設計データーを基に、国機研で改良再設計され、紫燕騎士団設立と共に増産された制式量産型の飛翔騎士。大幅に洗練こそされてはいるが、基本的な構造自体はシルフィアーネからあまり変化していない。
紫燕騎士団設立と共に先行配備されたトゥエディアーネは実は先行試作型であり、これらの実際の運用データを基に更に洗練された完成型が、現在国内に配備された制式量産型となっている。
運用上、飛空船（レビテートシップ）に係留する場合もあり、取り付いてこれを推して補助推進器を務める事もある。この世界には無線通信が未だ存在しないため、他の飛翔騎士や飛空船との通信は、発光機による点滅信号にて行われる。
ザラマンディーネ
クシェペルカ王国へと婿入りする事が決まったキッドにエルが贈った飛翔騎士。空戦においてエスクワイアと連動した騎士団長騎にも匹敵すると、開発と調整を行ったデシレアとアディに太鼓判を押されている。シルフィアーネの設計を元に最新技術で建造されたシルフィアーネ改型と言える機体で、イカルガとの合体機能をオミットした代わりに単体での戦闘能力を高めており、重装甲と大出力を兼ね備えた仕上がりとなっている。ただし、現在のクシェペルカ王国は飛翔騎士やそれに類する航空戦力の開発が出来ておらず、飛空艇部隊はあっても空戦可能な幻晶騎士がこの一機しか存在しない。そのため完全に持て余されて格納庫で埃を被っている状態だった。

##### 国機研系統
カルダトア・ダーシュ
テレスターレの新技術を取り入れ、カルダトアを進化させた国機研の先行試作機。
綱型結晶筋肉（ストランド・クリスタルティシュー）の量を減らすことで、出力が従来機の3割増しに抑えられたことと引き換えに、テレスターレの操縦性と燃費の問題の解決を図った機体。
当初はこれが制式採用される予定だったが、模擬戦を経て更なる改良点が見出されたために後の制式採用機カルディトーレの基とされた。
カルディトーレ
カルダトアの後継となるフレメヴィーラ王国の最新鋭制式量産幻晶騎士。模擬戦での結果を経て、カルダトア・ダーシュをベースに再開発された。登場後はこの機体をベースに様々なカスタム機が製作された。
銀鳳騎士団のテレスターレに使われた各種新技術と、国機研の王国伝統技術による協同製作の集大成として、良好な操縦性と高い攻撃力がバランスよく両立した破格の高性能を有する傑作機となった。模擬戦で披露された選択装備にも対応しており、様々な局面への対応力がかなり高い。
テレスターレ系統の一番の課題だった稼働時間も、実用化に至った『容量特化型』の結晶筋肉を用いた蓄魔力式装甲の採用で解決されている。
この機体の登場で国内の対魔獣戦において多くの余力が生まれ、配備計画が見直された事で生じた余剰魔力転換炉はツェンドリンブルの量産に回された。先行量産された機体は銀鳳騎士団に優先配備された。なお、アニメ版では予算の都合で未登場となったクシェペルカ王国機「レーヴァンティア」の代役を担っている。
銀鳳騎士団によるボキューズ大森海内での現地改修で、少なくとも銀鳳騎士団第二中隊機には、源素浮揚器（エーテリックレビテータ）付き降下用追加装甲（ヘイローコート）が増設され、飛空船からの空中降下能力を獲得した。
アルディラッドカンバー
銀鳳騎士団第一中隊旗機。カルディトーレを基に改修されたアールカンバーの後継機といえるエドガー専用機。アールカンバーに似せた外装になっている。エドガーがベースとなったカルディトーレの性能に満足しているため、機体の作りそのものはほとんど弄られていない。
アールカンバーのころと同じく剣と盾をメイン装備に、装甲と魔導兵装が一体となった特別仕様の可動式追加装甲（フレキシブルコート）を搭載しており、硬い守りを特徴としながら遠近両方にも対応できるバランスの良い機体となっている。盾は可動式追加装甲（フレキシブルコート）との併用を考慮してアールカンバーの物に比べて小型化されているが、代わりに先端が細く鋭く尖っており、盾としてだけでなく打突攻撃に用いることも考慮された形状となっている。
第一中隊の白鷺騎士団（はくろきしだん）化により、白鷺騎士団旗機となる。併せて魔法刀身強化と近接魔法攻撃力を有する魔導剣（エンチャンテッドソード）を一振り追加装備した。後、王城シュレベール城前で行われた白鷺騎士団・紅隼騎士団・巨人族（アストラガリ）披露式時には、グゥエラリンデと共に飛空船イズモからの空中降下能力を披露している。描写から、グゥエラリンデと同様に、源素浮揚器（エーテリックレビテータ）付き降下用追加装甲（ヘイローコート）が増設されたものと思われる。
グゥエラリンデ
銀鳳騎士団第二中隊旗機。Web版 ではカラングゥールを基に、文庫版ではカルディトーレを基に改修されたディートリヒ専用機。グゥエールに似せた外装になっている。ベース機のカルディトーレから大きく変化していないアルディラッドカンバーとは違い、ディートリヒの意を受けてかなり改修の手が加えられている。
アルディラッドカンバーとは対となるような、防御を捨てた攻撃特化として調整されており、中近距離戦を得意レンジとする。
グゥエールから引き継いだ各種武装に加えて、前進に機能限定された簡易魔導噴流推進器（マギウスジェットスラスタ）も搭載されて高い機動性と突撃性能を誇る。反面、非常に癖の強い機体となっている。ディートリヒは改装後暫く簡易魔導噴流推進器を使いこなすのに相当苦労しており、飛行・転倒・破損・修理を繰り返した。
銀鳳騎士団によるボキューズ大森海内での現地改修で、源素浮揚器（エーテリックレビテータ）付き降下用追加装甲（ヘイローコート）が増設され、飛空船からの空中降下能力を獲得した。
第二中隊の紅隼騎士団（こうじゅんきしだん）化により、紅隼騎士団旗機となる。併せて魔法刀身強化と近接魔法攻撃力を有する魔導剣（エンチャンテッドソード）を一振り追加装備した。
空中浮遊試験用幻晶騎士（カルディトーレ改造騎）
カルディトーレの背に空戦仕様機用源素浮揚器を付け、降下用追加装甲（ヘイローコート）を増設した、通常級幻晶騎士が有する魔力をエーテルへと還元する事により源素浮揚器にエーテルを供給し、幻晶騎士を浮遊させる技術の実証騎。エルのアイデアを元に銀鳳騎士団で改修され、オルヴェシウス砦の中庭でのアディの操縦による浮遊試験は、シルフィアーネ（一世・テイク1）と異なり安定したものであり、実験は成功した。浮上後、上空に待機していた飛翔騎士の推進による空中移動で、降下用追加装甲を増設した陸戦用幻晶騎士を、飛翔騎士一騎で経空移動させ得る可能性が示された。また、この技術は源素浮揚器航空機を容易に上下移動させる事をも可能にする。Web版に登場。
トイボックスMk.2
新生クシェペルカ王国への新婚旅行にあたって、リオタムス王にイカルガの国外持ち出しを禁じられたエルが、代用としてカルディトーレを基に一か月の突貫作業で全面改造した機体。外観は「どこかカルディトーレの面影を残しつつも、全体的に手が入っているためほぼ別の形に変わってしまっている」というもの。本来は新型機に相当するが、カルディトーレの改造機という名目に留めている。文庫版の登場時には個体名・形式名が明かされなかったが、先行するWeb版でトイボックスMk.2と表記された。文庫版準拠とされる、Knight's & Magic Side Story02　新米騎士三バカラスの服選びでも、それらしい騎体がオルヴェシウス砦に収容されていた。
Web版では、基本はイカルガを念頭に、類似の構成を持つグゥエラリンデの要素も加味された、魔導噴流推進器（マギジェットスラスタ）装備の飛行可能騎。突貫作業で改造されたため極端にピーキーで、純魔導噴流推進飛行制御と後述の執月之手（ラーフフィスト）制御を最悪両者同時制御戦闘をも行う事もあり、エルネスティでなければとても制御不能。単発炉だが改良で装備群は燃費を向上させてそれなりの稼働時間があるものの、配慮を怠ると魔力切れを起こしがち。後述のブラストリバーサ以外の魔導兵装（シルエットアームズ）を装備せず、固定装備以外に剣などの手持ち装備を持たない、超々近接特化仕様騎。濃く蒼い地色に、金色の縁取りが施され、大ぶりな肩装甲と奇妙に扁平な頭部を有する。両腕は剣で切断不可能な程魔法で強化可能で、炎を纏うだけでなく更に炎の衝撃波を放ち烈炎之手（バーニングフィスト）と称し剣戟をも弾き、執月之手として自力推進飛行し、トイボックスとの間に繋がる銀線神経（シルバーナーヴ）で遠隔操縦可能で、飛行状態でも剣身をも破断可能。ブラストリバーサと称する、マギジェットスラスタを逆流させる事で攻撃転用した衝撃波魔導兵装を実装。大ぶりな肩装甲は魔導噴流推進器を兼ね、補助腕で前方に廻して剣戟にも耐える小盾として使用可能。断刃装甲（アーマーエッジ）と称する、指を持たない補助腕の一種で、先端部にかけて幅広の剣劇に耐える剣状で、背に折りたたまれた翼のような限定的な追加装甲板状の、試作型追加兵装(オプションワークス)を装備する。フレメヴィーラ王国最新技術の結晶で機密の塊なので、戦いで奪われるようなことがないようきつく言われており（命令者不詳）、魔導演算機に仕込まれた魔法術式により、ありとあらゆる安全装置（セーフティ）を解除し、機体に残る魔力の一滴までもを吸いつくして爆炎の系統魔法を暴走させ、極大規模の炎を上げる自爆機構が珍しく実装されている。
新生クシェペルカ王国迄の長距離移動はツェンドリンブルに牽引された荷馬車（キャリッジ）内に収容、以後Web版本編では銀の鯨（ジルバヴェール）号に搭載され浮遊大陸に持ち込まれ、剣角の鞘（ソードホーン）号船上でグスターボが駆るブロークンソードと互角に渡り合った。パーヴェルツィーク王国と黄金の鬣（ゴールデンメイン）号間の捕虜引き渡し交渉中に、混成獣群やハルピュイア達を率いる魔王（竜王体）の襲撃を受け、回収したフリーデグント王女をパーヴェルツィーク王国側に引き渡すべく行動し、フリーデグント王女がイグナーツを慰めつつ、竜頭騎士シュベールトリヒツ上に乗りながら戦闘し、外装竜王体を失った魔王（魔人体）との戦闘結果、フリーデグント王女を連れ脱出、命令（コード）びっくり箱（ジャックインザボックス）発動を、外部から繋げた銀線神経を通じて命じ、トイボックス（Mk.2）は自爆して果てたが、魔王（魔人体）はダメージを受けるも健在で、エル等は脱出に成功し黄金の鬣号に回収された。

カラングゥール
カルディアリアの流れを汲む指揮官用の近接格闘向け新型機。Web版にのみ登場するシリーズで、文庫版では量産機はカルディトーレのみなため登場しない。またWeb版でも登場したのは世代交代した最初の頃だけで、大西域戦争以降は名前も記述されなくなって存在しない扱いになっている。

#### ジャロウデク王国製
ヴェンドバダーラ
間者集団である銅牙騎士団の幻晶騎士。潜入工作が目的の特殊機体で、隠密性が重視され、その一環として出魔力の低下をも許容して魔力転換炉の吸排気騒音を下げている。
Web版、文庫版では刺突短剣（スティレット）を装備し、高い静粛性で死角から奇襲し装甲の薄い部位から操縦席を刺し貫く戦法を取る。
アニメ版では武装としてショーテル状の曲刀を持つほか、大型化した右腕は4本爪の鋭利なクローとなっており、回転させる事で幻晶騎士の正面装甲をも貫く強力な武器となる。
ヴェンドバダーラ改
ヴェンドバダーラの強化改修型。アニメ版オリジナル機体で、ヴェイロキノスが出ない代わりにケルヒルト専用機として登場した。
機体構造はアニメ版ヴェンドバダーラと同一だが、装甲にヴェイロキノスに似たスパイクアーマーやフェイスガードを、背部にショーテル状の刀身を有する大型サブアームを追加している。

ヴィッテンドーラ
銅牙騎士団に配備されたヴェンドバダーラの後継機。
肩に組み込まれた伸縮機構により腕を射出して刺突武器と化す「伸縮突腕爪（ショットクロー）」を用いる。綱型筋肉結晶を用いており幻晶騎士の装甲すら容易く貫く。出魔力の低下をも許容しているか否かは作中記述は無いが、魔力転換炉の吸排気騒音や結晶筋肉（クリスタルティシュー）駆動音を下げ、装甲を軽微にして軽量化し機動性を上げている。
ヴェイロキノス
銅牙騎士団長であるケルヒルト専用機。ヴェンドバダーラを基に強化改修を施された。
武装は刺突剣（エストック）のほか、背部に多数の隠し腕「可動式攻撃腕（スタッバーストリッシャ）」を持つ。身軽さを生かした一撃離脱や奇襲戦法を得意とする反面、騎操士に極めて複雑な操縦を要求する機体となった。原作者のTwitterによるとアニメ版には予算の都合で登場せず、ケルヒルトの専用機は前述のヴェンドバダーラ改となっている。
ティラントー
大西域戦争（ウェスタン・グランドストーム）期のジャロウデク軍主力量産幻晶騎士。強奪したテレスターレの技術を用いて生み出された機体。
網型結晶筋肉の特性を最大限に利用するため、筋肉量を増やし高い出力を誇っている。そのパワーを生かして並外れた重装甲にしているため防御力も高い。その半面、燃費は大幅に悪化して機動性や持久力はテレスターレを更に下回る。
これを解決するため、高濃度エーテルを供給する源素供給機（エーテルサプライヤ）と呼ばれる機構が魔力転換炉に併設される形で組み込まれている。魔力転換炉は高濃度エーテルを供給されると過剰な反応を起こし、瞬間的だが膨大な魔力を生み出す事が出来る。しかし、本来地上の薄いエーテル環境下で稼働するように作られた魔力転換炉に高濃度エーテルを注ぎ込むのは炉の劣化を起こす行為であり、生産調達数量が限られた一番高価な部品を使い捨てにするという問題点を抱えている。そのため緊急時以外ではあまり使いたくない機能であるとエルは予想している。Web版大航空時代期には「既にほとんどの幻晶騎士から撤去されていた」となり、残存騎から撤去されている可能性が高い。
ダルボーサ
ジャロウデク王国製新鋭量産騎。大西域戦争（ウェスタン・グランドストーム）敗戦後の弱体化著しい王国国力相応の、先代量産騎ティラントーの廉価版で、過剰とされた性能を削って標準的な躯体に収めた結果、強みのないが癖の少ない騎体に仕上がった。最早魔力転換炉の使い捨てなど許されない国力に即し、源素供給機（エーテルサプライヤ）は実装されていない。最悪の負け戦を生き延び、精鋭中の精鋭となったグスターボ配下の者達の活躍による、ダルボーサの実態以上の活躍で、王国を護り支えた名騎として周囲に勘違いされた。実際に騎乗戦闘経験があるであろうグスターボは「安っちくて安っちくて大変」と評した。
浮遊大陸に投入された剣角隊所属の騎体は素性を誤魔化す為、外装を隠密騎であるヴィッテンドーラ風にしてあり、本来の姿とは異なる。
ヴォラキーロ
Web版にのみ登場する標準的なジャロウデク王国の幻晶騎士。ティラントーに主力を明け渡している。
コミック版ではティラントーを細身にしたデザインに設定され、東方仕様(イースタンスタイル)に準じた改修を施された機体が主力遠征中の本土防衛戦力として登場している。
アンキュローサ
徴発したレスヴァントを改造した法撃戦仕様幻晶騎士。飛空船の迎撃兵装として配備され、飛竜戦艦の動力源としても使用されている。
アニメ版では飛竜戦艦搭載機のみが登場し、ティラントーの物を流用した重装甲の外装を施し、腕を大型の魔道兵装へ換装する等より砲台に近い改造が施されている。
アルケローリクス
ジャロウデク王族のために建造された最高級機。三騎のみ存在し、国王騎に代わって実質的な旗騎の役割を担っている。ティラントー並みの出力と標準機並みの機敏性を併せ持つ。設定資料兼備忘録によると、非常に高価な機体で量産機としては欠陥品。王族用以外には生産されていない。一機は本国にいるカルリトスが、残り二機はクシェペルカに進軍したクリストバルとカタリーナが所有していたが、戦いによって二機は失われ残存したのは本国の一機のみとなった。三機存在するものの、騎操士としての実力がほとんどないカタリーナの機体は兄か弟の機体に何かあった際の予備機という扱いだった。
Web版の忘備録では生産数が二機と表記され、クリストバルが二号機に搭乗していたとある。カタリーナが登場しないので、その分生産数が減っている。王族専用機であり、ジャロウデク王国侵攻戦には1騎しか持ち込まれていないので、ジャロウデク王国侵攻軍旗機でもあった。
ズーティルゴ
Web版にのみ登場。ティラントーを超えるべく設計された試作機で、後述のデッドマンズソードのベースとなった。
ティラントーの欠点である機動性を改善すべく設計されたが、機体構造に無理があり出力が安定せず操縦性が極めて劣悪になった。防御力もティラントーに劣る。魔力消費が激しく稼働時間はティラントーの半分程度。完全な失敗作だが、この機体で得られたデータはアルケローリクスという形で結実。しかし、結局量産性の問題が改善できず量産機としては欠陥品という評価は払拭されなかった。
グスターボに開発経緯を説明する時のオラシオの他人事のような口調より、彼がこれの開発に関与していない事が判る。
ソードマン
グスターボ・マルドネスの専用機。全身に大量の剣を取りつけた異様な外観（後に連剣の装と命名される）をした幻晶騎士。Web版 ではヴォラキーロをベースに作られていたが、文庫版では特注品だった。戦場で遭遇したグゥエラリンデとの激闘の末に破壊される。アニメ版では源素供給機（エーテルサプライヤ）を用いた魔力転換炉への高濃度エーテル供給を濫用したため、戦闘中に魔力転換炉が機能を停止して敗北に至っている。
デッドマンズソード
Web版 では試作機ズーティルゴを、文庫版ではカタリーナ用のアルケローリクスを元に、グスターボ専用にカスタマイズされたワンオフ機。
ソードマンと同じ連剣の装を引き継ぐが、これらの剣の固定機構の向きを変えてハリネズミのように切先を逆立てる攻撃形態「目覚めよ我が剣（ウェイクアップデッドマンズ）」の実装により、動くだけで周囲を切り刻む全身凶器の機体と化している。アニメ版では全身の補助腕に剣を搭載。両手の剣に加えて補助腕の剣も用いた連続斬撃という形で「目覚めよ我が剣（ウェイクアップデッドマンズ）」が描かれた。
Web版では、オラシオとグスターボの合意により魔力転換炉の戦闘毎の使い捨てを前提として大量の源素供給器を増設。源素供給器を逐次起動しながら戦闘した。
Web版ではアルディラッドカンバーとグゥエラリンデの二機がかりで戦い、両機と刺し違えて擱座。文庫版とアニメ版ではアルディラッドカンバーとゴルドリーオの二機がかりで戦い、アルディラッドカンバーが拘束している所へ「獣王轟咆（ブラストハウリング）」を撃ち込む事で大破（アニメ版では胸部を除いて粉砕され堀へ落下）に追い込むも、コクピットは無傷でありグスターボは生還した。
名称不明機
大西域戦争終盤で、クシェペルカ王国に敗北して弱体化し他国から侵略されるジャロウデク王国の戦場で目撃された、全身くまなく『剣』を取り付けた幻晶騎士。騎操士はグスターボ。ジャロウデク王国の本土防衛戦において鉛骨騎士団（えんこつきしだん）と共に戦場に現れた新設部隊の先頭に立ち、国を滅ぼさんとする他国の侵攻を食い止め続けついには押し返した。戦争終結までに喪失している機体だが、作中で名称が明かされることはなかった。
ブロークンソード
大西域戦争および本土防衛戦においてグスターボが挙げ続けた戦果への褒賞として与えられた専用機。衰退した国としては奮発した機体。基本的にソードマンを再建したものであり、一部デッドマンズソードの技術も融合している。サブアームでも剣戟戦闘が可能。源素供給機は実装されていない。全身に大量の剣をつけたおなじみの幻晶騎士を駆り、好んで激戦区に現れ大活躍するグスターボは、“死の剣舞”“騎士食らいの魔剣”“黒の狂剣”“彷徨う兇刃”などの異名で敵に恐れられた。剣角隊の旗騎として浮遊大陸でも大暴れし、銀鳳騎士団と再会した際には剣角の鞘号の甲板上でエルネスティが駆るトイボックスMk.2と互角に渡り合った。
ブロークンソード・リーム（連）
玉座に返り咲いたカルリトスが「黒の狂剣」グスターボに与えた新型機。製作者は中央工房長ファブリシオ。ソードマンの頃から続く全身に剣を装備する連剣の装を始め、剣を交えたトイボックスMK.2を発想元とした特殊装備の数々が搭載されている。更にマギジェットスラスタも搭載して限定的ながら空戦能力を獲得した。
マギジェットスラスタに関して、この特殊な機体にどうやって組み込むかでファブリシオを悩ませたが、グスターボの「とりあえず飛べりゃあ後は俺っちがなんとかする」との発言で強引に搭載された。多くの装備により重量級の機体となっている上、強引に取り付けられたためにバランスが最悪で、魔力消費の激しさですぐに魔力貯蓄量の限界が来るなど飛行距離も短くなっている。
数々の装備により極めて曲芸的な操縦を要求される難物機体となり、製作者であるファブリシオまで調整に匙を投げたが、これをグスターボは難なく乗りこなして見せた。また飛行能力に関しても、補助機体であるカイリーとコンビを組む事で克服してみせた。
カイリー
ファブリシオが開発した最新鋭の試作型飛翔特化騎体。いわゆるサブフライトシステム的な位置付けの機体であり、パーヴェルツィーク王国の竜闘騎を参考に設計された。緩い三日月形の機体中央部から尻尾のようなものが伸びている錨を寝かせたような外観をしており、空飛ぶ刃あるいは翼のみの鳥とも形容される。飛行に不要な要素を極限まで削ぎ落しているため、手足どころか武装すら無いが、代わりに凄まじい機動性と最高速度を得ている。手足は無いが背に乗った機体を固定するための補助腕は搭載されているため、重量級機体であるブロークンソード・リームを乗せていても高速機動が行えるほどの運搬性能もある。
これ単体としては、能力を引き出すために繊細な操縦を要求され、操縦難易度は高いのに戦闘能力は低いという扱いづらい代物という評価。そもそもファブリシオが己の技術力を誇示する目的で作ったものだが、これらの理由からカルリトスの評価は低かった。作ったは良いが扱える者がおらず、完全に持て余していたところにブロークンソード・リームの飛行能力を補助する足場という価値を見出され剣角の鞘号へと配備される。そこでも扱える者がおらずグスターボを悩ませたが、専属騎操士となるレーベッカ・フンメルと出会ったことで真価を発揮。常に「黒の狂剣」と共にあり、どんな戦いでも無傷の圧倒的な飛行能力を見せるため「無垢なる刃」という異名で恐れられるようになる。

#### クシェペルカ王国製
レスヴァント
旧クシェペルカ王国軍の制式量産型幻晶騎士。親方曰くカルダトアより若干優秀だったとの事だが、戦力評価的には新型のティラントー相手に3対1でようやく戦いになるとされる程度。その貧弱なパワーではティラントーの重装甲を傷つけることも困難で、ジャロウデク軍からは案山子と呼ばれ侮られていた。主力たる幻晶騎士の能力不足が旧クシェペルカ王国が蹂躙された一因ともなった。
レスヴァント・ヴィード
レスヴァントに背面武装と大型の蓄魔力式追加装甲「ウォールローブ」を装着した急造改修機で、従来の倍以上となった魔力貯蓄量に任せた多連装魔導兵装による遠距離法撃に特化している。平時は直立する魔導兵装とウォールローブが相まって塔のようにも見える外観から、塔の騎士と呼ばれた。
全身を覆うウォールローブの超重量のために移動能力を大きく損ない、近接戦闘能力はほぼゼロになっているが、向かってくる相手を撃つだけの遠距離戦闘や拠点防衛用としては大活躍した。ウォールローブは着脱式であり、敵に接近されたら邪魔な重りを捨てて逃げる事くらいは出来るようになっている。
クシェペルカ王国の窮状を凌ぐためにとりあえずエルによって設計されたものだが、ジャロウデク王国の侵攻を挫く大きな原動力となった。その想定以上の活躍もあり、後の世に法撃戦仕様機が広まる流れを作った。
終戦後も機能をバージョンアップされつつ法撃戦仕様機として製造が継続されている。元祖法撃戦仕様機として蓄積されてきたノウハウや更新されてきた機能は、他の西方諸国の法撃戦仕様機と比べても優位な法撃性能を発揮。黄金の鬣号の砲台として搭載されていた機体群は、孤独なる十一国の飛空船団を前に圧倒的な法弾幕によりたった一隻で敵中突破するほどの力の差を見せた。

カルトガ・オル・クシェール
クシェペルカ王国国王騎。ジャロウデク王国による王都デルヴァンクール侵攻時に、王城内でクリストバルが騎乗するアルケローリクスとの一騎打ちに敗れて破壊され、騎乗していたアウクスティ王も討ち死にした。
カルトガ・オル・クシェール二世（セカンド）
再建された国王騎。操縦技術のないエレオノーラのために2人乗りとなっている。代わりに操縦しているイサドラの技量も素人よりはマシといった程度であるため、実質的な戦闘能力はほとんどなくあくまで象徴的な存在として従軍した。

レーヴァンティア
銀鳳商会から新生クシェペルカ王国への技術提供により開発された、東方様式の新制式量産型幻晶騎士。アニメ版には未登場であり、カラーリング等の異なるカルディトーレが代役とされた。設計はエルの手によるもので、急いで戦力拡充を図るためにカルディトーレの設計を一部流用している。レスヴァントより力強いフォルムになっており、一目で別物と分かる模様。初期型は急造品であったため、ティラントーの残骸から回収した部品まで流用したキメラのような機体が当たり前に存在したが、戦争の合間に問題点の改善など色々と練り上げられ、量産に耐える制式機となった。
カルディトーレを参考にしているだけあってレスヴァントとは比較にならず、最大出力や装甲はそちらの面に特化しているティラントーには及ばないものの、かつての時ほどの圧倒的な性能差はない。そのためティラントーの重装甲を穿つ事も可能になり、こちらにはあって相手には欠けている機動性も相まって互角に戦えるようになった。
この他、背面武装に代わり投槍装備に換装した投槍戦仕様機（ジャベリニーアスタイル）も開発されている。ツェンドリンブルの地対空兵装である垂直投射式連装投槍器とは異なり、一般的な騎操士で一度に誘導できる魔導飛愴（ミッシレジャベリン）が1本に限定されるため、単発式にしたものを装備している。
投槍戦仕様機は選択装備の一環でもあり、後にカルディトーレなどにも投槍装備が導入されこの仕様の幻晶騎士全般の呼称となった。

#### 孤独なる十一国製
ナードナック
大西域戦争（ウェスタン・グランドストーム）期の孤独なる十一国の旧来型制式幻晶騎士。
ドニカナック
孤独なる十一国が所有する東方様式の幻晶騎士。浮遊大陸に派遣された孤独なる十一国の飛空船団すべてに配備されていた。同国が所有する快速艇（カッターシップ）の船体後部に搭載された場合、収容位置より持ち上げて法撃戦が可能。快速艇から降ろして地上での白兵戦も可能。
作中での描写によると、コピー元となったクシェペルカやジャロウデクの法撃戦仕様騎に比べて攻撃精度が大きく劣るなど未熟な面が多く、数を並べないと有効性を発揮しえない劣化コピー品と言える代物だった。原型機が備える高度な魔法術式群も技術力不足でコピーできず、代替品で賄っていた。グスターボからは「案山子以下」、オラシオからは「ガラクタ」と酷評された。

#### パーヴェルツィーク王国製
シュニアリーゼ
Web版に登場。パーヴェルツィーク王国制式量産機。補助腕（サブアーム）に備えた魔導兵装（シルエットアームズ）で法撃戦が可能な東方様式（イースタン・モード）幻晶騎士。パーヴェルツィーク王国の伝統に基づき、近接戦闘用武装として槍を持ち、浮遊大陸征服戦に持ち込まれた。オラシオが開発に携わっており、バランスの良い構成で技術的な完成度の高く、ジャロウデク王国から流出技術の劣化模倣に留まったドニカナックなどの一般的西方諸国（オクシデンツ）東方様式騎より高性能。白銀に輝く流麗な装甲は西方随一の美しさとの呼び声も高い。

### 幻晶甲冑（シルエットギア）
モートルビート
元々は騎操士の体力と魔力の訓練目的用に作られた最初期の幻晶甲冑。開発コンセプトは人間サイズの小型幻晶騎士。
しかし、性能面では単なる訓練用を超えた優秀さを示し、動力源が乗り手の魔力であるため駆動音がほとんどなく、幻晶騎士を倒せるほどの攻撃力こそないものの渡り合えるほどの機動力は持つ。ただし、操縦には身体強化魔法を常時維持する必要があり、非情に高い魔法演算能力と魔力の両方を必要とするため、一般的な騎士ではとても扱えない事が判明。エドガーやディートリヒでもなんとか動かせる程度が精々で、乗りこなせたのはエルネスティ・アーキッド・アデルトルートのみであったため、事実上3人の専用機となった。10機程生産されたが、前述の3機以外はお蔵入りとなり、時に引っ張り出されワイヤーアンカーや携行型の連射式攻城クロスボウ等の装備の試験台として使われた。この反省を活かして、後継機には小型の魔導演算機が搭載された。
人間には余る程の大剣を軽々と片手で扱え、エル発案のワイヤーアンカーや携行型の連射式攻城クロスボウも開発されている。これらの装備は後のモートラートにも採用されている。
エルの魔力転換炉（エーテルリアクタ）制作において、このモートルビートが使われた。エルを頭脳とし、体部分を幻晶甲冑が担当することで、触媒結晶を生まれつき体内に持ち常時魔法を発動可能なアルヴの疑似状態を再現。これにより、徒人でありながら生命の詩を用いたミスリルの加工を行えるようにした。
Web版では、エルによる“ジュゲムジュゲムゴコウノスリキレカイジャリスイギョノスイギョウマツ”という機種名案が長過ぎたので、エルが略して“モートルビート”（略する前と一文字もあってないと突っ込まれた）と命名するエピソードがある。
モートリフト
普及型幻晶甲冑。
簡素な構造で細かな動きを不得意とするが、効率的に力を発揮できる設計となっているため、重量物の扱いに優れ汎用重機として広く用いられている。モートラートと違って五指ではなく、力作業に向いた頑丈な腕の作りをしている。装甲を大幅に削減しており、中の操縦者をフレームで囲んでいるだけに見えるほど隙間が多い。そのため熱が籠らず作業する際に快適という利点もある。その便利さから一般にも普及し始めている。
大多数の人間は乗り始めのころすぐに魔力切れを起こすため長時間の作業が出来ないが、しばらく使っていくうちに魔力が鍛えられて普通に装着したまま作業出来るようになる。銀鳳騎士団の鍛冶師達はこのモートリフトを装着したまま鍛冶作業を行うという荒業を開発し、結果として幻晶騎士の整備や製造に大幅な効率アップを齎した。この革新的な鍛冶技術は学園の教師陣に衝撃を与え、後に王国内の教育機関すべてで授業内容が変更されることになった。
最初期のモートリフトは、ディクスゴード公より提供された小型の魔導演算機を艤装したモートルビート＝後のモートラート相当品で、銀鳳騎士団首脳部に試作品を紹介した時に銀鳳騎士団首脳部はモートルビートと区別が出来ず、バトソンが操縦している事で漸くモートルビートとの違いに気が付いた程違いは少ない。アニメ版はモデリングの都合でモートラートと共通のデザイン。
開発された秋から厳冬期前にかけての初期量産時に、生産工数の軽減の為に後の典型的モートリフトへの簡略化が進んだ。
モートラート
戦闘用幻晶甲冑。モートルビートや初代モートリフトの設計思想を受け継いでおり、騎操士の初期訓練にも使われる。
戦闘用として可動の自由度が高く設計されており、五指を備えているため細かい作業にも向いている。その分モートリフトには単純なパワーで劣っており、操縦も複雑になっている。
幻晶騎士にこそ及ばないが、その戦闘能力は生身の人間にとって脅威でしかない。見た目と違ってはるかに敏捷性が高いのに膂力や防御力は見た目通りで、人間が生身で振るう武器や魔法は容易に弾き、ただの殴りの一撃で訓練された兵士すら無力化する。小型の魔獣程度ならこの幻晶甲冑だけで容易に相手にでき、奇襲とそこからの集団による袋叩きで単体相手であれば決闘級魔獣すら狩れる。対幻晶騎士でのかく乱戦法、砦などへの突入に使用されるなど、歩兵部隊にとっては大いに戦力アップとなった。
シャドウラート
藍鷹騎士団正式採用の諜報用幻晶甲冑。
銀鳳騎士団との連絡係を務めるノーラ・フリュクバリが、騎士団内での幻晶甲冑運用を目の当たりにして、小回りに長け大きな力を発揮しながら静粛性にも優れる点が諜報活動に最適であると思い至り発案した代物。
モートラートよりも静音性や隠密性に特化しており、闇に紛れての隠密行動では歩哨のかなり近くを通っても存在に気付かれないほど。潜入工作任務で非常に優秀な成果を上げている。
降下甲冑（ディセンドラート）
飛翔騎士の操縦桿として用いられる、緊急脱出機構も兼ね備えた専用幻晶甲冑。
脱出に必要な魔法を騎操士自身が習得していなくても問題が起こらないように甲冑そのものに色々と仕込まれており、着る紋章術式といった代物に仕上がっている。
生存性に性能を割り振っているため単純な戦闘能力では他の幻晶甲冑に及ばないが、それでもアデルトルートほどの飛びぬけた実力がある者が使えば決闘級魔獣とも戦える。
原案を出したエルのように標準体形外の騎操士でも、コックピットに収まる限り、体形に合った降下甲冑を用意すれば、操縦席を改装・調整する事なく飛翔騎士の操縦が可能になるが、シルフィアーネ（二世・テイク2）とトゥエディアーネ（先行量産騎及び以後量産の各種改良モデル群）とシルフィアーネ・カササギ三世（サード）・エンゲージ（但し作中に降下甲冑を装備して騎乗している描写はない）等の飛翔騎士各モデルと、降下甲冑間の互換性については、作中不明である。
重機動工房（ドワーヴズフィスト）
ダーヴィド専用の幻晶甲冑。後にバトソン用も登場。
幻晶騎士の整備に便利なようにと、銀鳳騎士団所有のモートリフトは大なり小なり鍛冶師ごとに勝手にカスタマイズされているが、これはその中でも異例なほど大改造されている。
モートリフトの腕を改造した大型クレーンアームに加え、モートラートに採用されている五指を備えた精密作業用の腕まで付いており、ほかにも工具ラック・資材収納箱・魔導式トーチを備え、大規模溶鉱炉を必要とする作業以外はこれ一機で対応できるという規格外の代物に仕上がっている。
銀鳳騎士団謹製訓練用幻晶甲冑
Web版では銀鳳騎士団特製訓練用幻晶甲冑と記述された。モートルビートに近い調整を施されており、絶えず魔法術式を演算し魔力を食わせなければ動くこともままならならず、本来騎士の動きを助けるはずの幻晶甲冑が逆に大きな負荷をかけ、彼らの体力魔力共消耗させ鍛え上げる事を目的とした、銀鳳騎士団特製・謹製の騎操士訓練用モートラート。白鷺騎士団・紅隼騎士団の新加入団員がその存在を知らなかった程には、銀鳳騎士団外では使われておらず、知られていない。

### 飛空船
飛空船（レビテートシップ）
オラシオが、その一族の研究成果である純エーテル作用論を元に、ジャロウデク王国の支援を得て開発した源素浮揚器（エーテリックレビテータ）を基礎技術として、世界で初めて開発実用化した空飛ぶ船。
ジャロウデク王国で建造された典型的な形状は、一般の水上船を上下反対にしたような形状で、水上船なら船底にあたる中央上部に船橋を有し、船首に騎士像（フィギュアヘッド）と呼ばれる上半身のみの幻晶騎士を搭載し、その両手に繋がれた起風装置（ブローエンジン）で起こした風を舷側に張った帆に当て推力とし、その起風装置で起こす風の方向・出力や、帆の操作で推力方向強度を操作し、浮力源の源素浮揚器操作で基準飛行高度を操作する。起風装置単体で推力を得る記述はない（アニメ版では起風装置からの噴射反動で転針（サイドスラスター）・減速している描写となっていた）。
後継船・飛竜戦艦を含め、地上部隊を含む周囲との通信は、基本魔導光通信機（マギスグラフ）とも呼ばれる発光・点滅信号による。後継船・飛竜戦艦を含め、船内通信は伝声管による。
後には巡航用の帆と起風装置に加えて戦闘機動用推進器としてあるいは代えて、魔導噴流推進器（マギウスジェットスラスタ）を装備するものが出て来る。
初期には飛礫の雨（カタパルト）のみを固定武装としており（飛竜戦艦やWeb版本編後代のパーヴェルツィーク王国船竜頭騎士（シュベールトリヒツ）を除き、船首騎士像が武装している記述は無い）、輸送・空挺専用であった。後に法撃戦仕様幻晶騎士を固定武装として搭載することが一般的になる。アニメ版では火炎弾投下による対地攻撃を行っている。
強襲揚陸船（ランディングシップ）
従来ジャロウデク王国飛空船の想定任務であった、幻晶騎士（シルエットナイト）を搭載し、主として懸垂下降で地上に展開 (軍事)させて、拠点制圧する事を、戦訓を受けてより装甲をより強化することにより、より確実に達成しようとした飛空船。法撃戦仕様幻晶騎士を搭載し対地攻撃能力を獲得した飛空船の登場により、差別化のため四方楯要塞（シルダ・ネリャック）防衛戦以後に一般化した呼称。Web版本編 ではストールセイガーの形容としてのみ登場する。大西域戦争後各国でも建造されていく。フレメヴィーラ王国でも量産されており、銀鳳騎士団飛空船団（Web版名：銀鳳騎士団・飛空船団）拠点制圧船団に複数含まれており、源素浮揚器（エーテリックレビテータ）付き降下用追加装甲（ヘイローコート）を実装した陸戦用幻晶騎士群を、飛空船から空中降下させている。
ストールセイガー
Web版本編にのみ登場するジャロウデク王国軍旗艦。ジャロウデク軍内でも規格外の大型飛空船。エルによって鹵獲され、武装を追加し、各所への輸送・連絡船として使われ、ロカール諸国連合の西端城砦群上空で、エレオノーラ女王座乗のまま飛竜戦艦から襲撃を受けるも残存する。戦闘終了後、エムリスを含む銀鳳騎士団首脳部を乗せ、先行してフレメヴィーラ王国に帰還した。後、飛翼母船（ウィングキャリアー）一番船イズモに改装された。
飛竜戦艦（ヴィーヴィル）
ジャロウデク王国で建造されたドラゴン型の完全戦闘用飛空船。就役後墜落までドロテオが一貫して騎士像での操縦者兼船長を務めた。古代の魔獣「竜（ドレイク）」を象り、重装甲を施された巨大な船体は幻晶騎士と同様に強化魔法で構造保持された金属内格で構成されており、関節を可動させる事で巨体からは想像できない旋回性を有する。
武装は艦首から放つ主砲の超々大型魔導兵装「火竜撃咆（インシニレイトフレイム Web版本編では竜炎撃咆（インシニレイトフレイム）と記述）」と、脚部の対艦格闘用の大出力アーム「格闘用竜脚（ドラゴニッククロー）」。それに加え、動力源として船体に埋め込まれたアンキュローサ12機にも多数の魔導兵装が搭載され、通常の法撃だけでなく雷撃系統魔導兵装「雷の鞭（ザファー・ナマ）」（Web版 では、それを一斉に放つ事で構成される「雷霆防幕（サンダリングカタラクト）」）で法弾や魔導飛愴をも撃墜する濃密な対空防御網を展開する。船首騎士像も武装している。ただし地上戦闘用幻晶騎士を搭載している記述は作中無く、竜血炉艤装によるエーテル消費量激増を補う為、搭載している地上戦闘用幻晶騎士を降ろして源素供給器を追加艤装する記述もない。
元々は他国への技術流出を想定したオラシオが飛空船を仮想敵とする「空の支配者」として試作し、推進力不足からお蔵入りとなっていた物であったが、イカルガの目撃情報から魔導噴流推進器を、法撃戦仕様幻晶騎士から複数の魔力転換炉を並列接続する動力方式を得た事で実用化に至った。二隻目以降の建造・量産も検討されたが、試作品として建造されたため、量産にあたっては大規模な設計変更が必要であること、併せて長期に渡る建造期間と莫大な建造費・必要資源で、今次戦争には間に合わないと判断され棄却された。
大軍を擁する城塞都市をも単艦で蹂躙する強大な戦闘能力を有するが、騎士像を合わせ13機分の魔力転換炉を以ても魔導噴流推進器を常時稼動させるには魔力出力が足りず、戦闘中も帆を用いる巡航用の推進方式に切り替え魔力回復を待たなければならない。文庫版では最終決戦前の修理で竜血炉を追加艤装し、それを含む全魔力転換炉へ高濃度エーテルを供給する最大化戦闘形態（マキシマイズ：Web版本編 では通常型魔力転換炉への高濃度エーテル供給のみ）中は魔力不足が解消されたが、浮力源となるエーテルを大量に消費する上魔力転換炉の急速な劣化を招く諸刃の剣でもある。
アニメ版では特殊弾（金属粉と硫黄粉と硝石粉を混合した煙幕）が装備されており、魔導噴流推進器の破壊や機能停止を狙った対イカルガ用兵装として実戦投入され、魔導噴流推進器が不調になったイカルガは墜落した。ただし、同じく魔導噴流推進器に吸い込んだと思われる飛竜戦艦の魔導噴流推進器は推進を続けており、その後イカルガの魔導噴流推進器エアインテークにもフイルターが増設されているので、準備をすれば対処は可能。また、格闘用竜脚の爪先を射出する近接防御ギミック（ドラゴニッククロー）がある。マキシマイズ状態では溢れ出た魔力が飛竜戦艦を拡大したように形取る。竜の頭部に船橋が設けられ、ドロテオはここで指揮を執り、船橋機能喪失後移動する座席で船橋の上部に位置する騎士像内に移動し、戦死までの短期間操縦した。
文庫版・アニメ版では四方楯要塞（シルダ・ネリャック）防衛戦、Web版本編 ではロカール諸国連合の西端城砦群付近で、イカルガ・対空衝角艦（ジルバヴェール：文庫版・アニメ版）・ストールセイガー（Web版本編）・ツェンドリンブル等に破れ、墜落粉砕した。
Web版本編では、後にパーヴェルツィーク王国で建造された改良型の二番艦、文庫版では詳細不明な同型艦が登場する（詳細はリンドヴルムを参照の事）。
対空衝角艦（ジルバヴェール）
Web版本編には登場しない。対空衝角艦とは「飛空騎4式装備、空対空突撃仕様飛空船」の略称。銀鳳騎士団が鹵獲したクリストバルの座乗していた旗艦飛空船に、内蔵式多連装投鎗器（ベスピアリ：128基全門斉射（TVアニメ版では全部で124基、斉射数は全門よりかなり少ない）時の全弾誘導は作中エルしか行っていない。全門分は搭載不可能だが戦闘中の再装填可能）や、特に船首部の装甲強化と衝角増設などの、対飛竜戦艦用の大改装を施したもの。併せて船橋から各種船内機器へのリモートコントロールシステムを追加し、船橋での集中管理と省船員化を成し遂げている。常時は折り畳んだ帆はエアブレーキ用に残すものの、推進器は起風装置（ブローエンジン）に代えて、全魔導噴流推進器（マギウスジェットスラスタ）化し、船上に搭載拘束したツェンドリンブル2騎や一時的ではあるがイカルガを魔力源としている。アニメ版でオラシオはこの推進器を可変型ジェットスラスターと呼んだ。起風装置が撤去され、船尾の魔導噴流推進器が船橋から遠隔操作される為、アニメ版では不要になった騎士像（フィギュアヘッド）は撤去され剣のような鋭く尖った船体デザインとなっている（以降小説版に登場した同型艦のデザインもアニメ準拠）。アニメ版最終話の最後のシーンでモデリングを流用された同型船が5隻就役しているが、文庫版においてはそういった描写は無く、アニメオリジナルのシーン。
戦乱終結後、武装解除して輸送船仕様とし、エムリスを含む銀鳳騎士団首脳部と鹵獲物等を積んで先行してフレメヴィーラ王国に帰還した。船長はダーヴィドが勤めた。以後どうなったか不明だったが、文庫版の設定と同一とされるKnight's & Magic Side Story03 ドワーフたちの憩いの時で、対空衝角艦は大西域戦争時に銀鳳騎士団が作った一隻目の飛空船で、後に対空衝角艦を芯にしてイズモが建造され失われたと描写されている。後に、10章・浮遊大陸騒乱編で同型艦が二隻作られていることが判明した。
黄金の鬣（ゴールデンメイン）号
クシェペルカ王室所有の快速飛空船。後述の銀の鯨二世号と同じ所で建造された姉妹船と明記され、船長エムリス指揮の下キッドや他乗組員の操縦により浮遊大陸周辺の大嵐を突破した。かつて大西域戦争編で使用されたジルバヴェールの同型艦。文庫版9巻カラー口絵では、剣のように鋭い形状をした流麗な白地船体に灰～銀色の唐草模様が施されたデザインが描かれている。アーキッドの上にエージロが肩車で乗っても船内を移動可能な程に天井は高い。推進器として起風装置＋折り畳み可能な帆と併せてマギジェットスラスタを装備。後部特別船倉内にツェンドリンブル一騎が魔力源として搭載。後部特別船倉を開けて、ツェンドリンブルの装備している垂直投射式連装投槍器を使用可能。大西域戦争の戦訓を反映した最新型のレスヴァント・ヴィードを左舷右舷各2騎づつ固定装備。他にカルディトーレ一騎、金獅子及び幻晶甲冑数体を搭載。上部に16連装内蔵式多連装投槍器を左右2セット計32門分搭載し、キッドのような魔法に長けた者がいれば搭載した魔導飛槍全弾を斉射し誘導可能。
Web版本編では銀の鯨号一行と合流後、エル以下の銀の鯨号乗員の多くが、黄金の鬣号に移乗している。リンドヴルム及び竜闘騎から逃げ切っており、単船で詳細不明のパーヴェルツィーク王国飛空船を母船とする竜闘騎群の襲撃を、主として魔導飛槍で全て撃破している。
パーヴェルツィーク王国との捕虜引渡し交渉中に、小王率いる魔王軍襲撃を受ける。その際に魔王（魔人体）に突進して倒そうとするも、逆に舳先に取り付かれてその周辺を腐食中破させられる。完全に破壊される前にトイボックスMk.2が魔王（魔人体）に取り付き、船上から引きはがして自爆。その隙に、空中脱出したエルとフリーデグントを回収して戦場から脱出した。その後はパーヴェルツィーク王国と共闘する中でリンドヴルムの破壊された魔導噴流推進器の代わりとして接続され、同艦が「魔竜鬼神」へと改造された際もそのままの状態で使用。「魔竜鬼神」諸共に魔法生物を封印する巨大源素晶石塊の中に埋もれて失われた。
銀の鯨（ジルバヴェール）二世号
エル夫妻が新婚旅行のため訪れた新生クシェペルカ王国にて、浮遊大陸へと向かったエムリス率いる黄金の鬣号一行を連れ帰るよう要請されて使用した快速飛空船。他にも、ノーラを含む随行の藍鷹騎士団、小魔導師とナブ（Web版本編には登場しない）といった同行者が搭乗した。黄金の鬣号と合流後は、藍鷹騎士団が周辺情報収集工作に用いられた。所属がはっきり描写されておらず、素直に考えればフレメヴィーラ王国所属だが、クシェペルカ王国所属の可能性もある。
Web版本編では「銀の鯨号」。Web版本編では、黄金の鬣号と同じ所で建造された姉妹船と明記されている。魔導噴流推進。係留用の錨を艤装。飛空船としては珍しく、強化魔法で構造補強されている。32門分以上の内蔵式多連装投槍器を実装（作中の斉射数が32）。登場時、トイボックス（Mk.2）とツェンドリンブル一騎を搭載しており、魔導飛槍はツェンドリンブルより誘導可能。
イズモ
銀鳳騎士団開発の飛翼母船（ウィングキャリアー）一番船。銀鳳騎士団旗艦であると共にフレメヴィーラ王国最強最大の飛空船。Web版本編 ではストールセイガーを元に改造し、文庫版では新規設計・建造し、Knight's & Magic Side Story03 ドワーフたちの憩いの時では対空衝角艦（ジルバヴェール）を芯に建造している。初代船長はダーヴィドが勤めた。
従来の飛空船に比べてかなり大型の船体であり、飛翔騎士一個中隊（＝10騎）までを内部に収容可能。船尾の扉付出入口付近の揚重腕機（クレーンアーム）で船外に投射発進し、船外で掴まえて船内に収容する。船内での移動は源素浮揚器（エーテリックレビテータ）で浮いているのを、幻晶甲冑（シルエットギア）で運搬する。
運用をするのが飛空船の解析・設計に当たった銀鳳騎士団騎操鍛冶師隊なので、居住性も配慮されている。推進器は起風装置（ブローエンジン）＋帆を主とし、魔導噴流推進器（マギウスジェットスラスタ）による推進は、ボキューズ大森海第二次先遣調査作戦（＝エル・アディ奪回作戦）時に一時的に行われた。法撃戦仕様機（ウィザードスタイル）を複数搭載し、そのウォール・ローブがイズモに接続共有されて大容量の魔力蓄積能力を有し、その魔力が保つ間は高いバースト法撃戦能力を有する。船体はエルが解析した飛竜戦艦の設計を用いているため金属内格で構成されており、似たような機動を行うことが出来る。
輸送飛空船（カーゴシップ）
フレメヴィーラ王国国機研開発・量産の飛空船。物資・人員の輸送が主任務。初期量産品は、近衛騎士団のみに配備され、推進器は起風装置（ブローエンジン）＋帆、武装は法撃戦仕様機（ウィザードスタイル）を三騎搭載し、登場したのは文庫版では近衛騎士団付特設飛空船団所属の通称「近衛便」、Web版本編では近衛内特設飛空船団所属の通称「定期便」と呼ばれ、東部国境線への兵站を担っていた。Knight's & Magic Side Story03 ドワーフたちの憩いの時点では、近衛騎士団に納入した銀鳳騎士団製もあるとされる。
名称・形式・所属不明飛空船
浮遊大陸上空で、鷲頭獣（グリフォン）複数及び三頭鷲獣（セブルグリフォン）に襲撃され、攻撃魔法によるものと思われる発光現象と共に煙を立て墜落。
輸送型飛空船（カーゴシップ）
孤独なる十一（イレブンフラッグス）製標準型飛空船。大西域戦争（ウェスタン・グランドストーム）末期にジャロウデク王国へ侵攻しいくらかの領土と共に獲得した飛空船に関する技術により建造された物。同国より浮遊大陸に派遣された飛空船団の大半を占めた。作中、船内に快速艇（カッターシップ）を搭載して、船倉の後部扉より空中発進させた飛空船の中に、輸送型飛空船が含まれると思われる。
重装甲船（アーマードシップ）
孤独なる十一（イレブンフラッグス）製戦闘及び船団旗艦用飛空船で最新鋭艦。輸送型飛空船（カーゴシップ）より一回り以上大きな船体を持ち、鈍く輝く厚い装甲を有しており、戦闘への備えを予感させるものと記述されている。同国より浮遊大陸に派遣された飛空船団中、中央部に四隻存在した。少なくともその内の一隻は、船を操るための設備であり船長席の周囲に船員たちが配置されている一般的な飛空船の船橋と異なり、船橋のど真ん中には無駄に立派なテーブルが鎮座し、壁には絵画や置物までも配置されて、まるでどこぞの屋敷の一室といった趣になっていて、出資者を含む船団のVIP達四名が着座していた。作中、船内に快速艇（カッターシップ）を搭載して、船倉の後部扉より空中発進させた飛空船の中に、旗艦以外の重装甲船が含まれていたのかは不明だが、旗艦からは発進させていない。件の旗艦は、近距離から魔導飛槍（ミッシレジャベリン）32発（全弾が命中したとは限らないが、アーキッドが全弾を装甲を避けて弱点に同時誘導した）中の多くが命中しても飛行能力は損なわれなかった程に強靭だったが、その直後リンドヴルムからの竜炎撃咆（インシニレイトフレイム）の一撃で撃墜された（しかし、かなりの時間竜炎撃咆に耐えてはいる）。
Web版本編では、続けて同型船も一撃で撃墜され、登場4隻中2隻が失われた。速度・運動性は輸送型飛空船にも劣っている。
快速艇（カッターシップ）
孤独なる十一（イレブンフラッグス）製小型高速飛空船。同国内ではあらゆる飛空船のなかで最速とされていたが、実際には黄金の鬣（ゴールデンメイン）号やWeb版本編では竜闘騎（ドラッヒェンカバレリ）より遅い事が実証された。同国より浮遊大陸に派遣された船団中の、輸送型飛空船（カーゴシップ）か重装甲船（アーマードシップ）かあるいはその両方内に収容搭載されており、その船倉の後部扉より空中発進が可能である。幻晶騎士より一回り大きい程度の規模。大出力の起風装置（ブローエンジン）と帆（複数の可能性あり）を推進器としている。船体の後ろ半分には補助腕（サブアーム）に魔導兵装（シルエットアームズ）を備えた法撃戦仕様幻晶騎士、Web版ではドニカナック（恐らく一騎）が収容されており、収容位置より持ち上げて法撃戦が可能。一般的な幻晶騎士より一回り大きい程度の規模の船体に法撃戦仕様幻晶騎士を収めているパッケージング上、自ずと船内容積の過半～殆どが法撃戦仕様幻晶騎士に占められている事になる。
フレメヴィーラ王国の空戦仕様機（ウィンジーネスタイル）類似コンセプト（収斂進化）になるが、不明な魔力転換炉数は別に、魔導噴流推進器が実装されていない分、現状空戦仕様機より空中では低性能と思われ、Web版本編では実際にドニカナックの低い法撃精度と併せて、魔導噴流推進器を実装した竜闘騎（ドラッヒェンカバレリ）に速度・運動性・火力（精度）で全く及ばなかった。
名称・形式不明シュメフリーク軍飛空船
シュメフリーク軍飛空船団の飛空船で、作中特に複数の型式で編成されている様な記述はない。Web版本編で船団を率いるグラシアノの言によると、シュメフリーク王国が飛空船技術を入手して量産された飛空船の第一世代型式と思われる。
リンドヴルム
Web版本編名称、文庫版では名称・詳細不詳。
Web版本編では、パーヴェルツィーク王国で建造された飛竜級（ヴィーヴィルクラス）戦艦二番艦（改良型）。ジャロウデク王国を出奔後、パーヴェルツィーク王国フリーデグント第一王女の評価を得たオラシオが、フリーデグントの出資を得て開発建造を指揮。パーヴェルツィーク王国第一王女フリーデグントが座乗する為、少なくともフリーデグントに係わる部分の内装は豪華。
孤独なる十一（イレブンフラッグス）飛空船団旗艦の重装甲船（アーマードシップ）を、竜炎撃咆（インシニレイトフレイム 文庫版では名称不詳の火炎攻撃）の一撃で撃墜し、Web版本編では2発目の竜炎撃咆の一撃で射線上の輸送型飛空船（カーゴシップ）を爆沈瞬殺させ、更に伸びた火線が同型の重装甲船1隻を撃墜した。その他、格闘用竜脚（ドラゴニッククロー）や雷霆防幕（サンダリングカタラクト 船体に埋め込まれたアンキュローサ群から放たれる初代飛竜戦艦（ヴィーヴィル）と異なり、「飛竜戦艦の各部から放たれた雷撃」と記述）や法撃戦仕様機（ウィザードスタイル）群と出魔力増強装置源素過給機（エーテルチャージャー）を中央船体の兵装として備える。
Web版本編では、改良点は胴体部の船体が三胴型になっている事で、側方の船体はそれぞれ左近衛船(リンケライエンフォルゲ)右近衛船（リヒティゲライエンフォルゲ）と称する。肥大化の分速度は一番艦より余り低下しないものの機動性は低下しているが、代わりに左右近衛船体に竜闘騎の格納庫を配置した母艦機能を有している。これは建造を指揮したオラシオが、一番艦とイカルガの戦いを分析し「極端な機動性を持つ幻晶騎士級の兵器との戦闘は不向き」と結論付け、本船は対飛空船・対地能力に特化し、その代わりに竜闘騎との連携により機動性の不足を補う事とした為。中央船体と左右近衛船体は連絡橋（飛空船に収容可能）と固定腕や補助腕（サブアーム）を応用した連結器（固定腕と連結器は同一のものを指している可能性もある）で結合しており、これ等の何れかを繋げて魔力を相互にやり取り共有が可能で、任意に切り離してそれぞれ独自に飛行・戦闘行動も可能。飛竜戦艦本体、及び母艦に接続された法撃戦仕様機の魔力を船体を通じて共有するが、搭載竜闘騎（ドラッヒェンカバレリ）及び竜頭騎士が魔力源・魔力共有対象になっている記述は無い。右近衛船は後述の右近衛旗艦「輝ける勝利（グランツェンダージーク）号」で、左近衛船は後述の左近衛旗艦「愛おしき戦場（グリーブシュラックフェルド）号」。銀の鯨（ジルバヴェール）号と特に剣角の鞘（ソードホーン）号を取り逃がした事を問題視するグスタフの強い要請により、左右近衛船体の竜頭騎士が飛行戦闘可能となる改装がオラシオ指揮の元行われた。中央船体単体では、帆翼（ウイングセイル）＋起風装置（ブローエンジン）、及びマギジェットスラスタを推進器として備え、文庫版挿絵・アニメ版飛竜戦艦と同じく作中描写ではマギジェットスラスタは左右双発。「石の竜」と竜の王及び配下のハルピュイアは呼ぶ。
パーヴェルツィーク王国と黄金の鬣（ゴールデンメイン）号間の捕虜引き渡し交渉中は後方に待機していたが、竜の王が率いる混成獣群やハルピュイア達による襲撃を受けて戦闘に参入。中破状態（右格闘用竜脚と右マギジェットスラスタ喪失と左マギジェットスラスタ破損推力低下するも、竜炎撃咆（インシニレイトフレイム）全力発射可能）となるも、竜頭騎士シュベールトリヒツとトイボックス（Mk.2）が目潰し等で作り出した隙に、竜炎撃咆で竜の王が纏っていた外装＝竜王体を焼き払った。
竜闘騎（ドラッヒェンカバレリ）
Web版本編に登場。リンドヴルム他のパーヴェルツィーク王国飛空船に搭載されている戦闘用小型飛空船。パーヴェルツィーク王国フリーデグント第一王女の評価を得たオラシオが、フリーデグントの出資を得て開発を指揮。先代飛竜戦艦を幻晶騎士サイズまで小型化したデザインの兵器で、源素浮揚器と魔導噴流推進器を実装し、頭部内蔵の魔導兵装と脚部の爪を武器とする。先代飛竜戦艦より小型化した分速度と機動性は遥かに向上しており、迎撃した孤独なる十一（イレブンフラッグス）飛空船団を一方的に蹂躙した。源素過給機（エーテルチャージャー）を起動する事により、剣角の鞘（ソードホーン）号最大速度に匹敵する最高速度を絞り出す事ができる。源素過給機稼働中は最大速度飛行中でも頭部内蔵の魔導兵装を発射する余力がある。但し最高速度持続性能は剣角の鞘号に劣る。
剣角の鞘（ソードホーン）号
Web版本編に登場。船体から剣を突き出した、悪趣味な姿をしている。常用推進器の記述はないが、船尾の戸を開いて、搭載するダルボーサ全機を連結して得た魔力を、初代飛竜戦艦用を元に機能を絞りに絞った船尾大型マギジェットスラスタと船体補強魔法に注込んで（魔法で構造補強しないと船体がスラスタの最大推力を受けきれない）、高速飛行が可能。その速度は、源素過給機（エーテルチャージャー）を稼働させた竜闘騎（ドラッヒェンカバレリ）の全速に劣らない上、最高速度持続性能は勝る。
ジャロウデク王国が浮遊大陸に派遣した飛空船。船長グスターボが率いる剣角隊専用船。搭載・搭乗する剣角隊と併せ、大西域戦争（ウェスタン・グランドストーム）敗戦で衰退したジャロウデク王国が辛うじて浮遊大陸に送り出せた戦力の主力を為し、他国の支配地等を襲撃して収奪した源素晶石等の物資は、「渡し舟」に移し変え本国に送り出され、本国の重要な支えとなっている。少なくともブロークンソード一騎とダルボーサ複数を搭載。ブロークンソードとトイボックス（Mk.2）による戦闘の舞台となった上甲板には、ストレスによるかなりの疲労が生じた。
渡し舟
Web版本編に登場。ジャロウデク王国の飛空船。「渡し舟」は正式な船名ではないと思われる。剣角隊が浮遊大陸で収奪した源素晶石等の物資を受け取り、本国に運送する任務に当たっている。
輝ける勝利（グランツェンダージーク）号
Web版本編に登場。パーヴェルツィーク王国天空騎士団（ルフトリッターオルデン）＝近衛隊右近衛（リヒティゲライエンフォルゲ）の旗艦飛空船。少なくとも船首像（フィギュアヘッド）竜頭騎士 シュベールトリヒツ一機と、船内に竜闘騎（ドラッヒェンカバレリ）複数を搭載。竜頭騎士を射出するカタパルトとして機能する、船首から突き出た長大な槍状の構造物が特徴的な、パーヴェルツィーク軍にその名を知られる武闘艦。起風装置（ブローエンジン）と帆を、少なくとも常用推進器とする。右近衛長イグナーツ・アウエンミュラーが船長を務める。エーテル分圧が高い（人体に有毒）高空飛行時は乗員各自が防護服を着用する。常時はリンドヴルム右近衛船（リヒティゲライエンフォルゲ）として、連絡橋（飛空船に収容可能）と固定腕や補助腕（サブアーム）を応用した連結器（固定腕と連結器は同一のものを指している可能性もある）でリンドヴルム中央船体と結合している。
搭載騎群を搭載し単船で、浮遊大陸禁じの地への調査・征服飛行に派遣され、出現した飛行魔獣群に対し現地で搭載騎群を展開し戦闘させた。
竜頭騎士 シュベールトリヒツ
Web版本編に登場。パーヴェルツィーク王国天空騎士団（ルフトリッターオルデン）＝近衛隊右近衛（リヒティゲライエンフォルゲ）右近衛長イグナーツ・アウエンミュラー騎。輝ける勝利（グランツェンダージーク）号船首付近に、船首像（フィギュアヘッド）として少なくとも一騎搭載されている。銀の鯨（ジルバヴェール）号と特に剣角の鞘（ソードホーン）号を取り逃がした事を問題視するグスタフの強い要請により、オラシオは「とりあえず竜頭騎士は動くようにした」と言っているので、同様な船首像を有する飛空船用に複数用意された可能性があり、少なくとも愛おしき戦場（グリーブシュラックフェルド）号に竜頭騎士 シュベールトリンクスが用意されている。発進にあたっては、帆翼左右展開を含む竜頭騎士及び母船双方の複雑な変形が行われ、マギジェットスラスタから激しく噴き出した炎を受け止める噴射防御板（スラストディフレクター）を準備し、カタパルトで射出する。船載収容時は折りたたまれている帆翼とマギジェットスラスタを有するが、起風装置（ブローエンジン）の有無は記述がない。竜闘騎の倍の全幅がある大型機で、魔力転換炉を二基搭載しており、増大した出力から圧倒的な加速性能を有する。作中使用された武装は槍及び長大な騎槍（ランス）。完全重装備の近接戦仕様機（ウォーリアスタイル）トイボックス（Mk.2）に、空中飛行中に飛び乗られても飛行継続可能で、両者が息を合わせる必要はあるが戦闘機動飛行が可能な飛行能力を有する。フリーデグント王女は「リヒツ」と略して呼んだ。
小王（オベロン）率いる、魔王（竜王体）≒魔王（魔人体）＋混成獣（キュマイラ）群＋ハルピュイア群との戦闘中、フリーデグントが同乗するトイボックス（Mk.2）を乗せての空戦中、魔王（魔人体）による腐食雲の影響を受け、舵が効かなくなり、帆翼が腐食により襤褸切れと化し、推進器の吐き出す炎は不安定に咳き込み、戦線離脱を余儀なくされた。
船名不明パーヴェルツィーク王国飛空船
Web版本編に登場。パーヴェルツィーク王国天空騎士団（ルフトリッターオルデン）第二十七飛空船団所属飛空船。船長はフォルクマー・ゲデック。浮遊大陸で主に対孤独なる十一国軍（イレブンフラッグス）向け任務についており、スオージロが「風切（カザキリ）の位置につく者」と称する地位または職務にあるハルピュイアの村の隣村で、孤独なる十一の輸送型飛空船（カーゴシップ）と目される飛空船、及び搭載展開する快速艇（カッターシップ）群を、搭載展開した竜闘騎（ドラッヒェンカバレリ）群で交戦撃破するも、続いて交戦した黄金の鬣号（ゴールデンメイン）号とトイボックス（Mk.2）に、竜闘騎二個小隊を全て撃墜され、移乗し限定的な攻撃を加えてきたてきたトイボックス（Mk.2）に降伏、鹵獲された。作中の会話によると、この飛空船及び船員は近衛付きではないが、竜闘騎の竜騎士は近衛付きで、所属が異なる。
愛おしき戦場（グリーブシュラックフェルド）号
Web版本編に登場。パーヴェルツィーク王国天空騎士団（ルフトリッターオルデン）＝近衛隊左近衛（リンクスライエンフォルゲ）の旗艦飛空船。少なくとも竜頭騎士シュベールトリンクス一機と、船内に竜闘騎（ドラッヒェンカバレリ）複数を搭載。左近衛長ユストゥス・バルリングが船長を務める。常時はリンドヴルム左近衛船（リンケライエンフォルゲ）として、連絡橋（飛空船に収容可能）と固定腕や補助腕（サブアーム）を応用した連結器（固定腕と連結器は同一のものを指している可能性もある）でリンドヴルム中央船体と結合している。
竜頭騎士 シュベールトリンクス
Web版本編に登場。パーヴェルツィーク王国天空騎士団（ルフトリッターオルデン）＝近衛隊左近衛（リンクスライエンフォルゲ）左近衛長ユストゥス・バルリング騎。愛おしき戦場（グリーブシュラックフェルド）号に、少なくとも一騎搭載されている。銀の鯨（ジルバヴェール）号と特に剣角の鞘（ソードホーン）号を取り逃がした事を問題視するグスタフの強い要請により、オラシオは「とりあえず竜頭騎士は動くようにした」と言っているので、同様な船首像を有する飛空船用に複数用意された可能性があり、少なくとも輝ける勝利（グランツェンダージーク）号に竜頭騎士 シュベールトリヒツが用意されている。
船名不明パーヴェルツィーク王国飛空船
Web版本編に登場。パーヴェルツィーク王国天空騎士団（ルフトリッターオルデン）所属と思われ、リンドヴルム率いるパーヴェルツィーク王国天空騎士団（ルフトリッターオルデン）と、竜の王が率いハルピュイアが騎乗する混成獣（キュマイラ）群との戦闘中、竜の王の高腐食性白煙霧吐息（ブレス）の直撃を受け、腐食瞬殺された。

## 用語

### 世界観
惑星・大陸
本作はセッテルンド大陸を舞台とする。セッテルンド大陸を中央で東西に別つオービニエ山脈西側で、魔獣をほぼ駆逐し制覇した人類（＋ドワーフ＋アルヴ）が、魔獣が跋扈・繁殖するオービニエ山脈東側に進出しようとして、フレメヴィーラ王国などの足掛かりを築いて数百年経ったのが、物語開始時点となる。
Web版 Knight's & Magic 設定資料兼備忘録 では、舞台となる世界全体を指す名前は無く、舞台となる惑星の名が無い以前に、惑星であるという認識すら無い、とされている。「月」が存在し、それを元にしたと思われる「月 (暦)」が存在する。春夏秋冬の四季が存在する。
観測された範囲では上空程エーテル分圧が高くなり、空の果てやこの世界の真空は、純粋なエーテルで満たされているのであろうと、エルは予想している。
アニメ版オープニングでは、舞台となる惑星らしき物が丸く見える程の上空＝宇宙に、イカルガが飛んでいるイメージ映像があり、その背景には多数の岩魂＝小衛星が描かれている。
大西域戦争に関する話の最末期の地の文で、飛空船の普及によりセッテルンド大陸外での形を変えた争いの時代「大航空時代」の到来が予告され、引き続いてセッテルンド大陸西方諸国（オクシデンツ）の南方大洋上空に浮かぶ大地＝浮遊大陸が舞台として登場する。
西方暦
セッテルンド大陸の、西方諸国（オクシデンツ）～フレメヴィーラ王国内の人類社会で生活する人類・ドワーフ・アルヴが共通して用いている暦・暦法・紀年法。アルヴ社会・ドワーフ社会や、巨人族（アストラガリ）社会・小鬼族（ゴブリン）社会・浮遊大陸原住民社会で用いられている記述は無い。「月」という時間単位も地の文や会話中に登場する。
文庫版では西方暦1277年から西方暦1278年にかけては、厳冬期直前に年が切り替わっている。
文庫版の物語の開始は、エル約満3歳時で西方暦1268年。Web版 では西方暦登場前のエル1歳時に物語が開始され（多少遡った記述はある）、エルがライヒアラ騎操士学園中等部を卒業し、銀鳳騎士団がライヒアラ騎操士学園内からオルヴェシウス砦に拠点を移す時に、西方暦1288年と初めて西方暦が登場するが、この時は文庫版では西方暦1280年と記述されているので、Web版と文庫版の間には西方暦上のズレがあった。また、Web版の短編「旅立ちの合間に」 は、同年の事件を扱っているが、文庫版準拠の西方暦1280年となっている（冒頭に「時系列的には書籍版3巻中になります」と明記）。この他Web版では、大西域戦争（ウェスタン・グランドストーム）末期の西方暦1291年と、その後のエルとアディが結婚した西方暦1285年（明らかに年号に矛盾があるが、短編「旅立ちの合間に」執筆以後、作者がWeb版の資料を紛失したため書籍準拠になったとしている）しか出てこない。その間のボキューズの大森海シリーズでは、文庫版6～8巻でも西方暦が記述されず、その前に文庫版で最後に出てくるのは飛竜戦艦（ヴィーヴィル）とイカルガの一度目の戦闘後の西方暦1282年秋、その後9巻にエルとアディがボキューズの大森海から帰還し結婚したのが西方暦1285年と記述されている。
種族
人間
人類の中核を占める種族であり、騎操士は全て人間族である。
ドワーフ族
鍛冶を得意とする種族であり、人間と合わせて人類社会を構成する種族。体格以外での人間との差はあまりなく、魔法を扱うのは得意ではないという記述がある。典型的なドワーフのイメージそのままと言ってもよく、本作においても立派な髭は、彼らの誇りである。
冬は雪に閉ざされる北半球の北方険しい山地の民。原始時代は自然洞窟で居住し、後に自力で洞窟を掘削するようになり、掘削技術を獲得し、現地の豊富な地下鉱石と関連知識と冶金成形技術を得て「鍛冶の民」と呼ばれるようになった。穴居生活のその進化自然淘汰の結果、背は低く幅は広くなり、筋肉・膂力が発達し、脚は遅くなった。山中から人類社会内に進出して鍛冶業などを営む者も多い。
作中、騎操士となった者はいないが、飛空船（レビテートシップ）操作に関わる者は、ジャロウデク王国でもフレメヴィーラ王国でも数多くいる。
アルヴの民
Web版 では、種族名がアルヴではなくエルフとなっている。耳が長く体内に触媒結晶を有し、素で大規模高精度な魔法を揮う。寿命は500年内外。100歳を超えると、眠りと思索の間に生きるようになる。「詩」と呼ばれる特殊な大規模魔法を扱う。人類の事は「徒人（あだびと）」と呼ぶ。エルという極一部の例外を除けば、精霊銀を加工できるこの世界で唯一の種族であり、幻晶騎士（シルエットナイト）の心臓部「魔力転換炉（エーテルリアクタ）」製造を一手に担う。その為に各国に保護された郷がある。
巨人族（アストラガリ）
同一種族内で眼の数が異なる、巨人種族。詳細は「巨人族（アストラガリ）」を参照。
小鬼族（ゴブリン）→小人族（ヒューマン）
種族的には、人類とほぼ同じ。詳細は「小鬼族（ゴブリン）→小人族（ヒューマン）」を参照。
ハルピュイア
浮遊大陸の原住民。巨木上や巨木の洞などを居住空間とし集落を形成し、髪の毛に見える頭部の羽毛状組織の集合体を翼として飛行可能。地上を「水の大地」と呼び、地上人を「地の趾（ちのし）」と呼ぶ。地の趾に人類が含まれるが、ドワーフ・アルヴが含まれるか否かは不明。特有の言い回しはあるが、フレメヴィーラ王国人や西方諸国人の常用語で会話が可能。鷲頭獣（グリフォン）等を使役し、特に騎乗飛行する者を鷲騎士（グリフォンライダー）と呼ぶ。
後にアルヴの近縁種と判明。元は同じ種族であり、浮遊大陸での進化の過程で魔法能力が飛行に特化した種族である模様。小王が彼らを守護し率いていた理由は、遠縁であろうと同胞だから。

### 国家・組織・地名
フレメヴィーラ王国
セッテルンド大陸を中央で東西に別つオービニエ山脈東側の山裾から平野部にかけてを国土とし、同山脈東部で西方諸国（オクシデンツ）に認識される唯一の国家で、世襲王政・世襲貴族制。王位継承は基本現国王の長子（男子限定なのか男女区別無しなのか、出産者により上下が生ずるか否かは、記述は無い）継承とし、その兄弟・姉妹が男女を問わず順に継承権二位以下に続き（出産者により上下が生ずるか否かは、記述は無い）、現国王に孫までいる場合は、現国王の子達の後に続いて、長子の子から順に王位継承権が与えられる。エルネスティの出身国である、本作初期の舞台で、その後のエルネスティ一党の行動の足場となる国家。
かつて失敗に終わったボキュース大森海への森伐遠征軍が、敗退・撤兵する際にオービニエ山脈東側に残した占領地を元に建国した。建国より数世紀を経ている。ボキュース大森海中の魔獣の現れ易い獣道＝魔獣街道（ラビッドリィロード）と国境の交点には砦群が配置され、その内の主要な砦群を防壁で繋いでいるが、国境線全長に渡って防壁を建設するには至っていない。西方諸国からは魔獣番とも呼ばれる。
カンカネン
フレメヴィーラ王国首都。前身となる砦の風貌を強く残す王城シュレベール城を擁する。森伐遠征軍がオービニエ山地山麓の前線基地として設けた要塞都市を起源としている為、堅牢な石造りの町並みで、王城を中心に幾重もの城壁が周囲を囲うが、現在城壁機能は最外周城壁のみが機能している。
首都防衛を任務とする近衛騎士団が駐屯し、都市騎士団としては例外的に国王直属扱いされる。騎士団に付属する演習場で、アンブロシウス王他へのカルダトア・ダーシュ披露と、国機研と銀鳳騎士団間の模擬戦と、紫燕騎士団結成式典が行われた。Web版 では、この演習場かカンカネン郊外の別の演習場かは不明だが、帰還したボキューズ大森海第二次先遣調査船団（エル・アディ奪回船団）からの荷下ろしと、リオタムス王とアンブロシウス先王（二回目のみ）と巨人族（アストラガリ）の謁見が行われ、別の演習場の可能性があるが、リオタムス王が白鷺騎士団・紅隼騎士団を命名、発足を宣言し、新加入騎士団員最終選抜が行なわれた。この演習場かカンカネン郊外の別の演習場かは不明だが、後日同騎士群披露と巨人の紹介を、リオタムス王が行った。
Web版では、王立貴族院学園が存在し、アンブロシウスとラウリが共に通っていた学友であり、文庫版では両者は単に学友とされている。Web版では、シュレベール城前すぐ傍の近衛騎士団の式典などで使用される場所で、エルとアディの結婚式が西方歴1285年（この結婚年は作者がWeb版の資料を紛失したため書籍準拠になった）に挙行された。
近衛騎士団
少なくともカンカネンに駐屯する。
近衛騎士団付特設飛空船団
フレメヴィーラ王国にて飛空船（レビテートシップ）が実用化された最初期に、銀鳳騎士団や製造元を除いて飛空船が配備された唯一の組織。Web版本編では近衛内特設飛空船団。
ライヒアラ学園街
王都カンカネンから馬車で半日程東方に位置する。
ライヒアラ学園街には都市守護騎士団の記述が作中無く、アニメ版（冒頭）ではライヒアラ騎操士学園の教育・実習用幻晶騎士がその役割を担っていたらしく、後に新設される国王直属騎士団である銀鳳騎士団も都市守護任務を負うことになる。
ライヒアラ騎操士学園
ライヒアラ学園街の過半を占め、フレメヴィーラ王国では最大規模を誇る、騎操士などを養成する学園。初等部（9歳から）・中等部（12歳から）・高等部（15歳から）の3段階からなり、それぞれ3年間の教育を受ける。この作品における高等部は（現実における）大学に相当する機関であり、通常の人間は中等部卒業で社会に出る。毎春卒業・入学が行われる。
騎操士養成以外にも、同国の子供たちへの様々な教育を行っており、騎士学科以外に農業学科や商業学科、服飾学科なども存在する。
幻晶騎士の修理・メンテナンスなどの要員養成のための鍛冶学科、金属の精錬などを担当する錬金術師学科といった学科もあり、学園内で一通り幻晶騎士を製造・運用できるだけの設備と人員が揃っている。さらに、主に操縦訓練の目的で（旧型ではあるが）幻晶騎士も保有しているため、エルはまずそれを利用して実際に幻晶騎士の改良を行うことで実績を積んだ。銀鳳騎士団の設立後も、専用の砦が建設されるまでの間は学園の設備を借り受ける形で運営を行っていた。
作品開始時から学長はラウリで、マティアスは教官として奉職している。
エチェバルリア家
家長ラウリ以下、入り婿マティアス及びその妻セレスティナ、一子エルネスティの三世代家族。Web版では後にエルの元にアデルトルートが嫁いで来る。ラウリ・マティアスは、本家より同都市内のライヒアラ騎操士学園に通勤し、後エルも同学園に通学するようになり、同学園内に新設された銀鳳騎士団にも通勤することになる。ライヒアラ騎操士学園内に銀鳳騎士団が存在する異常事態を解消する為、ライヒアラ騎操士学園外に建設された銀鳳騎士団用のオルヴェシウス砦は、エチェバルリア家より通勤するエルの為に、ライヒアラ学園街から西フレメヴィーラ街道沿いに僅かに東に進んだ森の中に立地する。アニメ版ではエルのライヒアラ騎操士学園入学時、家政婦が存在した。
オルター家
ヨアキム・セラーティの妾イルマタル、及び二子アーキッド・アデルトルートの家。ヨアキムの正妻が嫉妬深く、イルマタルを側室に出来ず、愛妾として二子と共に別居していた。物語の進展に伴い、キッドはエムリス配下としてクシェペルカ王国に出向し、アディはエチェバルリア家に嫁ぎ、淋しくなるが、それ以前から（既に陸皇事変時から）イルマはエチェバルリア家に入り浸る様になっていた。アニメ版では早朝から家政婦が詰めている、結構な大邸宅であった。
テルモネン家
Web版ではテンドーニ家となっている。ドワーフの家であり、バトソンの実家であり、父が鍛冶工房（木工も扱う）を営んでいる。ウィンチェスター・文庫版ガーンデーヴァの制作元。Web版ではエルネスティの発案による1/60サイズ幻晶騎士（全高16cm程度）を原型から鋳造でコピー量産する模型置物を生産、好評を博した。
作中の立ち位置としては、物語初期エルが銀鳳騎士団を与えられる迄の、特注品生産対応を担った。
銅牙騎士団（どうがきしだん）アジト
フレメヴィーラ王国内に送り込まれていた（左遷されていた）銅牙騎士団のアジトの一。ケルヒルト等同騎士団首脳部が常駐している事が多かった。カザドッシュ事変の成功で、本国ジャロウデク王国に銅牙騎士団が凱旋後は登場せず、放棄されたものと思われる。
ケルヒルト住居
Web版に登場。フレメヴィーラ王国内に送り込まれていた（左遷されていた）銅牙騎士団団長ケルヒルトの現地住居。アジトとは別場所。一人住まい。ここでケルヒルトは監察官から、テレスターレ奪取本国搬入勅命受ける。カザドッシュ事変の成功で、本国ジャロウデク王国に銅牙騎士団が凱旋後は登場せず、放棄されたものと思われる。

ディクスゴード公爵領
フレメヴィーラ王国北部に位置する。
カザドシュ砦
ディクスゴード公爵領の玄関口に位置し、ディクスゴード公爵を主（あるじ）とする。朱兎騎士団本部で、同騎士団主力（ケルヒルトが得た情報では、3個中隊≒幻晶騎士（シルエットナイト）30騎程が配備）が駐屯する。カザドシュ事変に措いて、銅牙騎士団の主たる攻撃対象となり、カザドシュ砦自体の設備は城門を含め2割程度が被害を受けた。ライヒアラ騎操士学園の工房より遙かに広い工房や、常用はしないが来訪上級貴族応接室兼用の上級作戦会議室を有し、クヌートはここにエレネスティーを呼び、テレスターレ及びその後の後継騎案の説明・交渉を行い、ここで直後のカザドシュ事変対処指揮を執った。
朱兎騎士団
カザドシュ事変時、及び後日のカルダトア20機の銀鳳騎士団への搬入引き渡し時、騎士団長はモルテン・フレドホルム。カザドシュ事変に措いて、銅牙騎士団の主たる攻撃対象となり、カザドシュ砦配備の幻晶騎士（シルエットナイト）の殆どを失った。
ダリエ村
カザドシュ事変に先だって、恐らくは呪餌（カースドベイト 作中呪餌使用明記はされていないが、呪餌使用時と同様な状況になっている）で魔獣群の襲撃を受け、狼煙で近所のカザドシュ砦に救援を求めた事で、カザドシュ事変に向けたカザドシュ砦駐屯朱兎騎士団の戦力低下に利用された。
アキュアールの森
カザドシュ砦及びダリエ村周辺の森。カザドシュ事変後期の、銅牙騎士団により逃亡するテレスターレやその支援と、捕縛を目指す追跡部隊の主たる戦闘舞台となった。

国立機操開発研究工房（シルエットナイトラボラトリ）
首都カンカネンから馬車で数日南方に位置する、城塞都市デュフォール内の過半を占める。
通称、国機研（ラボ）。幻晶騎士の研究機関で、銀鳳騎士団とは当初ライバル関係にあった。
後に銀鳳騎士団が開発したプロトタイプを元に操縦性などをチューニングし、量産するという役割分担をするようになり、併せて技術交流を期待した人事交流も行われるようになる。
技術資料無しのテレスターレ現物から、剣術戦闘可能なサブアームを発展開発したジャロウデク王国に比べ、開発期間はより短いとはいえ技術資料を得たカルダトア・ダーシュ開発時点において、サブアーム制御系がテレスターレからのコピーに留まった事より、ジャロウデク王国幻晶騎士研究機関より解析開発能力は劣ると思われる。
銀鳳騎士団（ぎんおうきしだん）
文庫版では西方暦1277年（Web版 では西方暦記述開始前）の晩秋に新設された、エルネスティの護衛戦力を兼ねた幻晶騎士開発集団。ライヒアラの騎操士学科・鍛冶学科の卒業生がほぼそのまま在籍するほか、ライヒアラ騎操士学園内に間借りしていた間はまだ在学中の学生も見習い扱いで所属していた。Web版では、オルヴェシウス砦の内部か付属してか別か不明だが、「高等部の学生たちの砦も完成していた」との記述があるので、高等部騎操士科の見習い制度が継続していると思われる。
設立当初は幻晶騎士二個中隊だったが、文庫版では西方暦1280年春、Web版では西方暦1288年春の、ライヒアラからライヒアラ近郊のへの拠点移動時に三個中隊に増強される。Web版では幻晶騎士二個中隊編成のまま。Web版でオルヴェシウス砦建設は、銀鳳騎士団が自力で、ライヒアラ騎操士学園在学中の見習いが主力となって行われた。漫画版では将来増員時に手狭となることが予想されるオルヴェシウス砦への銀鳳騎士団移動後、ライヒアラ騎操士学園在学中の見習いが主力となって増設工事が行われた。新規建設されたオルヴェシウス砦がライヒアラ学園街から西フレメヴィーラ街道沿いに僅かに東に進んだ森の中に立地するのは、ライヒアラ学園街内の実家に居住する団長エルの通勤の便の為とされている。文庫版では西方暦1277年（Web版では西方暦記述開始前）晩秋の設立時以後、作中最新までの全期間に渡ってエルが騎士団長であり、ボキュース大森海にてエルがMIA（作戦行動中行方不明）となっていた間も、他の者を騎士団長（代理）に任命した記述は無い。
クシェペルカ編では「銀鳳商会」を名乗り、建前上国家に属さない傭兵として活動したこともある。
エルとアデルトルートのボキュース大森海が帰還した西方暦1285年、各中隊は各個に銀鳳騎士団配下の騎士団として独立させ、個々騎士団規模に増勢し、国立機操開発研究工房から銀鳳騎士団（開発部隊）へ一部人員転籍する旨、リオタムス王が下命、第一・二中隊は銀鳳騎士団配下の独立騎士団となり、文庫版では第三中隊は解散し所属各員は白鷺騎士団（元第一中隊）・紅隼騎士団（元第二中隊）及び銀鳳騎士団騎操鍛冶師（ナイトスミス）隊他に移籍した。
Web版では団長エルの方針により、始業機材点検は鍛冶師だけじゃなくて動かす騎士自身が点検する事としており、いざという時どんな問題があるか、すぐにわかるようになるメリットを目論む。
第一中隊
文庫版では西方暦1277年（Web版 では西方暦記述開始前）晩秋の設立時から、西方暦1285年の独立騎士団化迄、存在した全期間に渡ってエドガーが中隊長。守勢に強い。
リオタムス王命により、銀鳳騎士団配下の独立騎士団、白鷺（はくろ）騎士団へ再編。
第二中隊
文庫版では西方暦1277年（web版 では西方暦記述開始前）晩秋の設立時から、西方暦1285年の独立騎士団化迄、存在した全期間に渡ってディートリヒが中隊長。攻勢に強い。周囲からは戦闘狂の集団と見做されている。
リオタムス王命により、銀鳳騎士団配下の独立騎士団、紅隼（こうじゅん）騎士団へ再編。
第三中隊
西方暦1280年春のオルヴェシウス砦への移動に伴う設立時から、西方暦1285年の解散迄、存在した全期間に渡ってヘルヴィが中隊長。新型機のテストに関わることが多く、隊長含めて新しいもの好きで構成されており、人馬騎士や飛翔騎士を運用する隊となっていた。解散時、所属各員は白鷺騎士団（元第一中隊）・紅隼騎士団（元第二中隊）及び銀鳳騎士団騎操鍛冶師（ナイトスミス）隊他に移籍した。Web版には登場しない。
飛翔騎士隊
空戦仕様機（ウィンジーネスタイル）シルフィアーネ（二世・テイク2）試作をリオタムス王への書簡報告後、リオタムス王の元に召喚されたエルが、設立の王命を受けた飛翔騎士を専門とする中隊。編成中に銀鳳騎士団外で騎士団新設に話が曲解され、王権を以てこの勘違いを強引に抑え込むべきでないとリオタムス王が判断した結果、後に紫燕騎士団（しえんきしだん）と命名される独立した騎士団設立に王命は変更され、実際に稼動することも、ナンバリングされることもなかった。
第四巨人中隊
ボキューズ大森海に取り残されたアディが、巨人族（アストラガリ）カエルレウス氏族内で、同行する騎士団長エルの正式な口頭許可を得て現地臨時編成を宣言した。中隊長のアディの他は巨人で編成された。ある種の『ごっこ遊び』でもあり、フレメヴィーラ王国政府が公認した記述は無いが、作中一定の組織的（軍事）行動は行った。Web版には登場しない。
騎操鍛冶師（ナイトスミス）隊
ダーヴィドが率い、開発・研究・試作・生産・改造改良・維持（メンテナンス）・飛空船（レビテートシップ）運用に携わる鍛冶師部門。第一・二中隊分離騎士団化後も、銀鳳騎士団の中枢機能として、銀鳳騎士団内に留め置かれる。Web版本編では飛空船運用業務は第一以下の番号付き中隊が分離した新騎士団に移管されると匂わされたが、文庫版及びKnight's & Magic Side Story03 ドワーフたちの憩いの時ではイズモ運用業務は銀鳳騎士団騎操鍛冶師隊内に留め置かれると明記された。
造船分隊
飛翼母船（ウィングキャリアー）一番船イズモ建造にあたって設けられた、騎操鍛冶師隊配下の分隊。バトソンを分隊長とした。
銀鳳騎士団飛空船団
Web版名、銀鳳騎士団・飛空船団。第二次森伐遠征軍・先遣調査船団で、MIA（作戦行動中行方不明）となったエルネスティ及びアデルトルートを回収すべく編成派遣された。飛空船（レビテートシップ）及び空戦仕様機（ウィンジーネスタイル）は主として銀鳳騎士団・ディクスゴード公爵家・セラーティ侯爵家より、飛翔騎士騎操士（ナイトランナー）は銀鳳騎士団・藍鷹騎士団（後者は間諜任務を兼任）より、陸戦兵力及び騎操鍛冶師（ナイトスミス）隊は主として銀鳳騎士団より動員されている（他にシャドウラートが藍鷹騎士団より動員された可能性がある）。
任務目的たるエル＆アディの回収は成功し、現地で後述の主力打撃船団と拠点制圧船団と他に飛空船一隻と搭載機からなり諜報工作に当たった藍鷹騎士団に分離した上、魔眼の変の主要参加者として現地に大きな影響力を確立し、フレメヴィーラ王国見学を希望する巨人族（アストラガリ）数名を連れ帰った。
主力打撃船団
エルネスティ及びアデルトルートと合流した銀鳳騎士団飛空船団の内、エルから選択の自由が与えられた結果、エルと共に魔眼の変に至る巨人族（アストラガリ）及び小鬼族（ゴブリン）の戦乱への参入を選択した部隊。旗艦飛翼母船（ウイングキャリアー）イズモと、幾らかの輸送船型飛空船（カーゴシップ）と、搭載騎で構成され、主戦力たる第二中隊が占拠した飛空船も含まれている。
拠点制圧船団
エルネスティ及びアデルトルートと合流した銀鳳騎士団飛空船団の内、エルから選択の自由が与えられた結果、エルから一時離れて後方拠点確保建設にあたる事を選択した部隊。幾らかの強襲揚陸船（ランディングシップ）と、搭載騎で構成され、主に第一中隊と鍛冶師隊の相当量で編成された。アディも予定地たる小鬼族（ゴブリン）下村に案内・交渉する為含まれている。実際には魔眼の変の後半で、小王（オベロン）率いる穢れの獣（クレトヴァスティア）群及び魔王及び幻獣騎士群との戦闘に参加している。
第一班
銀鳳騎士団飛空船団の拠点制圧船団が、カエルレウス氏族・幻獣騎士（ミスティックナイト）・魔獣の戦いの舞台となり壊滅した、ボキューズ大森海内の小鬼族（ゴブリン）小村復旧・臨時根拠地建設の為、現地で臨時編成した班の一。幻晶甲冑（シルエットギア）を装着した騎士で編成され、周辺資材状況・魔獣偵察、狩猟にあたった。
第二班
銀鳳騎士団飛空船団の拠点制圧船団が、カエルレウス氏族・幻獣騎士（ミスティックナイト）・魔獣の戦いの舞台となり壊滅した、ボキューズ大森海内の小鬼族（ゴブリン）小村復旧・臨時根拠地建設の為、現地で臨時編成した班の一。幻晶甲冑（シルエットギア）を装着した騎士で編成され、瓦礫撤去・掃除にあたった。
第三班
銀鳳騎士団飛空船団の拠点制圧船団が、カエルレウス氏族・幻獣騎士（ミスティックナイト）・魔獣の戦いの舞台となり壊滅した、ボキューズ大森海内の小鬼族（ゴブリン）小村復旧・臨時根拠地建設の為、現地で臨時編成した班の一。幻晶甲冑（シルエットギア）を装着した騎士で編成され、飛空船から荷物を降ろし、現地村民との調整にあたった。
第四班
銀鳳騎士団飛空船団の拠点制圧船団が、カエルレウス氏族・幻獣騎士（ミスティックナイト）・魔獣の戦いの舞台となり壊滅した、ボキューズ大森海内の小鬼族（ゴブリン）小村復旧・臨時根拠地建設の為、現地で臨時編成した班の一。幻晶甲冑（シルエットギア）を装着した鍛冶師隊で編成され、建築計画・鍛冶作業・イカルガ再組立にあたった。

バルゲリー砦
ボキューズ大森海とフレメヴィーラ王国東方の国境線に置かれた砦群の一。守備騎士隊10騎（1個中隊9騎＋隊長1騎）規模。魔獣街道（ラビッドリィロード）からは外れていた。陸皇事変冒頭において陸皇亀（ベヘモス）の進路上にあった為粉砕突破され、年嵩の騎士達は遅滞戦闘で玉砕するも、隊長の判断で若い騎士数名（Web版文庫版では3名、アニメ版では1名）をそれぞれ後側方カリエール砦・カンカネン・ヤントゥネン及び陸皇亀予想進路上の各都市等に、陸皇亀襲来報告と併せて逃がし、後事を託した。
藍鷹騎士団（あいおうきしだん）
公になっていないフレメヴィーラ国王直属の密偵集団。存在を知るのはごく僅かで全貌を知るのはアンブロシウス及び、王位を継いだ後のリオタムスのみ。ただし文庫版ではカザドッシュ事変後藍鷹騎士団の指揮権をアンブロシウス国王がクヌート公爵（当時）に委譲している。騎士団員は目立たぬよう凡庸な容姿をしている者が多いが、なぜかノーラは美麗な容姿をしており、アニメ版では醜女は採用されない女官らしき者としてジャロウデク軍占領下のラスペード城に潜入している。
紫燕騎士団（しえんきしだん）
飛翔騎士専門の騎士団。
当初は、銀鳳騎士団内に飛翔騎士一個中隊を試験的に増設する話だったが、飛翔騎士専門の騎士団が創設されると噂が大きく広がり、独立した騎士団として創設された。
これまでの幻晶騎士とは運用形態が全く違う飛翔騎士なら真っ新な新人が覚えたほうが早いだろうという判断で、騎操士は全て各地の学校を卒業したばかりの新人。
初代騎士団長トルスティ・コスケンサロ。キヴィラハティ中隊が最初に戦力化され、以後逐次増勢されていく事となっている。
白鷺騎士団（はくろきしだん）
リオタムス王命により、西方暦1285年に銀鳳騎士団第一中隊が銀鳳騎士団配下の独立騎士団化したもの。初代騎士団長エドガー。駐屯地はオルヴェシウス砦外。
紅隼騎士団（こうじゅんきしだん）
リオタムス王命により、西方暦1285年に銀鳳騎士団第二中隊が銀鳳騎士団配下の独立騎士団化したもの。初代騎士団長ディートリヒ。駐屯地はオルヴェシウス砦外。
アルヴァンズ
フレメヴィーラ王国南西部巨樹庭園（ギガントガーデン）外縁と森都（アルフヘイム）間を、王都カンカネン外壁より高く分厚い城壁で遮断する、アルチュセール山峡関要塞を拠点とし、森都を守護する選り抜きの騎士団。アルフヘイムを守護するため一流の騎操士で編成された特別な秘匿部隊であるため、一般にはその名前を知られていない。
森都（アルフヘイム）
フレメヴィーラ王国南西部オービニエ山地から、巨樹庭園（ギガントガーデン）側に張り出した尾根に囲われた盆地内にあり、人間より遥かに寿命が長い種族「アルヴの民」（Web版 ではエルフ（の民）と呼ばれる）が、キトリーを大老（エルダー）に戴き、自治する街。中枢機関は森護府（しんごふ）。フレメヴィーラ王国内における唯一の魔力転換炉（エーテルリアクタ）量産地であり、一般には存在すら秘された閉鎖都市。
アルチュセール山峡関要塞から先、森都側へは如何なる戦力の持ち込みも『法』（フレメヴィーラ王国とアルヴ間の協定）により禁じられ、『衛遣』（従人＝人類との橋渡しのため、人類社会内に派遣されているアルヴ）が認め、同行する者しか入場は認められない。同様な郷は他国にもある。
第二次森伐遠征軍・先遣調査船団
飛空船（レビテートシップ）及び空戦仕様機（ウィンジーネスタイル）量産後、国内貴族層に俄に興った第二次森伐遠征軍派遣論の、実現可能性と現地情報収集調査の為、ボキュース大森海へ派遣された調査飛空船団。飛空船及び空戦仕様機及び人員の主力は紫燕騎士団から、旗艦飛空船は銀鳳騎士団のイズモが充てられ、イズモ搭載のイカルガ（初代）とシルフィアーネ二世（セカンド、Web版ではテイク2）及び実装法撃戦仕様機（ウィザードスタイル）及イズモ関係人員は銀鳳騎士団から臨時に抽出編成された。
作戦期間相応の現地調査はなったが、穢れの獣（クレトヴァスティア、当時は名称不明）群との戦闘で、空戦仕様機及び騎操士（ナイトランナー）一名の喪失と、エルネスティ及びアデルトルートがMIA（作戦行動中行方不明）となって、一週間の捜査で発見できなかった後本国に帰還し解散した。
東西フレメヴィーラ街道
フレメヴィーラ王国を東西に貫く街道。少なくともフレメヴィーラ王国中部最大の都市ヤントゥネンで東西街道（オクシデントロード）と接続し、魔獣の領域であるボキューズ大森海の手前まであり、そこでボキューズ大森海に伸びる魔獣街道（ラビッドリィロード）と呼ばれる魔獣たちが踏み固めた通り道群の一部に接続する。
ボキューズ大森海に存在する魔獣たちを防ぐ東の国境線の壁と砦手前と、王国中部最大の都市ヤントゥネンを結び、王国東方国境付近の防御施設群の兵站を支え、加えて王国内の物流のほとんどが流れる大動脈で、毎日のように商人が忙しなく行き交っている。
西フレメヴィーラ街道
ヤントゥネンから王都カンカネンまで通じる少なくとも一部は石畳の街道。オルヴェシウス砦及びライヒアラ学園街が沿道にある。前述の東西フレメヴィーラ街道の一部なのか、別街道なのかは不明。
東西街道（オクシデントロード）
オービニエ山脈越えで（新生）クシェペルカ王国と繋がる国際街道の一つ。フレメヴィーラ王国内では少なくともフレメヴィーラ王国中部最大の都市ヤントゥネンまであり、そこで東西フレメヴィーラ街道に接続する。Web版では、荷馬車（キャリッジ）を牽引したツェンドリンブルでは、オルヴェシウス砦を出発したその日のうちにオービニエ山地を越え、（新生）クシェペルカ王国領に到達可能。

西方諸国（オクシデンツ）
セッテルンド大陸を中央で東西に別つオービニエ山脈より西方にある国家群の自称。魔獣が大量に棲息するボキュース大森海からはフレメヴィーラ王国とオービニエ山脈を間に挟むため、あまり魔獣の侵攻を受けない。西方諸国内では魔獣はほぼ撲滅されている。
ジャロウデク王国
西方の大国の一つ。西方諸国内でも西方寄りに位置する。世襲王政・貴族制。数々の幻晶騎士や飛空船など、強大な軍事力を保有していた。
王族に代々受け継がれてきた世界の父（ファダーアバーデン）再来への野心から、ロカール諸国連合征服に続き、クシェペルカ王国へと侵攻を開始する。クシェペルカ王国征服を失敗し、撤退したことで諸外国から侵略を受け、国土の多くを失いながらも、グスターボ他の防衛戦成功と、国土喪失後退に伴い接触した複数の侵略軍間の対立、諸外国にリークされた飛空船（レビテートシップ）技術の実用化に諸外国がリソースを振り向けたことで、大西域戦争（ウエスタン・グランドストーム）後半戦を凌ぎ切り国家は存続した。
西方暦1290年内に国王バルドメロが崩御し、王位継承権の第一位にあるカルリトスは、大西域戦争劣勢の責で諸侯の手により放逐され、空位となった王座には傍流にあたる公爵家より幼い王が迎え入れられ、中央貴族による傀儡政権が樹立されてジャロウデク王家による中央集権は緩んだ。
その後のジャロウデク王国は、他国の侵略を受けて領土が大きく削られたが、政権を奪った中央貴族たちはまともな舵取りもせず権力闘争と私腹を肥やす事に没頭。国土縮小に伴い軍事力も大幅に衰退。大航空時代期には、国が傾き衰退していくなか魔力転換炉を使い捨てる余裕などないため、源素供給機（エーテルサプライヤ）は幻晶騎士から撤去されており、どの機体にも搭載されていない。 9章以降は剣角隊を秘密裏に浮遊大陸に派遣。西方諸国の占領地等を襲撃し、源素晶石等の物資を強奪して本国に送らせていた。11章にて、グスターボが現政権に見切りをつけ、幽閉されていたカルリトスを担ぎ出してクーデターを起こす。復権して国王となったカルリトスは、中央の腐敗貴族を一掃して国家再建を進め、弱体化していた軍事力も急ピッチで立て直して領土奪還の戦いを始めた。
銅牙騎士団（どうがきしだん）
ケルヒルトを団長とする、他国への潜入工作を目的とした手練れの間者集団。
ライヒアラ騎操士学園内に潜入させていた内通者からの知らせで新型幻晶騎士（テレスターレ）の存在を知り、本国へ報告し本国の命令でカザトシュ事変でテレスターレ（トランドオーケス）を奪って逃走、かなりの団員を失いながらも本国への搬入に成功した。Web版 では、ケルヒルトの過去の失態による左遷でフレメヴィーラに派遣され、新型幻晶騎士の鹵獲の功績で悲願の本国復帰を果たす。
ロカール諸国連合征服戦と、続くクシェペルカ王国侵攻及びその後の占領地防衛戦に動員されて多くの団員を喪失し、最期に四方楯要塞（シルダ・ネリャック）防衛戦でケルヒルトが死亡し壊滅（Web版ではデルヴァンクール防衛戦）した。しかし少数だが生き残りはおり、大西域戦争終結後に路頭に迷っていた所をグスターボによって拾われて剣角隊の一員となった。この事で彼に多大な恩義を感じており、生き残った団員全員が強い忠誠を誓っている。
鋼翼騎士団（こうよくきしだん）
後のフレメヴィーラ王国ボキューズ大森海第一次先遣調査船団をも凌駕する大量の飛空船（レビテートシップ）やティラントーが配属され、ティラントーを含む幻晶騎士を懸垂下降で地上に展開 (軍事)させて、拠点制圧する事を主任務とした空挺（実際の運用はヘリボーンに近い）騎士団。編成は、飛空船1隻あたりティラントー2個小隊＝6騎と、飛空船の搭載力の都合上、ジャロウデク王国軍としては変則になっていた。
クシェペルカ王国王都デルヴァンクール強襲を成功させ、グスターボに率いられた飛空船2隻幻晶騎士4個小隊が銀鳳騎士団第二中隊と一戦交え、レトンマキ男爵領攻略戦では搭載した銅牙騎士団ヴィッテンドーラを低空より降下させ、ミシリエ夜間攻略戦では銀鳳騎士団の迎撃で大損害を被り（鋼翼騎士団所有飛空船全24隻中10隻喪失）、降下した一部のティラントーもレーヴァンティアに駆逐された。この後飛空船の武装強化が決定し、その戦闘教義研究をドロテオと行うことをカタリーナより命ぜられる。飛竜戦艦（ヴィーヴィル）の実用化・就役後、飛竜戦艦を旗艦とする翠玉竜騎団に多くの戦力が吸収され再編されたと思われ、四方楯要塞（シルダ・ネリャック）防衛戦時には、鋼翼騎士団所属の飛空船の存在と、翠玉竜騎団が飛空船の大半を保有する旨の記述がある。
Web版 では、ドロテオが所属しており、クシェペルカ王国王都デルヴァンクール強襲を成功させ、そのままクシェペルカ王国南北領攻略にその大半が投入され、ドロテオ率いる部隊が銀鳳騎士団と合流したマルティナ・イサドラ・エレオノーラを飛空船で捜索捕捉降下襲撃するも銀鳳騎士団に敗退した。鋼翼騎士団が擁する飛空船全24隻中10隻がジャロウデク混成軍東方領制圧作戦に動員され、その末尾のフォンタニエ攻略戦で銀鳳騎士団の迎撃により壊滅した（本陣用の飛空船1隻が帰還しているが鋼翼騎士団所属かは不明）。以後飛空船の輸送性能を犠牲にした攻防性能強化と鋼翼騎士団の再訓練が行われた。実戦初投入の旗艦ストールセイガーを含め、デルヴァンクール防衛戦中のコデルリエ平原会戦に投入され、ストールセイガーが銀鳳騎士団に鹵獲され、その他飛空船や搭載幻晶騎士も大被害を受けた。以後飛竜戦艦の所属が鋼翼騎士団か否かは不明で、鋼翼騎士団自体の動静も不明になる。
翠玉竜騎団（すいぎょくりゅうきだん）
飛竜戦艦（ヴィーヴィル）の実用化・就役後これを旗艦として、被害甚大な各騎士団及び飛空船群を吸収再編して新設したと思われる騎士団。Web版には登場しない。
四方楯要塞（シルダ・ネリャック）防衛戦時には、翠玉竜騎団が飛空船の大半を保有する旨の記述と、グスターボ騎乗の死者の剣（デッドマンズソード）に率いる翠玉竜騎団地上部隊ティラントー群が、エレオノーラ騎乗のカルトガ・オル・クシェール二世を撃破すべく、新生クシェペルカ王国近衛軍＋エムリス騎乗の金獅子（ゴルドリーオ）率いる銀鳳騎士団第二三中隊突破に挑むも失敗壊滅し、飛竜戦艦が墜落した四方楯要塞内に待機していた翠玉竜騎団も壊滅している。
黒顎騎士団（こくがいきしだん）
ティラントーが大量に配備された、ジャロウデク王国最強の騎士団。
大西域戦争（ウエスタン・グランドストーム）冒頭のロカール諸国連合征服、続くクシェペルカ王国侵攻の冒頭で、一番楯要塞（シルダ・ユクシア）前でクシェペルカ王国主兵力を誘引し、鋼翼騎士団による王都デルヴァンクール空挺強襲を成功させた。
クシェペルカ王国征服後は王国領各所に展開していたが、銀鳳騎士団の攻撃で削られていく。東部のジュデオン都市要塞攻略も失敗し後退。ミシリエ攻略に動員されるが、魔導飛槍による支援攻撃を得たイカルガ単機の襲撃を受けて壊滅的な被害を受ける。Web版 ではクシェペルカ王国の全土征服は遂にできず、新生クシェペルカ王国の新王都フォンタニエ攻略戦で壊滅している。大西域戦争終結後に生き残りは本国に帰還したが、政権を担う中央貴族共からは冷遇され、ロクに再建もされず不満を強めていた。このこともあり、カルリトスを支持するグスターボのクーデターに参加。カルリトス王の新体制下で、鈍っていた騎士団は急ピッチで再建され国土奪還の戦いへと投入された。
青銅爪騎士団（せいどうそうきしだん）
ティラントーが大量に配備された、ジャロウデク王国地上通常戦用騎士団。
ロカール諸国連合侵攻時に動員され、鋼翼騎士団によるクシェペルカ王国王都デルヴァンクール制圧後は各地への制圧に展開した。全土制圧後、東西街道（オクシデンツロード）を扼する、クシェペルカ王国最東端の関所に配属された、ティラントー2個小隊6騎が銀鳳商会の襲撃で撃破され、関所は占拠された。以後具体的な動静は不明。
Web版 ではロカール諸国連合侵攻時に動員された騎士団としてのみ登場。
鉛骨騎士団（えんこつきしだん）
大西域戦争（ウエスタン・グランドストーム）全期間に渡って、ジャロウデク王国本土防衛にあたった騎士団。
銀鳳騎士団が本国に帰還した後、純粋なジャロウデク王国本土防衛戦に転じた大西域戦争後半には、剣だらけ幻晶騎士を駆るグスターボが一隊を率いて所属していた。国土喪失後退に伴い接触した複数の侵略軍間の対立、諸外国にリークされた飛空船技術の実用化に諸外国がリソースを振り向けたという奇貨もあり、相当の国土を奪われながらも国防任務は成功し、ジャロウデク王国は存続した。
中央開発工房
一族の研究成果である純エーテル作用論をジャロウデク王国に持ち込み、同国の後援を得て発展させたオラシオが、飛竜戦艦（ヴィーヴィル）喪失後失踪するまで工房長に抜擢・就任していた。
剣角隊
大西域戦争（ウェスタン・グランドストーム）後期から終了後の防衛戦中に、グスターボを隊長として、彼と共に最前線から最前線へと渡り歩く歴戦の兵たちによって形成・編成された独立愚連隊。弱体化著しいジャロウデク王国が持つ、唯一最強の刃と称される。飛空船剣角の鞘（ソードホーン）号を与えられ、浮遊大陸に派兵され、他国の占領地等を襲撃して源素晶石等の物資を収奪、飛空船「渡し舟」に引き渡して本国に送付する任務にあたる。隊長グスターボ専用騎のブロークンソードが少なくとも一騎、部下騎操士用の外装を隠密機であるヴィッテンドーラ風にしたダルボーサ複数が配備されている。

クシェペルカ王国→新生クシェペルカ王国
西方の大国の一つ。世襲王政・世襲貴族制。フレメヴィーラ王国にとっては、オービニエ山脈を挟んだ隣国に当たる。西方諸国内では東方寄りに位置し、同西方よりのジャロウデク王国との間には、緩衝国としてロカール諸国連合が存在した。国土は大まかに王都デルヴァンクールが位置する中央部と、東西南北の四方領（例：東方領）に分けられる。文庫版では、ジャロウデク王国軍占領下の地域は、ジャロウデク王国属クシェペルカ領と称された。
リオタムスの妹マルティナがクシェペルカ王国東方の大公フェルナンドの元に嫁いでおり、エムリスが留学していたが、帰国した後、ジャロウデク王国の侵攻を受ける。その際、国王アウクスティは戦死するも、一人娘のエレオノーラが生き延び、後にエルネスティら銀鳳騎士団の手を借りて反抗に着手。エレオノーラは新生クシェペルカ王国の女王として即位し、銀鳳騎士団と彼らの技術貸与による自軍の活躍でジャロウデク軍を退けることに成功する。
戦後は再び大国として復興を果たすが、地上戦力に比べて空の戦力の拡充が遅れており、飛空船の数こそ揃ってきているものの空戦可能な幻晶騎士は未だ開発されていない。
中央部
デルヴァンクール
クシェペルカ王国王都で、後の新生クシェペルカ王国正王都＝首都。クシェペルカ王国中央部の最主要都市であり、中央に王城があるが、その城名は不詳。
文庫版・アニメ版では、首都防衛力はデルヴァンクール周囲で、デルヴァンクールに通じる街道群を塞ぐ概ね東西南北に設けられた要塞群（例：東の塞）の総称、四方楯要塞（シルダ・ネリャク）が主として担っている。その防衛機構上、大量動員された飛空船（レビテートシップ）からの幻晶騎士部隊懸垂下降による、デルヴァンクール内への空挺強襲（実態はヘリボーンに近い）には脆弱であり、加えて一番楯要塞（シルダ・ユクシア）へのクシェペルカ王国軍兵力誘引と、前代未聞で対処法の確立していない幻晶騎士部隊空挺強襲という新軍事技術的奇襲という駄目押しまで行われ、ジャロウデク王国鋼翼騎士団による空挺強襲、デルヴァンクール制圧は成功し、クシェペルカ王国の中央統制された組織的戦闘力は崩壊し、文庫版ではクシェペルカ王国全土征服、Web版 では西方領～中央部制圧に至る、足掛かりを得た。
文庫版のジャロウデク王国統治下では、ジャロウデク王国属クシェペルカ領領都となり、旧王城にはクシェペルカ領中央護府が設けられた。
デルヴァンクール郊外には飛空船（レビテートシップ）や、文庫版では後に飛竜戦艦（ヴィーヴィル）用ともなった、飛空船（離）発着場＝空港が設けられた（アニメ版では水上港も用いられた）。
文庫版とWeb版では、飛竜戦艦墜落までの大西域戦争（ウエスタン・グランドストーム）前半展開は大きく違うが、いずれも新生クシェペルカ王国軍＋銀鳳商会によりデルヴァンクールが奪回され、新生クシェペルカ王国王都フォンタニエから正王都デルヴァンクールへ遷都した時点で、ジャロウデク軍は（旧）クシェペルカ王国領内から潰走している。
アニメ版では飛竜戦艦墜落後、西方暦1283年春にエレオノーラが戴冠式を挙行した。
四方楯要塞（シルダ・ネリャク）東の塞
文庫版で、デルヴァンクールに通じる街道群を塞ぐ概ね東西南北に設けられた要塞群の総称、四方楯要塞（シルダ・ネリャク）の内、文庫版に登場する東側に設けられた要塞。メルバリ川を天然の堀として、そのデルヴァンクール側川縁の崖を城壁の一部として建設された。
文庫版ではここの攻略を経てデルヴァンクールを落とす事が、新生クシェペルカ王国軍＋銀鳳商会の主要な目標となった。アニメ版では単に四方楯要塞の攻略を経てデルヴァンクールを落とす事が目標となった。
コデルリエ平原
文庫版では、メルバリ川を挟んだ、四方楯要塞（シルダ・ネリャク）東の塞側とは反対側の岸＝東側にある平原。事実上デルヴァンクール攻防戦に直結する、四方楯要塞東の塞攻防戦の一部をなす、最大の地上戦（飛空船（レビテートシップ）からの空爆や空挺も含む）が繰り広げられた。
Web版 では、デルヴァンクール付近において、新生クシェペルカ王国軍＋銀鳳商会の進攻進路上で、飛空船と地上戦力を連携させ得る十分な広さを有する戦場として、ジャロウデク軍が選んだ平野。デルヴァンクール攻防戦の一部をなす、最大の地上戦（飛空船（レビテートシップ）からの空爆や空挺も含む）が繰り広げられた。

西方領
三枚砦（シルダ・トライダ）
西方のロカール諸国連合国境線付近の、王都デルヴァンクールを囲う四方楯要塞（シルダ・ネリャク）西方の要塞の間を扼するように設けられた、三段構えの防衛線。西方から一番楯要塞（シルダ・ユクシア）、二番楯要塞（シルダ・カクシラ）・三番楯要塞（シルダ・コルメダ）からなる。西方のロカール諸国連合国境線付近であり、西部15領から戦力の動員が検討されている会話から、西方領内に属する。
対ジャロウデク王国防衛戦冒頭＝大西域戦争初期に、侵攻してくるジャロウデク王国軍に備え兵力を集中配備した為、王都デルヴァンクールを鋼翼騎士団の空挺奇襲で制圧され、その脚で周辺制圧を開始された結果、三枚砦に兵力を供出していた各貴族の多くが自衛の為に兵力を引き上げ、三枚砦は突破された。
一番楯要塞（シルダ・ユクシア）
三枚砦（シルダ・トライダ）の最西方、ロカール諸国連合との国境最寄りの防衛線。西方領内に属する。同連合との国境間近で、なだらかな地形のバストル平原を遮断する、幻晶騎士の全高の数倍に達する高さの強固な大長城と、その後方の要塞化された町と、前方の防衛陣地群と、各所に配備された幻晶騎士等の機動兵力で構成されている。三枚砦中最強の防衛力を有する。
対ジャロウデク王国防衛戦冒頭＝大西域戦争初期には、前方の防衛陣地群防衛戦で友軍のレスヴァント部隊が撃破され、全前方防衛陣地群は制圧され、その脅威を首都に報告して兵力を集中配備した為、防衛力の低下した王都デルヴァンクールを鋼翼騎士団の空挺奇襲で制圧され、次いで周辺制圧を開始された結果、一番楯要塞に兵力を供出していた各貴族の多くが自衛の為に兵力を引き上げ、組織的防衛力が瓦解し一番楯要塞は突破された。
二番楯要塞（シルダ・カクシラ）・三番楯要塞（シルダ・コルメダ）
三枚砦（シルダ・トライダ）の西方から、二番目＝中間の二番楯要塞と、三番目＝最王都デルヴァンクール寄りの防衛線。西方領内に属する。各規模・防衛力は、一番楯要塞（シルダ・ユクシア）に劣るとされるが、二番楯要塞と三番楯要塞の優劣は記述無し。
対ジャロウデク王国防衛戦冒頭＝大西域戦争初期に、侵攻してくるジャロウデク王国軍に備え、一番楯要塞に次いで兵力を集中配備した為、王都デルヴァンクールを鋼翼騎士団の空挺奇襲で制圧され、その脚で周辺制圧を開始された結果、三枚砦に兵力を供出していた各貴族の多くが自衛の為に兵力を引き上げ、組織的防衛力が瓦解し二番楯要塞及び三番楯要塞は一番楯要塞に続いて突破された。

東方領
クシェペルカ王国中央部からアプローチすると、東方領中央付近から険しい地形となる。
関所
フレメヴィーラ王国から東西街道（オクシデントロード）によりオービニエ山脈を越えて、西方諸国（オクシデンツ）圏に入り最初に現れるクシェペルカ王国の施設。クシェペルカ王国領最東端でもある（後述のミリシエとどちらが東かは不明）。通常の幻晶騎士（シルエットナイト）は突破困難な鋼鉄製の落とし戸門を備えるが、大西域戦争（ウェスタン・グランドストーム）時にその門は現れた銀鳳商会の金獅子（ゴルドリーオ）の獣王轟咆（ブラストハウリング）で破壊された。この時クシェペルカ王国征服作戦中のジャロウデク軍が駐屯していたが、配備幻晶騎士は全て撃破され、銀鳳商会に制圧された。以後銀鳳商会の西方撤退まで、銀鳳商会の拠点（の一つ）となる。文庫版大西域戦争時及び、Web版と文庫版のエルネスティとアデルトルートの新婚旅行時に登場。作中東方領内とは明言されていない。
ミシリエ
東方領の東の果ての宿場町。クシェペルカ王国最東端でもある（前述の関所とどちらが東かは不明）。汎クシェール街道（ロード）に沿って存在する。Web版には登場しない。作中フェルナンド大公領とは明言されていない。
前述の関所に続いて銀鳳商会に制圧され、大量の工房群が増設され、旧クシェペルカ王国解放の拠点（の一つ）となる。カタリーナ王女が派遣した銅牙騎士団による奇襲との攻防戦、クリストバル王子が率いたミシリエ攻略軍との攻防戦の舞台となり、何れも銀鳳商会＝ミシリエ防衛側が退け、後者の攻防戦ではクリストバル王子が敗死している。
レトンマキ男爵領
東方領中央部にあり、クシェペルカ王国中央部からアプローチすると男爵領周辺より険しい地形となり、男爵領の多くもオービニエから延びる山地に占められており、農業に適さず貧しく、交通の障害となるも、男爵領を横切る数少ない街道には、大掛かりな街と関所が設けられている。
クリストバル王子率いるミシリエ攻略軍が駆使する、散兵（幻晶騎士）と飛空船（レビテートシップ）からの空挺を組み合わせた新戦術に敗れ、突破された。
フェルナンド大公領・東方領
東方領の全てがフェルナンド大公領ではないが、フェルナンド大公領は東方領とも呼ばれる。
フォンタニエ
フェルナンド大公領領都、中央に領城ラスペード城がある。文庫版では、ジャロウデク軍占領下ではジャロウデク王国属クシェペルカ領東方護府が設けられ、旧クシェペルカ残党軍によるフォンタニエ奪回後、新生クシェペルカ王国再建国後から正王都デルヴァンクールへの遷都までの間、新生クシェペルカ王国王都となった。
ラスペード城
フェルナンド大公領領都フォンタニエ中央に位置する領城。文庫版では、四方に尖塔が四本建ち、ジャロウデク軍占領下ではエレオノーラ・マルティナ・イサドラが各々別の尖塔三本の最上部に囚われていて、旧クシェペルカ残党軍によるラスペード城奪回後、イサドラはこの尖塔群の撤去を希望し、中庭でエレオノーラは新生クシェペルカ王国再建と女王即位を宣言した。

北方領
ジェデオン都市要塞
北方領から東方領への入り口となる町。東西街道と汎クシェール街道の結節点である交通の要衝に設けられた城塞都市。大西域戦争前中期に於いて、北方領から東方領へ侵攻してきた黒顎騎士団は、ジェデオン都市要塞攻略戦に失敗し撤退している。

汎（パン）クシェペルカ街道（ロード）
新生クシェペルカ王国内を縦横に走る街道群。単一の街道ではない。特に汎クシェール街道とは別に名付けられている。
汎クシェール街道（ロード）
少なくとも北方領と東方領の間を南北に結び、東方領内および新生クシェペルカ王国内各所を駆け巡る街道。特に汎クシェペルカ街道とは別に名付けられている。当街道に沿って宿場町ミシリエが存在する。ジェデオン都市要塞で、東西街道と結節する。
東西街道（オクシデントロード）
オービニエ山脈越えでフレメヴィーラ王国と繋がる国際街道の一つ。新生クシェペルカ王国内では少なくともジェデオン都市要塞まであり、そこで南北に伸びる汎クシェール街道と繋がる。
峠越えの国際街道にかかわらず交通量は多いらしく、東西街道経由のフレメヴィーラ王国との交通が再開しただけで、東方領圏時代の新生クシェペルカ王国経済が息を吹き返した事がある。

孤独なる十一（イレブンフラッグス）
Web版本編では、元を糾せば大商人が拠点としていた都市国家が寄り集まってできた、西方諸国（オクシデンツ）南方に勢力圏を持つ国で、それだけに儲け話には敏感。構成する都市から議員が出て来るが、作中登場した議員は相当な有力者である。Web版でも文庫版でも、大西域戦争初期からジャロウデク王国に手を出しては、ジャロウデク王国鉛骨騎士団（えんこつきしだん）に押し返されていたが、同戦争後期になり飛竜戦艦（ヴィーヴィル）を含むジャロウデク王国の戦力が枯渇してから本格的に侵攻し、いくらかの領土を占領し、Web版では飛空船や東方様式（イースタン・モード）幻晶騎士（シルエットナイト）に関する技術を奪取した。
戦中からか戦後からかは不明だが、飛空船や東方様式幻晶騎士（但し劣化版）を開発・量産し、浮遊大陸の豊富で採掘の容易な源素晶石（エーテライト、ハルピュイア側呼称「虹石」）鉱床獲得等を目的として、通常は飛空船内に収容されている快速艇（カッターシップ）をカウントしなくても、二十隻を超える規模の飛空船船団を浮遊大陸に派遣し、Web版では占領地を得るも、他国から奪われる事もある状況。禁じの地に向かう輝ける勝利（グランツェンダージーク）号追跡に成功し、禁じの地の情報を得た。
シュメフリーク王国
飛空船技術の入手により建造した飛空船を、シュメフリーク軍所属の飛空船団とし、浮遊大陸に派遣した。シュメフリーク軍飛空船団は、エムリスが率いる黄金の鬣号と共同戦線を張り、浮遊大陸上空のイオランダ及びトマーゾが率いる孤独なる十一（イレブンフラッグス）飛空船団と対峙激突した。作中シュメフリーク王国が西方諸国（オクシデンツ）内にあるとは明記されていないが、Web版本編ではクシェペルカ王国の影響を受け得る近隣国と記述されている。
Web版本編では、孤独なる十一飛空船団を襲撃したリンドヴルム及び搭載竜闘騎（ドラッヒェンカバレリ）群に危機感を抱いたエムリス率いる黄金の鬣（ゴールデンメイン）号からの信号連絡に従い退いた。古来よりハルピュイアとの間に友好的関係があり、（飛行技術が無かったので恐らくは地上シュメフリーク王国で）交易を行っていた。
パーヴェルツィーク王国
Web版本編に登場。西方諸国（オクシデンツ）北部に位置する国。北の巨人とも呼ばれる。北の山脈を広く抱え、地下資源は豊富で、「ドワーフのねぐら」とバカにされる事もあり、同国王女フリーデグントをして「石堀のドワーフ族くらいしか住み着かないなどと、コケにされたことも一度や二度ではないな」と逆ギレ混じりで言わしめている。放浪するオラシオを招聘出資し、飛竜級（ヴィーヴィルクラス）戦艦二番艦（改良型）リンドヴルム及び、同船及び他船に複数搭載可能な竜闘騎（ドラッヒェンカバレリ）複数及び艦載可能な竜頭騎士（シュベールトリヒツ）を開発生産。浮遊大陸の本格的な侵略と占拠を狙って、フリーデグント王女が率いる天空騎士団（ルフトリッターオルデン）＝近衛隊を浮遊大陸に送り込んだ。
天空騎士団（ルフトリッターオルデン）＝近衛隊
Web版本編に登場。近衛隊とは王女フリーデグント直属の部隊を指し、左・右近衛の二部隊を合わせて天空騎士団を構成している。竜騎士長グスタフ・バルテルが長。浮遊大陸を占領すべく飛竜級（ヴィーヴィルクラス）戦艦二番艦（改良型）リンドヴルムに座乗するフリーデグントが直率して乗り込み、（セッテルンド大陸から派遣された諸勢力も含め）現地の諸勢力と抗争を繰り広げた。
右近衛（リヒティゲライエンフォルゲ）
Web版本編に登場。右近衛隊長イグナーツ・アウエンミュラーを長とする。左近衛（リンクスライエンフォルゲ）と同格。飛空船輝ける勝利（グランツェンダージーク）号、及び搭載された竜闘騎（ドラッヒェンカバレリ）複数と、右近衛長機竜頭騎士（シュベールトリヒツ）一機を戦力として有する。常時はリンドヴルム右胴の右近衛船（リヒティゲライエンフォルゲ）としてドッキングしている、輝ける勝利（グランツェンダージーク）号を旗船としている。
グスタフの命により禁じの地征服に向かい、戦況が不利となり撤兵した。
左近衛（リンクスライエンフォルゲ）
Web版本編に登場。左近衛隊長ユストゥス・バルリングを長とする。右近衛（リヒティゲライエンフォルゲ）と同格。ユストゥスは、第一王女フリーデグントの盾に左近衛は任じられたと称する。常時はリンドヴルム右胴の左近衛船（リンクスライエンフォルゲ）としてドッキングしている、愛おしき戦場（グリーブシュラックフェルド）号を旗船としている。
第二十七飛空船団
Web版本編に登場。フォルクマーが船長を務める飛空船（レビテートシップ）を中核とし、数機（二個小隊以上）の竜闘騎（ドラッヒェンカバレリ）によって構成される。浮遊大陸で主に対孤独なる十一国軍（イレブンフラッグス）向け任務についており、スオージロが「風切（カザキリ）の位置につく者」と称する地位または職務にあるハルピュイアの村の隣村で、孤独なる十一国軍飛空船と快速艇（カッターシップ）複数を搭載展開した竜闘騎で撃破するも、続く黄金の鬣号（ゴールデンメイン）号一行との戦闘で、展開した竜闘騎二個小隊を全て喪失、降伏し中核飛空船は鹵獲され、生存していた将兵は捕虜となった。後日捕虜返還交渉の対象となった。
世界の父（ファダーアバーデン）
かつて存在した西域統一王政国家。Web版では地方領主が存在し、彼らが国を割った。幻晶騎士を以て西域から魔獣をほぼ駆逐し尽くし、失敗に終わったボキュース大森海への森伐遠征軍を派遣し、敗退・撤兵する際にオービニエ山脈東側に後にフレメヴィーラ王国となる占領地や、後の小鬼族（ゴブリン）の元となる残存部隊を遺した。ジャロウデク王国・クシェペルカ王国・ロカール諸国連合・孤独なる十一国（イレブンフラッグス）は、世界の父が分裂して個々独立した国家群。Web版 では分裂は1000年近く前としているが、アンブロシウスがフレメヴィーラ王国第10代国王であることと矛盾する可能性がある。文庫版ではフレメヴィーラ王国が建国から数世紀となって矛盾を解消している。
カルリトスは世界の父復活を大義名分に、西域統一戦争＝後世呼称：大西域戦争（ウエスタン・グランドストーム）を開始した。

ボキューズ大森海（用語）
セッテルンド大陸東方のフレメヴィーラ王国領より更に東側に存在する非常に広大な樹海。イラスト化されている大陸地図からすると、いくつもの国家が入るほどの広大さとなっている。小動物から師団級魔獣まで含むあらゆる種類の獣が多数棲息。西側の人類にとっては人跡未踏の地で、魔境として恐れられている。太古の昔から大森海の生物の頂点は穢れの獣（クレトヴァスティア）だったが、巨人戦争編において銀鳳騎士団とエルによってほぼ駆逐され、エルは今後大きく勢力図が書き換えられるだろうと予想している。奥地には壁のように巨大な山脈があり、その麓で巨人族が勢力を築き、小鬼族（ゴブリン）と呼ばれる第一次森伐遠征軍の生き残りも共に生活していた。
巨人族（アストラガリ）（用語）
同一種族内で眼の数が異なり、一眼位～六眼位まで存在する。眼が増えるに従って身体能力と魔力が上がって社会階級も高くなり、勇者と呼ばれる氏族を代表する戦士は三眼位以上から、集落の長は四眼位以上から、王位は稀に生まれる六眼位の巨人のみが継承できる。巨人の神である百眼神を信仰しており、巨人の王位とは人間の王位と若干異なり神と交感出来る巫女や神官を兼ねている。基本的に大森海奥地で氏族毎の集落を作り各々独立して狩猟採集社会を営むが、王が存在する期間は王のもとに統一される。
死ぬことを瞳を返す、格上を眼上、格下を眼下と独特の言葉遣いをする。言い回しや一部の言葉が古めかしいものの、なぜか人間族の常用言語での会話が可能。この事実にはエルやアディも驚いている。Web版 では森伐遠征軍の影響であるとしている。幻晶騎士以上の体躯と決闘級魔獣に勝るとも劣らない戦闘力を有し、争いは「問い」と呼ぶ戦いでの解決を旨とする。会話可能でそれなりの文化を持つ知的種族だが、基本は脳筋で話し合いよりすぐに力での解決に走る傾向がある。
四眼位以上は魔法を行使可能だが、実際はその巨体を支えるためすべての巨人族が無意識で身体強化魔法を使用している。巨人の魔法は感性に任せた代物であるため通常は三眼位以下は使えないとされているが、前述の理由で訓練すれば眼下の者でも意識して魔力を扱えるようになる。そのためエルと関わったカエルレウス氏族は、彼の手引きで巨人用の魔導兵装を使用できるようになった。
カエルレウス氏族（ゲノス・デ・カエルレウス）
ボキューズ大森海に取り残されたエルとアディが最初に遭遇し、フレメヴィーラ王国への帰還のために与した巨人族の小氏族。一度集落が滅ぼされたことで生き残りは少なく、氏族としては最も小さい。エルと出会ったことで人間族への認識が180度変わっており、今後共存していくことにも前向き。氏族を象徴する色は青で、青い飾りを装備に付けている。
主食は魔獣等の肉食であることが作中記述されているが、これが巨人族（アストラガリ）の他氏族にも等しく成立しているかは作中不明である。
ルーベル氏族（ゲノス・デ・ルーベル）
第一次森伐遠征軍の生き残りが遭遇した巨人の氏族。彼らを隷属させていた。過去の真眼の乱にて、隷下の小鬼族が使役する穢れの獣の力で他の同規模だった大氏族を全て滅ぼし、物語時点では巨人族最大の氏族として覇権を確立。驕り高ぶって巨人族の絶対の掟すら無視するようになっていた。エルと小魔導師が成した諸氏族連合軍との二度目の戦争「魔眼の変」で、裏で暗躍していた小王の裏切りにもあい氏族の大半を失い失墜した。だが、書籍版での加筆によるとそれでも小氏族に比べれば生き残りの数は多く、まだ大氏族と呼べる程度の規模は維持している模様。氏族を象徴する色は赤で、赤い飾りを装備に付けている。

小鬼族（ゴブリン）→小人族（ヒューマン）
世界の父の統治時代に行われた第一次森伐遠征軍が敗北した際に、ボキュース大森海に取り残された将兵の末裔達。ルーベル氏族に隷属して穢れの獣を使役しつつ、彼らの防具となる魔獣素材の加工などをやらされていた。支配する小王がアルヴであるため、上街に住む貴族階級には当時の情報が詳しく残されているが、下村に住む平民達にはまともな教育が施されていないため自分たちのルーツを知らない。取り残されて数百年を経ても言語はそれほど大きく変化しておらず、フレメヴィーラ王国民との間で不自由なく会話が可能。「魔眼の変」終結後にルーベル氏族の支配から脱し、小鬼族から小人族に改称した。書籍版でいくらか加筆され、上街は地下の魔王が覚醒した際に完全に崩壊したが、その住人は銀鳳騎士団第一中隊が駐留した際に大規模に再建した下村へと受け入れられており、急速に規模を拡大した下村が第二の街となった模様。
魔獣街道（ラビッドリィロード）
主としてボキューズ大森海内で、魔獣たちが踏み固めた通り道（獣道）群の一般名詞。フレメヴィーラ王国内同国東部国境線付近で東西フレメヴィーラ街道と接続する魔獣獣道も存在する。フレメヴィーラ王国東方国境付近の防御施設群は魔獣街道を扼するように設置されている。
巨人の国～フレメヴィーラ王国間の道（仮称）
巨人族（アストラガリ）カエルレウス氏族（ゲノス・デ・カエルレウス）小魔導師（パールヴァ・マーガ）が、フレメヴィーラ王国アンブロシウス先王に提案し、アンブロシウスがフレメヴィーラ王国御前会議に発議し承認された、将来国家を形成するであろう巨人族（アストラガリ）圏とフレメヴィーラ王国間を、ボキューズ大森海を貫いて結ぶ道路の建設計画。正式名称未定。今後数世代かけて建設整備される予定。白鷺騎士団・紅隼騎士団の投入も予定されている。Web版に登場。

浮遊大陸
セッテルンド大陸西方諸国（オクシデンツ）の南方大洋上空に浮かぶ大地。大西域戦争（ウエスタン・グランドストーム）により、飛空船（レビテートシップ）が普及した西方諸国が、セッテルンド大陸外に新領土を探索すべく飛空船群を派遣した結果発見された物。黄金の鬣（ゴールデンメイン）号のアプローチの際には同船にして辛うじて突破可能な大嵐が浮遊大陸の周囲にあったが、同号より遙かに乱気流突破能力の低い孤独なる十一（イレブンフラッグス）船団が到達している事よりその嵐は回避可能と思われる。浮遊大陸上の森を間近で見れば、木々樹皮のそこかしこに不規則に強弱を変わる虹色の光を放つ部分があり、源素浮揚器（エーテリックレビテータ）類似の原理で大地を浮かせている為、その木を大量に切ると浮遊大陸が落下しかねないと、黄金の鬣（ゴールデンメイン）号から降り立った者達は推定した。飛行能力を持ち鷲頭獣（グリフォン）等を使役する原住民ハルピュイアが居住する。地表に露出した源素晶石（エーテライト、ハルピュイア側呼称「虹石」）鉱床があり、これを求めて西方諸国の進入が行われている。鷲頭獣（グリフォン）等の魔獣や、Web版では脚が四本あったり翼が四枚あったり双頭だったりする鳥風の生物（加熱調理により人類やハルピュイアの食用になる）や一見地上の普通の獣に見えても膜を広げて飛ぶ獣が生息する。
ハルピュイア
浮遊大陸原住民。巨木上や巨木の洞などを居住空間とし、地上人を「地の趾（ちのし）」と呼ぶ。地の趾に人類が含まれるが、ドワーフ・エルフ（Web版のみ登場）が含まれるか否かは不明。特有の言い回しはあるが、フレメヴィーラ王国人や西方諸国常用語で会話が可能。髪の代わりの羽毛状組織の集合体を翼として飛行可能。鷲頭獣（グリフォン）等に騎乗する者を鷲騎士（グリフォンライダー）と呼び、一般に主獣のペアは決まっている。以前よりシュメフリークとの間に友好的関係を結んでいた。数の単位に「羽」が使われる事がある。
禁じの地
Web版本編に登場。モルメーがフリーデグントに伝えた、モルメー等が知る浮遊大陸最大の虹石＝源素晶石（エーテライト）魂がある場所。浮遊大陸のほぼ中央に位置する、エーテル分圧が高く人類にも有害な程の山脈に囲まれた盆地のような場所。混成獣（キュマイラ）多数と竜モドキ（「竜」は「ドレイク」と読まれる可能性がある）少なくとも一頭の縄張り。近づくハルピュイアは、誰もが奇怪な恐れを抱いて羽根を止めるので、全てのハルピュイアが近づけない。その超巨大源素晶石塊は、飛竜戦艦二番船（リンドヴルム）より巨大で、太さだけで飛空船の全幅などはるかに超え、高さに至ってはリンドヴルムの数倍にも及ぶ。棘のように三角錐形が天へと伸びており、うっすらとした虹の光を常に纏っている。
フリーデグント→グスタフ→イグナーツの命令で、イグナーツが率いるパーヴェルツィーク王国天空騎士団（ルフトリッターオルデン）右近衛（リヒティゲライエンフォルゲ）飛空船輝ける勝利（グランツェンダージーク）号が調査征服に向かい、現地で混成獣多数と竜モドキ一頭との戦闘を行った。超巨大源素晶石塊を目視した右近衛源員等は、素晶石資源として、地上に出ている分だけで、パーヴェルツィーク王国一国の百年以上の需要を満たし得る判断し、更に地下に埋まっているだろうと想像した。だがその正体は魔法生物の寝床。これを孤独なる十一（イレブンフラッグス）が破損させたために、本来は遥か未来になるはずだった魔法生物の目覚めを齎し浮遊大陸が落下しそうになるという、西方諸国をも巻き込んだ大混乱を引き起こした。
魔王国
浮遊大陸の騒動が終結した後に建国された新しい国家。初代魔王に就任した小王を頂点とし、ハルピュイアだけを国民と認定。浮遊大陸産の源素晶石はこの国との交易によってのみ取引が可能となる。建国宣言の書簡を西方諸国へ突然送り付けて各国は当初騒然となったが、この宣言への賛同国にパーヴェルツィーク王国・シュメフリーク王国・クシェペルカ王国・フレメヴィーラ王国の4ヵ国が名を連ねていたため、全ての西方諸国が不用意な手出しは自身の破滅に繋がると認識した。この建国はハルピュイアの権利確保という目的のほかに、世界を滅ぼしかねない魔法生物の眠りを守るという役目もある。多大な苦労の果てにようやく寝かしつけた魔法生物を再び目覚めさせないため、この先の未来まで役目を語り継ぐ任を担う。
日本（前世）の地名・施設
Kソフトワークス
文庫版でプログラマ倉田翼が勤めていた中堅ソフトウェアメーカー。K県K市の雑居ビル4階にオフィスを有する。労働組合が存在し、給料日には定時での退社が義務付けられている。アニメ版の故倉田翼葬儀での供花表記によると、頭株。漫画版でも倉田翼の職場として社名登場。
K県K市
文庫版でプログラマ倉田翼が勤めていた中堅ソフトウェアメーカー、Kソフトワークスの所在地。文庫版・漫画版では、恐らくは同県同市であるK市S地区で、飲酒運転の乗用車に轢かれ、倉田翼は死亡した。文庫版で倉田翼の住居は交通事故地の近所で、Kソフトワークスから、3階に倉田翼が死亡日に人生最後のプラモデル群を購入した、近辺最大の玩具売り場構える大規模家電量販店が駅前にある最寄り駅を挟んで、しばらくのマンション（アニメ版では1室プラモデル群に埋め尽くされた2DK）。
京都
Web版で倉田翼が勤めていた企業所在地。京都市内か、京都府内ではあるが京都市外であるかの記述はないが、最狭で一般に旧京都市電営業圏内を指す。
ヨドバ○カメラ
Web版で倉田翼が死亡日に人生最後のプラモデル群を購入した店。
ビッグデンキ
漫画版で倉田翼が死亡日に人生最後のプラモデル群を購入した店。

### 技術・兵器
幻晶騎士（シルエットナイト）
異世界で各国が主力戦力として使用している、一部の例外は除いて全高約10メートルほどの巨大ロボット。
心臓部である魔力転換炉（エーテルリアクタ）から生み出される魔力（マナ）を動力とし、操縦に必要な各種魔法を騎操士に代わって実行する魔導演算機（マギウスエンジン）、そして骨格にあたる金属内格（インナースケルトン）、実際に機体を動かす結晶筋肉（クリスタルティシュー）などで構成される。ただとある事情から魔力転換炉の供給量に限りがあり、大量に増産することができない。
また骨格となるパーツを一体成形する技術がなく、細かいパーツを複数組み合わせた上で強化魔法により骨格を支える構造となっているため、魔力転換炉からの魔力供給が途絶えると途端に自壊する（通常は魔導演算機内に安全装置があるため供給が途絶えることはない）。実際にエルは、対ベヘモス戦のクライマックスで安全装置をバイパスして魔力転換炉の全魔力を攻撃に用い、結果として自機の自壊を招いたことがある。また骨格ではないが、外装や外部装甲の結合部を補強している強化魔法を停止することにより、これらの部位を切り離すことも可能になる。この強化魔法は幻晶騎士の振動・運動・転倒等から、騎乗する騎操士をもある程度保護している。骨格及び装甲は鉄合金製で、主としてトーチによる加熱と熱間鍛造で加工されている。
各国にとっての主力戦力でありその優劣が戦争において非常に大きく影響するため、各国はその改良にやっきになっているが、直近の100年ほどは改良も停滞気味であった。
元々は人間の骨格を元に生み出されたため二足歩行型で腕が2本のタイプがメインとなっているが、エルはその常識を覆し、多腕型や四足歩行型や人魚型などの新しい幻晶騎士を次々と開発している。また当初は盗難防止機構がなかったが、作中で新型機のプロトタイプを他国に盗まれるというトラブルが発生したため、エルが銀の短剣を模した鍵（中に紋章を仕込んである）による認証機構を考案、以後の機体では標準として導入されている。
Web版では、千年弱前の世界の父（ファダーアバーデン）崩壊より、更に遡る世界の父による西方統一より、幻晶騎士実用化実戦活躍は更に先行する。
近接戦仕様機（ウォーリアスタイル）
剣や盾などを装備した従来型の総称。もっともスタンダードな仕様で、エルネスティの手により様々な用途の仕様が生まれたため、区別するためにこう呼ばれるようになった。
投槍戦仕様機（ジャベリニーアスタイル）
選択装備の一つである魔導飛愴を装備した対空対地仕様の総称。メインは空の相手への攻撃だが、魔導飛愴を敵集団に撃ち込んだりと地上での遠距離戦にも対応する。単純な格闘力では魔導兵装を使えない分近接戦仕様に劣るが、法撃戦仕様と違って対応は可能。空戦仕様機にも投槍戦仕様機は存在する。
法撃戦仕様機（ウィザードスタイル）
重装甲かつ大容量の畜魔力式装甲で作られたウォールローブを装備し、複数の魔導兵装を装備した遠距離法撃戦特化型の総称。
一般的な機体の倍にも相当する魔力容量に任せた多量の法撃を長時間放ち続けられる。欠点は超重量のウォールローブ装備による機動力および格闘能力の大幅な低下と、大容量ゆえに魔力の再充填に時間がかかる事。そのため輸送の際はそのまま自走させるよりウォールローブをバラして別に輸送した方が早く、運用の際には前線で再度組み立てて魔力を充填するための時間を確保する必要がある。
飛空船の艦載兵装として運用される機体の場合には、飛空船の畜魔力式装甲と一体化したウォールローブが用いられ、固定砲台兼補助魔力転換炉として使われる。複数の僚機と飛空船の魔力転換炉を大容量の結晶魔池(クリスタルプール)で連結する事で一つの群れとして大量の魔力を共有し、法撃にも飛空船の機動にも魔力を用いる事ができる。
空戦仕様機（ウィンジーネスタイル）
銀鳳騎士団首脳部に対する、エルネスティによるシルフィアーネ（二世・テイク2）初期設計図デザインレビュー時に、ダーヴィドが発した、幻晶騎士内におけるこの飛行型幻晶騎士の区分命名要求に応えて、エルが命名。後に飛翔騎士（ウィンジーネ）とも呼ばれるようになる。作中定義は示されていない。エル＆アデルトルート回収任務に赴いた、文庫版名銀鳳騎士団飛空船団、Web版名銀鳳騎士団・飛空船団（飛翔騎士は主として銀鳳騎士団・ディクスゴード公爵家・セラーティ侯爵家、飛翔騎士騎操士（ナイトランナー）は銀鳳騎士団・藍鷹騎士団より動員されている）で、戦闘域から離れて偵察を行っている騎体は偵察機（ウィングマン）と呼ばれているが、先行する第二次森伐遠征軍・先遣調査船団の偵察小隊（飛翔騎士及び同騎操士は主として紫燕騎士団より動員されている）との違いは不明。
シルフィアーネ二世（セカンド）・テイク2、トゥエディアーネ、シルフィアーネ・カササギ三世（サード）・エンゲージは、空戦仕様機に含まれている。飛行可能騎でも、カササギ、マガツイカルガや、イカルガを含む陸戦騎ベースで魔導噴流推進器（マギウスジェットスラスタ）推力のみで飛行する幻晶騎士（シルエットナイト）や、降下用追加装甲（ヘイローコート）付グゥエラリンデ等陸戦騎ベースで閉鎖型・開放型源素浮揚器（エーテリックレビテータ）による飛行能力を有する幻晶騎士は飛行能力を持っていても、空戦仕様機に含まれていない。外国騎の、快速艇（カッターシップ）、竜闘騎（ドラッヒェンカバレリ）、竜頭騎士は空戦仕様機に含める記述は無い。
飛空船（レビテートシップ）直衛空中機動兵力と対飛竜戦艦（ヴィーヴィル）級戦闘飛空船戦闘を名目に、エルが開発を主導したが、実用化後想定脅威対象が飛行魔獣となったので、未だ空戦仕様機による飛竜戦艦（特に最終決戦仕様）級戦闘飛空船撃破の目処が立っていない事は作中忘れられていたが、飛竜戦艦改良型が登場してしまっている。
幻晶甲冑（シルエットギア）
幻晶騎士の構造をベースにエルが考案した、全高2.5メートルほどの魔導仕掛けの機械鎧（要はパワードスーツ）。最大の特徴は「魔力転換炉を用いず搭乗者自身の魔力によって動く」こと。これにより稼働時の騒音がほとんど発生せず静粛性に優れているため、諜報・潜入任務などを担当する騎士団にも重宝された。魔力転換炉を持たないため大量生産が容易。どの挿絵・漫画版・アニメ版の幻晶甲冑でも、幻晶甲冑に向けて『幻晶騎士を小型化、簡略化する』 過程で、幻晶甲冑に搭載不可能な巨大な幻晶騎士用眼球水晶と幻像投影機（ホロモニター）を小型化せずに省略し、直接目視化された結果の形として描かれている。その有用性からフレメヴィーラ王国内では急速に普及（文庫版の西方歴1280年春頃には国内全土の教育内容が刷新された）し、友好国にも技術供与されている。
元々は騎操士の訓練用として考案されたものだが、初期のモートルビート型は魔導演算機を積まず搭乗者の魔法によって全身を操縦する仕様だった。しかし、これだと一般的な騎士ではまともに動かせない問題点が明らかとなり、後継のモートラート型には小型の魔導演算機を搭載することで問題の解決を見た。その後、生身の人間よりはるかに大きな力を出せることから、鍛冶や建設などの場において汎用重機（モートリフト型）としても扱われるようになっていった。
用途で外見が異なり、戦闘用のモートラートは全身甲冑風なのに対し、作業用のモートリフトは中に熱がこもらないよう装甲を最低限まで減らして搭乗者が剥き出しとなっている（アニメ版では「作画負担を減らすため」という理由で、搭乗者はむき出しになっていない）。
文庫版では、モートルビートの開発は西方歴1278年春過ぎ。魔導演算機搭載のモートラート（開発当時の呼称は「モートリフト」）開発が同年秋頃。その後、モートリフトが現在の仕様になるのが同年冬～翌1279年の年明け厳冬期前辺り。
騎操士（ナイトランナー）
幻晶騎士を操縦する騎士。
騎操鍛冶師（ナイトスミス）
幻晶騎士の作り、整備などをする人（騎操鍛冶師という漢字は文庫版から）。
幻獣騎士（ミスティックナイト）
小鬼族が使う守護騎士。サロドレアなどが原型になっている模様。
魔導演算機（マギウスエンジン）
幻晶騎士及びモートルビート型を除く幻晶甲冑及び銀鳳騎士団式飛空船の頭脳ともいえる制御中枢部。魔法術式で、全身・全船を動かすための魔力の制御や魔力転換炉の出力制御を行う。
魔力転換炉（エーテルリアクタ）
幻晶騎士及びそれを流用した機器、飛空船の推進他用の魔力源。吸気中に含まれるエーテルから魔力への転換機能をもつ。
周囲にエーテルが存在する限り半永久的に魔力を生み出すが、そのままでは大気中に拡散して再びエーテルへと還元されてしまうため、後述する結晶筋肉で一時的に保持される。
吸大気中のエーテルを魔力に転換する為、大量の空気を吸排気し、かなりの騒音を発する。ヴェンドバダーラ・ヴィッテンドーラ等の隠密作戦騎では、吸排気能力＝出魔力の低下を覚悟の上で、吸排気音の削減を図っている。高濃度エーテル吸気の竜血炉（ブラッドグレイル）等を例外として、女皇之冠（クイーンズコロネット）や特に皇之心臓（ベヘモス・ハート）等の大魔力魔力転換炉は、エーテルから魔力への転換効率は高くとも（大型魔獣心臓より作られた大型魔力転換炉は魔力変換効率が高い）、なお大量の吸排気を必要とし正規稼働状態では大吸排気騒音を生ずる。
吸気中のエーテルが濃くなれば炉からの魔力出力は上がるが、炉の寿命は短くなる。一般に超硬度金属の精霊銀（ミスリル）に魔法で塑性加工して超大規模魔法術式「生命の詩（ライフソング）」を高密度に刻印（普通は一部のアルヴにしか不可能）した物と、触媒結晶と血液晶（エリキシル：人工血液）とを組み合わせて生産される。事実上魔力転換炉生産調達数が幻晶騎士（シルエットナイト）生産数を規定する程の、希少で国家統制された戦略物資。当初の単発幻晶騎士向けに加え、後に双発幻晶騎士の登場や、飛空船（レビテートシップ）及びその武装の魔力源ともなった事や、短寿命化を伴う高濃度エーテル吸入による出魔力向上技術の登場で、更に需要が高まる。
竜血炉（ブラッドグレイル）
高濃度エーテル対応と称するが、事実上高濃度エーテル専用の超高出力魔力転換炉（エーテルリアクタ）。Web版未登場。
アルヴの関与の度合いは不明ながら、純エーテル作用論に基づきオラシオ一党が試作し、幻晶騎士の半分程の大きさの試作品一基を、城塞都市群攻略戦でイカルガと一戦交えた後の飛竜戦艦（ヴィーヴィル）に艤装し、四方楯要塞防衛戦で実戦に投入され、四方楯要塞に墜落した飛竜戦艦と共に失われた。飛竜戦艦と異なり周辺国にその存在を知られていなかったので技術争奪の対象にならず、陥落前にデルヴァンクールから脱出したオラシオがその技術（者）を抱えて失踪したものと思われ、以後物語中に出ていない。アニメ版では回収され、銀鳳騎士団が本国に持ち帰っている。
登場当時の周辺技術水準では、飛空船類に装備し大気中のエーテル分圧の低い低空で使用した場合、源素浮揚器（エーテリックレビテータ）が必要とし、源素供給器（エーテルサプライヤー）から供給されるエーテルを鯨飲馬食する為、飛行時間の極端な減少を招く問題があった。
源素過給機（エーテルチャージャー）
Web版に登場。パーヴェルツィーク王国の竜闘騎（ドラッヒェンカバレリ）に実装された装置で、常用はせず、使用時には魔力転換炉（エーテルリアクタ）の出力が上がり、竜闘騎は最大速度を発揮できるが、長時間の使用はできない。又少なくともリンドヴルム中央船体の法撃戦仕様機魔力転換炉にも実装されており、大量の魔力が必要な時にのみ稼動させている。
結晶筋肉（クリスタルティシュー）
幻晶騎士（シルエットナイト）及びそれを流用した機器・幻晶甲冑の筋肉パーツ。各種機器用の魔力動アクチュエータ。触媒結晶を錬金術で加工した物。魔力転換炉から生み出された魔力を一時的に保持する性質を持ち、飛空船（レビテートシップ）やウォールローブや板状結晶筋肉等では蓄魔力能力の為に使われる。
綱型結晶筋肉（ストランド・クリスタルティシュー）
エルの発案を元に、ライヒアラ服飾学科の協力の下、同騎操士学科で開発された。
繊維状のまま使用していた結晶筋肉を綱状に縒り合わせた結果、従来品と比較して出力は1.5倍、耐久性は10倍という大幅な向上をもたらした。消費魔力は向上した出力相応で、畜魔力能力は質量・体積相応のため、従来の結晶筋肉より魔力切れに陥り易くなった。
板状結晶筋肉（クリスタルプレート）
幻晶騎士の綱型結晶筋肉化による魔力切れを避ける為、アディの発案をエルとダーヴィドが取り纏め、ライヒアラ騎操士学園錬金術師学科（Web版 では同学科ラッセ・カイヴァントの元で）で開発された、魔力蓄積に特化した結晶筋肉の内、特に板状に成形された物。実用化以後、魔力蓄積パーツとして各所で使われた。
蓄魔力式装甲（キャパシティフレーム）
板状結晶筋肉と通常装甲材を一体化させた装甲。幻晶騎士の綱型結晶筋肉化による早期魔力切れを引き延ばす為やウォールローブ他での、板状結晶筋肉実装法の一。
金属内格（インナースケルトン）
幻晶騎士及びそれを流用した機器の骨格。
外装（アウタースキン）。
幻晶騎士及びそれを流用した機器の外装鎧。
眼球水晶
幻晶騎士及びそれを流用した機器（アニメ版飛竜戦艦（ヴィーヴィル）等）に装備された外部ビデオカメラ。眼球水晶を収容し保護し撮影向きを変えるためだけに、幻晶騎士に巨大な頭部を必要とする、現在の地球のビデオカメラと比べて桁違いに巨大な機器。ただし白昼から暗夜・暗所に至るまで、幅広い光束に対応している描写と併せ、ティラントーには「幻晶騎士の視覚装置である眼球水晶には闇を見通す機能はなく、そのため街角のそこかしこには松明が焚かれていた」と暗所対応に限界がある記述もある。
幻像投影機（ホロモニター）
幻晶騎士及びそれを流用した機器（アニメ版飛竜戦艦（ヴィーヴィル）等）のコクピット内部に装備された外部視界モニター。文庫版8巻までの挿絵にはないが、厚さ・奥行きは不明ながら漫画版・アニメ版では直径数十インチ級の丸形ディスプレーが多く使われており、漫画版には横長の四隅を欠いた膨らみ気味の長方形もある。白昼から暗夜・暗所に至るまで、幅広い光束に対応している。
魔導兵装（シルエットアームズ）
幻晶騎士及びそれを流用した機器の遠距離用武装。
銀線神経（シルバーナーヴ）
銀を線状に加工した魔法術式・魔力伝達素材。
背面武装（バックウェポン）
エル発案の補助腕を使った幻晶騎士それを流用した機器用の（新型）武装及び火器管制（システムファイアコントロール）システム。
補助腕（サブアーム）
幻晶騎士用魔導兵装の収容・展開・目標への指向だけを行う簡易な腕として誕生したが、後にアルディラッドカンバーの可動式追加装甲、イカルガの執月之手、ヴェイロキノスの可動式攻撃腕、アニメ版ソードマン・デッドマンズソードの可動式攻撃腕もどき等の、近接格闘戦用としても発展した。
紋章式認証機構（パターンアイデンティフィケータ）
エルが発案した幻晶騎士盗難防止用の専用認証システム。銀製の短剣型をしており、全ての幻晶騎士に導入されて騎操士の身分を表す代名詞となる。Web版 では幻晶甲冑にも実装されている記述がある。
可動式追加装甲（フレキシブルコート）
エル発案の補助腕を応用した幻晶騎士の防御装備。
ライトニングフレイル
エル発案の幻晶騎士の直接電撃兵装。
魔導飛槍（ミッシレジャベリン・ロングジャベリン）・魔導短槍（ショートスピア）
幻晶騎士が使う大型の飛槍（ジャベリン）に、推進・姿勢制御用の触媒結晶と、魔力と魔法術式を伝える銀線神経を繋げた有線誘導ミサイル。誘導限界距離＝有限の銀線神経長を越えると、切り離し用術式により銀線神経を切り離して制御・推力を失い慣性飛行（弾道飛行）する。地球の有線誘導ミサイルの通信線がミサイルから繰り出されるのと異なり、発射機傍に設けられたウインチから銀線神経が繰り出され、銀線神経を巻き上げ牽引する事も可能で、切り離された銀線神経はウインチによって巻き取られ、次弾が再装填される場合手作業で次弾に再接続される。作中の描写によると、魔法こそ用いるものの、誘導ミサイルでは最も原始的な手動操縦指令誘導世代相当で、誘導には特別なセンスが必要で、普通の騎操士では、適性があっても同時に一発を誘導するのが精々で、複数を同時誘導できる騎操士はかなり限られているが、その代わりに飛行進路を自由に遠隔操縦できるなど自由度が高い。
エル発案・ダーヴィド試作指揮で、（旧）クシェペルカ王国に遠征中の銀鳳騎士団内で開発された。作中人類開発の物としては、イカルガの執月之手（ラーフフィスト）に続く誘導飛行兵器（ミサイル）。弾頭には徹甲弾頭や魔獣油を詰めた樽の焼夷弾頭が作中使われた。
ランチャーには軌条腕（レールアーム）が使われ、その装備や発射形態により、外付けの垂直発射式連装投鎗器（バーティカルロンチドジャベリンスローワ）や、単発式の魔導飛槍投射器や、超多連装（文庫版対空衝角艦（ジルバヴェール）では128連装、TVアニメ版対空衝角艦では124連装、黄金の鬣（ゴールデンメイン）号では16連装等）を内蔵した内蔵式多連装投鎗機（ベスピアリ）と呼ばれた。運搬・発射プラットフォームには幻晶騎士・飛空船が使われ、対空・幻晶騎士・魔獣攻撃に使われた。
後に小型連装投鎗器（アトラトルポッド）をランチャーとする飛翔騎士用の小型軽量・短射程・高加速度の魔導短槍（ショートスピア）が登場し、在来型の魔導飛槍（ミッシレジャベリン）は「ロングジャベリン」と呼ばれるようになり、孤独なる十一（イレブンフラッグス）では飛空船殺しやクシェペルカの魔槍や飛空船殺しの魔槍と呼ばれる。
コントロールを行う者の能力技量次第では、銀線神経を魔法で強化し千切れないようにし、切り離し用術式をキャンセルし外れない様にして打ち込んだ標的を拘束し、銀線神経を伝って移乗攻撃する事も可能で、切り離し用術式を再起動し任意に切り離すことも可能。
複合型空対空槍（トライデント）
格闘用の騎槍と魔導飛槍を集約した飛翔騎士専用装備。側面に魔導飛槍（ロングジャベリン）二本が添えられた、中央の長い騎槍状の槍を飛翔騎士が手に持つ、三本の槍を並べたような形の武装。魔導飛槍を直接空中に投下・発射する事を前提に軌条腕を省略し、大幅な機構の簡略化と軽量化を成した。
エーテル
大気中の成分の一。上空程分圧が高くなる。固体化した物を源素晶石（エーテライト）と呼び、地中から採掘した源素晶石を地上に放置すると、自然にエーテルを昇華し消滅する。
地表付近高度の希薄なエーテル適応した人類を含む生物には、高空などの高濃度エーテルは有害である。
魔導演算機（マギウスエンジン）から、銀線神経（シルバーナーヴ）で結線した源素供給器（エーテルサプライヤー）内の源素晶石からのエーテル昇華量は制御可能。
源素浮揚器（エーテリックレビテータ）により集められた高濃度エーテル魂の周囲に形成される浮揚力場（レビテートフィールド）は物体を浮揚させ、外力を加えない限りその浮遊高度はエーテル魂内のエーテル量により決定し、そのエーテルが多い程その高度は上がる。
魔力（マナ）
この世界の生物は全てエーテルを体内に取り込んで魔力（マナ）に精製でき、更に体内にある程度ためることができる。
魔法
魔力（マナ）を現象へ転換する技術である、具体的には、燃料に例えられる魔力に魔法術式（スクリプト）で内容を決めて、触媒を介して現象として発現させる。
魔法術式（スクリプト）
それぞれ現象ごとに決まった図形で表される。基本的な現象を発現するための基礎式（エレメント）と、それをつなげて使うための制御式に分かれる。
魔術演算領域（マギウス・サーキット）
魔法術式（スクリプト）を構築し処理する、この世界の意志ある生物なら必ず有する機能であり、脳内仮想器官。
触媒結晶
魔法生物が魔法を使用する為の触媒が結晶化した物質。人類は触媒結晶を体内に有しないので、素では魔法を使えないが、身近の触媒結晶及びその加工品を通じて魔法を行使することは可能。魔法生物体内の他に、地中からも採掘される。
杖
人類が魔法を行使する為に一般に携帯する、触媒結晶を先端に取り付けた杖状の物体。
ウィンチェスター（I&II）
エルネスティが魔法を行使する為にハドソンに特注で造らせたレバーアクション銃形の折りたたみ式銃剣付き杖の固有名詞・またはモデル名。ウィンチェスターライフルに由来するネーミングで、形状は前世時所有していたウィンチェスターM1894の遊戯銃をベースとしている。一般名詞としては銃杖（ガンライクロッド）とも称する。「I&II」と区別されるのはWeb版で、文庫版では最初に制作された方と、次に制作された方は区別されない。なお、Web版ではIとIIは同時にエルに引き渡されている。
エルは受領後一緒に造らせた鞘に収め、腰回りに装着しほぼ常時携帯している。
ヴァーテックス
Web版でのキッド・アディ用の銃スタイルの杖（ガンライクロッド）のモデル名で、拳銃形。ライヒアラ騎操士学園騎士学科野外演習で、ヤントゥネンに向かう馬車の屋根上で、エルよりキッドに少なくとも一挺が、アディに少なくとも二挺が渡された。
ガーンデーヴァ
文庫版でのキッド・アディ用の銃スタイルの杖（ガンライクロッド）のモデル名で、拳銃形。エル設計で、テルモネン工房制作。
キッドは一挺を常用し、比較的大振りな剣にガーンデーヴァを取り付けることがある。アディは二挺を常用し、細身の剣二振（双剣流）にガーンデーヴァを各一挺取り付けることがある。
ホワイトミストー
木の種類の一で、その木材も意味する。以後その木材について述べる。木材としては例外的に魔力を良く伝達する。杖の柄に多用される。カササギの魔法術式伝達素材に用いられ、巨人族（アストラガリ）用魔導兵装（シルエットアームズ）機能材兼構造材としても用いられた。
悪魔の書
Knight's & Magic Side Story03 ドワーフたちの憩いの時に登場した、飛空船技術解説書の国立機操開発研究工房（シルエットナイトラボラトリ）に於ける呼称。読んだ者が、読みふけってしまう余り、空腹で倒れたりしたりする事に因む。銀鳳騎士団鍛冶師隊全員が飛空船技術について好き勝手極まりなく書いた落書き帳を、バトソンが編集した書。技術的な内容について微に入り細を穿ち記されており、鍛冶師たちの理解を大きく手助けて、フレメヴィーラ王国では早期に飛空船を生産することができたと評価される。

### 魔獣
総じて何らかの魔法が使える獣のことを指す。討伐するのに必要な戦力で、師団級魔獣（幻晶騎士一個師団＝約300騎）、旅団級魔獣（幻晶騎士一個旅団＝約100騎）、決闘級魔獣（幻晶騎士一騎分）等と、個体評価は討伐するのに幻晶騎士何機分が必要になるか（等級が決められた時期が昔であるため旧型基準）で判断される。他にも小隊～大隊級といったランクもある模様。決闘級未満の弱い魔獣は小型魔獣とされる。
虫形飛行魔獣（小）
アニメ版に登場。正式名称不明。エルネスティ転生後の冒頭で、エルネスティ達が搭乗するキャリッジ（二頭立て四輪旅客馬車）を襲撃する。馬を食するなど肉食。サイズは同馬車本体と同規模。ラウリとセレスティナの反撃で討たれた。
虫形飛行魔獣（大）
アニメ版に登場。正式名称不明。エルネスティ転生後の冒頭で、虫形飛行魔獣（小）が討たれた直後現れ、他の生物（死体含）に見向きもせず停車中の箱馬車車両を襲撃。魔獣が箱馬車車両内のエルネスティを視認できたとは思われないので、目的は不明。マティアス他一名が操縦する幻晶騎士二騎との戦闘で討たれた。サイズは幻晶騎士より一回り以上大きい。
ドラゴン
Web版・文庫版で、魔法でブレスを吐く魔獣として例示された物。文庫版では最強の魔獣といわれると説明されている。Web版では3歳以後のエルネスティに対する家庭内初期教育内容の一部であり、文庫版ではセレスティナが5歳のエルに施した家庭内初期教育内容の一部。後述の竜・竜属（ドレイク）との関係は不明。
陸皇亀（ベヘモス）
巨大な陸ガメのような姿の師団級魔獣。作中に登場した魔獣としては最上位クラス。尻尾がハンマー状になっており甲羅にあたる部分には自重を支えるために強化魔法を使う器官が備わっている。口からは強力なブレスを吐く。その心臓は幻晶騎士100体分にも相当するとされる魔力を生み出し、大魔力に支えられた強化魔法で守られているため生半可な攻撃では傷つけるのも困難。
陸皇事変では、王国守備隊の幻晶騎士を壊したことでエルの怒りを買い、左眼に刺さった剣から直接脳髄に電撃魔法を叩き込まれて死亡。肉体は強化魔法の維持が失われて自重で自壊した。この時討伐された個体の心臓より採取された触媒結晶をエルが加工し、幻晶騎士100体分もの魔力を生み出す規格外の大型魔力転換炉「皇之心臓（ベヘモス・ハート）」が製作された。
風蜥蜴（スタッカートリザード）
陸皇事変において、陸皇亀（ベヘモス）に追い立てられて、クロケの森奧中で集合したライヒアラ騎操士学園中等部上級生集団、及び同森浅部中の同学園同部1年生及び教師集団に突入してきた魔獣群中の一種。首が華奢。
剣牙猫（サーベルキャット）
陸皇事変において、陸皇亀（ベヘモス）に追い立てられて、クロケの森奧中で集合したライヒアラ騎操士学園中等部上級生集団に突入してきた魔獣群中の一種。
棘頭猿（メイスヘッドオーガ）
陸皇事変において、陸皇亀（ベヘモス）に追い立てられて、クロケの森奧中で集合したライヒアラ騎操士学園中等部上級生集団に突入してきた魔獣群中の一種。短く節くれだった角を頭頂部一面に生やした、全高3m程の猿状の魔獣。風蜥蜴・剣牙猫より強力で、学生複数名で漸く1匹に対し抗し得る程の戦闘力を有す。
地砕蚯蚓（シェイカーワーム）
クヌート・ディクスゴード公爵に召喚された、テレスターレ及び開発に携わったライヒアラ騎操士学園学生騎操鍛冶師（ナイトスミス）と騎操士（ナイトランナー）達及び、召喚使たるカルダトア部隊を含む朱兎騎士団一行の隊列を雨中襲撃した、巨大（直径1m 全長20m級）な蚯蚓型の魔獣群（約10頭）。先端は大量の小さな甲殻にびっしりと覆われ、一面に並んだ小さな甲殻を（同心円状にと思われる）互い違いに回転させる事により地中を掘削し土砂を取り込み、含まれる生物を体内の貫通する長い腸で消化吸収する肉食。腸内で吸収されずに残った土砂は後端から排出して推進力とし、地中をかなりの速度で移動する。地上の生物他も地中から飛び出して襲う。隊列一行に討たれた。
ヌシ
前述の地砕蚯蚓（シェイカーワーム）群の中で、特に巨大（直径6m 全長100m級）な一頭に対し、戦闘中にエルネスティーにより名付けられた呼称。一行のテレスターレ5騎の「4連装形態」斉射による先頭部の大ダメージで、掘削地中潜航能力を失い、一行の幻晶騎士（シルエットナイト）群刀剣攻撃で討たれた。

鎧熊
カザドッシュ事変において、ダリエ村を襲撃した十匹を越す決闘級魔獣及び相当数の中型以下の魔獣群中の一種。作中人を匂わせる“何か”を食しており肉食性（或いは雑食性）と思われる。また同事変末期、奪取され逃亡するテレスターレと追跡するフレメヴィーラ王国部隊の間に割って入り、テレスターレの足跡を踏み消した魔獣群中の一種。本来個別の縄張りを持ち、共に行動する魔獣ではない筈であり、呪餌（カースドベイト）により集まり暴走した。
鈍竜
カザドッシュ事変において、ダリエ村を襲撃した十匹を越す決闘級魔獣及び相当数の中型以下の魔獣群中の一種。また同事変末期、奪取され逃亡するテレスターレと追跡するフレメヴィーラ王国部隊の間に割って入り、テレスターレの足跡を踏み消した魔獣群中の一種。本来個別の縄張りを持ち、共に行動する魔獣ではない筈であり、呪餌（カースドベイト）により集まり暴走した。
炎舞虎
カザドッシュ事変において、ダリエ村を襲撃した十匹を越す決闘級魔獣及び相当数の中型以下の魔獣群中の一種。また同事変末期、奪取され逃亡するテレスターレと追跡するフレメヴィーラ王国部隊の間に割って入り、テレスターレの足跡を踏み消した魔獣群中の一種。本来個別の縄張りを持ち、共に行動する魔獣ではない筈であり、呪餌（カースドベイト）により集まり暴走した。
殻獣（シェルケース）類
外骨格に相当する甲殻を有するヤドカリのような形状をした、6本の歩行脚と2本の鋏脚を有する魔獣。
蟻によく似た社会性昆虫のごとき生態を持っており、群の女王のみが卵を産み、体内で孵化させ、出産する。女王毎に大規模な群を形成し、新女王が誕生すると巣分けをする。大規模な群の脅威は師団級魔獣に匹敵する。兵隊蟻に相当する兵士殻獣は決闘級魔獣程度だが、女王ともなると旅団級魔獣に認定されている。
web版の撃刺巻貝（デッドリーシェルケース）の設定を元に、群の規模を巨大化し、機能別の高度な社会性設定が追加された魔獣。
女皇殻獣（クイーンシェルケース）
殻獣類で成熟すれば唯一産卵・出産能力を持つ個体で、卵胎生であり、群を率いる旅団級魔獣。
一般的には、産卵・出産能力を持つ前に巣分けにより群の一部を率いて親から分かれていく性質を持つ。成熟した女皇殻獣は殻を持たず、代わりに産卵・孵化・出産機能を持つ胴体の数倍に達する孵卵殻（インキュベートシェルター）を胴体下に吊すため、とても歩行脚が長く、群中最大の個体となる。孵卵殻は外部からの攻撃で失われても再生するが時間は掛かる。殻獣の災禍の女皇殻獣は、稀に起こる巣分けの遅れにより、孵卵殻を有して大規模な群を率いるようになった個体で、通常の巣分けと異なり大被害が予想されていた。アニメ版ではベヘモスと同等の大きさに描写されている。
このとき討伐された女皇殻獣の触媒結晶を加工して、エル自身の手で普及品の魔力転換炉とは比較にならない大魔力を生み出す中型魔力転換炉「女皇之冠（クイーンズコロネット）」が製作された（Web版 では登場しない）。
撃刺殻獣（デッドリーシェルケース）
前方に長い槍のような砲身となる鋏脚とカウンターウエイトとなる細長い殻を後方に延ばした殻獣。
肺から鋏脚内へ送り込んだ空気を魔法で爆発膨張させ、鋏脚砲身内に生成した棘弾を敵に射出し直射砲撃する、中距離直射砲撃殻獣。棘弾は連射可能。
砕甲殻獣（デモリッションシェルケース）
兵士殻獣の数倍で、幻晶騎士の全高をも凌駕する程の巨体で、相応に大質量であり、頑強な甲殻に覆われるが、殻は相対的に小さい殻獣。
単体の強力な格闘攻撃・防御力を以て敵を打ち破る。
兵士殻獣（ソルジャーシェルケース）
巨大な鋏脚と殻を有するヤドカリのような形状をした一般兵級の殻獣。
蟻では働き蟻に相当する。単体では辛うじて決闘級魔獣に相当する脅威だが、損害を意識する必要のない数を頼りに敵を打ち破る。
撃刺巻貝（デッドリーシェルケース）
Web版のみに登場する、殻獣類設定の元ネタとなった外骨格決闘級魔獣。
数匹単位の小規模な群れで行動し、その“巣：わな”として人間の村などのある程度開けた場所を求める習性があり、別名“村喰らい”とも呼ばれる。
人間を含む肉食性。概ね兵士殻獣と同様の形状で、肉体である殻と2本の鋏脚と本数記述無しだが複数の歩行脚を有し、鋏脚と殻に沢山の棘を有する。少なくとも殻の棘は毒針になっており、殻の表面に送り込んだ空気を孔から吐き出す際に、大気操作系の魔法を使用して発生した急激な膨張圧力で、殻表面をびっしりと覆う細かな刺を吹き飛ばし、標的域に大量毒針一斉曲射散布攻撃する。自種の毒針に対する解毒能力がある。

竜・竜属（ドレイク）
飛竜戦艦（ヴィーヴィル）意匠の元となった魔獣。作中未登場で、実在・現存の有無は不明だが、クシェペルカ王国人を筆頭に西方諸国人が現存しないようなニュアンスで話していたのに対し、フレメヴィーラ王国人は「伝説の」と言う者もいたが、「魔獣――それも竜属（ドレイク）」と現存する魔獣のようなニュアンスで捉えていた者達もいた。
後の浮遊大陸でのweb版リンドヴルム＝文庫版飛竜戦艦級登場時には、「古に滅びし竜（ドレイク）」との記述があり、「竜（ドレイク）……って、西方諸国（オクシデンツ）が成立したあたりで既に消えたんじゃなかったか」との台詞がある。前述のドラゴンとの関係は不明。後述の「竜なるものの王・竜の王・竜（ドレイク）モドキ」はその一種で生き残りと見られていたが、実際には竜とは限らない生物死骸を利用したものであった。
剣舞鳥（ブレイドダンサー）
文庫版では近衛騎士団付特設飛空船団の通称「近衛便」、Web版本編では近衛内特設飛空船団の通称「定期便」、即ちフレメヴィーラ王国の東部国境への兵站飛空船を十余頭で襲撃し、強化魔法で自身を鋭い槍の穂先とし飛空船に穴を穿ち、荷物の一部を失われしめるも、何とか振り切られた決闘級翼竜型魔獣。翼を有し、羽ばたいて飛行上昇し、畳んで急降下し、不気味な声で鳴き、縄張り空域を有し、経空侵入者を攻撃する。
トゥエディアーネ量産配備開始後、編成された紫燕騎士団キヴィラハティ中隊の能力実証戦闘相手に、同空域の同群れが選定され、キヴィラハティ中隊及び予備兵力の銀鳳騎士団の一部は同空域に侵入、剣舞鳥の群れの排除に成功し、紫燕騎士団キヴィラハティ中隊とトゥエディアーネの実戦能力が証明された。
単体空中浮遊巣らしき物と小型飛行魔獣
第二次森伐遠征軍・先遣調査船団が、穢れの獣（クレトヴァスティア）の前に遭遇した、ボキューズ大森海に生息する飛行魔獣の一種で、単体空中浮遊巣と思われる物とそこから出てくる小型飛行魔獣群からなる。巣らしき物は遭遇地点付近に複数空中浮遊しており、殻とも言い辛い岩石の様に見えるごつごつとした形状の塊で、幻晶騎士（シルエットナイト）の数倍規模で、常時は只それだけで空中に浮遊している。異常を感知したと思われる状況では、その表面に数箇所小さな穴が開き、中から小型飛行魔獣群が多数這い出てくる。小型飛行魔獣は人間規模で、羽毛も無いつるりとした外面の涙滴形をしており、鰭とも膜ともつかぬ器官を伸ばすと空中を泳ぎ始めるが、鰭とも膜ともつかぬ器官は羽ばたかずとも推進しているので、魔法的方法で推進すると思われる。小型飛行魔獣は飛行中に膨れ上がると外部からの法撃で爆発する。外部からの刺激無く自力で爆発するか否かは作中記述は無いが、この爆発（作中では自爆と表現）を攻撃手段としていると判断された。イカルガの銃装剣（ソーデッドカノン）で巣らしき物を法撃爆砕すると、飛び散り落下する岩の様な巣の破片と共に、体液や肉片の様な物も含まれ、巣の中には本体か親玉がいるとエルネスティは推定した。多数の巣らしき物群へのイカルガの法撃を受け、小型飛行魔獣群は多数の巣らしき物群へ舞い戻り、その表面に張り付いてそれを推して船団から退避した。
穢れの獣（クレトヴァスティア）
第二次森伐遠征軍・先遣調査船団が進発二ヶ月後に初めて遭遇した、ボキューズ大森海に生息する蟲型魔獣の一種で、大森海の生物の頂点に位置する最強の魔獣種。
魔獣の甲殻を溶かすために非常に強い酸性を持つ体液を獲得しており、金属ですらあっという間に溶解させる。幻晶騎士などを構成する鉄材に対するその腐食速度描写は、地球人が知る如何なる常温常圧液体よりも凄まじく、発生する（水素）ガスなどによるライデンフロスト効果類似現象による腐食遅延も無く、魔法など何らかの特異現象が生じているものと思わせる。このため森の生物だけに限らず幻晶騎士の天敵にもなっている。この体液は高い揮発性と強毒性も有しており、体液がまき散らされると瞬時に致死性の霧が発生。この霧は瘴気と呼ばれ、人間程度の強度の生物では吸入すると即死する。巨人や魔獣でさえ耐えるのは困難で、瘴気に包まれた一帯は文字通り死の世界と化す。本来なら何物にも束縛されない存在であるが、アルヴの滅びの詩によって操られ、ルーベル氏族の手駒となっていた。
一回り大きく赤い甲殻を持つ指揮官的な個体は生体改造されて幻操獣騎となっており、騎操士を乗せて穢れの獣の群れを統率する。そのため人間の戦術による部隊行動が可能となっており、より群れの脅威度を増していた。オベロンが操っていた幻獣騎士は、大森海脱出後に浮遊大陸へと流れ着き、彼の手で新しい魔王とすべく育成された。
魔王
穢れの獣の王に相当する個体。1つの街と同規模の巨体ながらも空をも飛べる魔獣。穢れの獣の発着場としての役割も持っており、空中要塞と形容されている。
経緯は語られていないが、水晶球に封じられた小王の両親を中枢に埋め込む事によって制御され眠らされていた。この中枢は同族以外の魔法を妨害する滅びの詩を発動して穢れの獣を操るが、それだけに留まらずアルヴ（Web版ではエルフ）の多様な攻撃魔法を魔王のとてつもない魔力を用いて発動するため、ただでさえ強大な魔王の戦闘力が更に高まっている。機械化された中枢だけでなく生体も改造も受けており、防衛機構として下半身が魔王の触腕と一体化した幻獣騎士の軍団を体内に格納しており、必要に応じて展開する。
巨人戦争において覚醒させられるが、マガツイカルガを操るエルネスティとアデルトルートによって中枢は破壊され、内部からのマガツイカルガの攻撃と外部からの飛空船団による度重なる法撃で身体が真っ二つに折れ墜落。ここに穢れの獣という魔獣種はほぼ駆逐された。墜落地点は多量の瘴気によって死の大地と化し、穢れの獣を戦に用いた愚かな行為への戒めとして巨人族に長らく伝えられていくことになった。
魔王（魔人体）
オベロンが操縦していた幻操獣騎の成長した姿。浮遊大陸へと逃れた最後の穢れの獣でもある。魔王（竜王体）の内部に潜んでいた。竜王体が使っていた酸性弾や囁きの詩はこの個体が中で発動していただけだった。時間をかければかつての魔王に迫るほど成長するが、現在は成長途上なので身体が不安定であり、そのために普段は竜王体を纏って身を守っていた。リンドヴルムの竜炎撃咆（インシニレイトフレイム）の一撃により、纏っていた竜王体を失った。
躯体は光沢のある甲殻に覆われ、肢は細く長く昆虫のようであり、複雑な甲殻を纏い、鎧甲冑をまとった騎士にも似て、三対六本ある肢のうち上下にある二対四本が長く、人型の様にも見える。かつての魔王と違って小柄なため魔法能力は劣るが、代わりに格闘能力が高まっているためエルの操るトイボックスMk.2を追い詰めるほどの戦いを繰り広げた。
竜の王／魔王（竜王体）
「竜なるものの王」を自称し、「竜の王」「竜（ドレイク）モドキ」とパーヴェルツィーク王国の天空騎士団からは呼ばれていた。その正体は魔王（魔人体）の外殻であり、オベロンの技術で生物の死骸を継ぎ接ぎして作ったものだった。
当初、人類側からは竜属（ドレイク）の一種で生き残りの個体だと思われていた。圧倒的な巨体で、翼を有し、金属質の光沢を帯びた眼が多数見える岩石じみた甲殻に覆われた甲殻が折り重なった異様な頭部の先端部が開くと、乱杭歯を露われる。長く伸びた首の根元にはずんぐりとした胴体がある。突き出た甲殻から薄い羽根を広げ、それとは別に短く不格好な腕があるなどの醜悪な姿。その咆哮は、ただ音として広がるだけではなく、人が耳を覆ったところで止まらずに伝わってきて、頭痛ともまた異なる、例えるならば頭の中に無理やり何かをねじ込まれるような不快感を人に与える。圧倒的な巨体が魔法現象によって生じたと思われる周囲の景色を歪めるほどの猛烈な気流と共に空中に浮遊する。テレパシーだか超音波だかじみた方法で人類と意思疎通が可能。風雷の魔法で攻撃可能。共食いすら行う混成獣（キュマイラ）に命じて統制可能。前述の魔王と同様に、魔法演算回路（マギウスサーキット）への干渉により意思を、思考を伝える能力を有する。これらは混成獣を従える過程において、小王により滅びの詩を応用し開発された囁きの詩と呼ばれる魔法装置で、生物の魔法演算領域を通じて思考情報を伝達する装置で、ある種の無線通信としての利用が可能であるが、調整が不十分で思考の伝達には激しいノイズを伴った。
周囲の宙に無数の火球群を生み出し目標に投射し、火線群とする攻撃が可能。穢れの獣由来の高腐食性白煙霧吐息（ブレス）を同様に口から噴射し、命中すればパーヴェルツィーク王国通常級飛空船やリンドヴルム格闘用竜脚をも腐食瞬殺可能。
浮遊大陸禁じの地調査制圧に向かった、パーヴェルツィーク王国天空騎士団右近衛を目的地付近で混成獣（キュマイラ）群を排除の目処が立った頃に一体出現、飛行を開始し、混成獣群を率い統制して同騎士団艦載機群と戦闘に入り、これらを少なからず撃破し、退けた。
後に混成獣やハルピュイア達を率い、パーヴェルツィーク王国と黄金の鬣号の捕虜引き渡し交渉の場を襲撃。天空騎士団と全面戦闘になった。竜頭騎士シュベールトリヒツとトイボックスMk.2が作り出した隙にリンドヴルムの竜炎撃咆を叩き込まれ、魔王（竜王体）は崩壊した。
鳴報鳥（リンギンバード）
ボキューズ大森海巨人族（アストラガリ）圏に多数生息する、翼を広げれば10mは下らない規模の巨鳥形決闘級魔獣。樹上に木の枝や葉を編んだ巣を作り、そこで少なくとも一時期は一頭で夜間を寝て過ごす。魔獣の中でも穏やかな性質をもった種であり、人間を餌とせず、己の脅威とならない存在はまったく気にしないが、少しでも脅威を感じると敏感に反応し、強烈な鳴き声をあげて同族へと警告するため、鳴報鳥（リンギンバード）の名がついた。
ボキューズ大森海巨人族（アストラガリ）圏に取り残されたエルネスティとアデルトルートは、その初期にこの巣で鳴報鳥を枕として夜間睡眠し、その間巣の片隅に降下甲冑（ディセンドラート）を置かせてもらった。それを可能とする鳴報鳥の習性を二人が知っていた事より、鳴報鳥はフレメヴィーラ王国をも生息域としていると推定される。
鷲頭獣（グリフォン）
浮遊大陸上空に出現した、フレメヴィーラ王国では知られていない種類の魔獣。決闘級魔獣級の巨体。イオランダは「伝説の魔獣」と語っており、以前から知っていた模様。以前からハルピュイアと友好関係にあったシュメフリークでも、その存在が知られていた可能性が高い。
翼をはためかせて飛行する。飛行速度は最速級飛空船（レビテートシップ）黄金の鬣（ゴールデンメイン）号を上回る。前方に突き出た首は鷲に似て、鋭い嘴を備え、体長の殆どを占める巨大な翼と、その下にはまた巨大な身体があり、そこから陸の獣の如き四本の足が突き出ている。強力な風の系統魔法を操り、口より嵐の吐息（ストームブレス）攻撃を行う。ハルピュイアの鷲騎士（グリフォンライダー）が胴体上の鞍に騎乗し、人一人を咥えて、他の鷲頭獣・三頭鷲獣に遅れ気味ながらも、飛行可能。エージロが使う若い個体ワトーでも、エージロとアーキッドの二人乗り飛行が可能。人語を解する。乗用家畜としてハルピュイアが多数飼育している。鷲頭獣と鷲騎士の組み合わせは決まっている。はぐれの鷲頭獣も存在する。
恐らくは三頭鷲獣（セブルグリフォン）に率いられ、黄金の鬣号他一隻の飛空船を襲撃した。源素晶石（エーテライト、ハルピュイア側呼称「虹石」）鉱床確保・採掘を目的として、浮遊大陸を征服すべく派遣された十一（イレブンフラッグス）飛空船船団と戦闘を行い、その駆除・狩猟対象となっているが、死体は特に利用されていない描写となっている。
三頭鷲獣（セブルグリフォン）
浮遊大陸上空に出現した、フレメヴィーラ王国では知られていない種類の魔獣。翼をはためかせて飛行する。飛行速度は最速級飛空船（レビテートシップ）黄金の鬣（ゴールデンメイン）号を上回る。前述の鷲頭獣（グリフォン）を三つ首にした形状だが、鷲頭獣のなかでも飛びぬけた巨体を持つ個体。首の一つから風、もう一つから炎、最後の一つから雷を、同時に放射し、黄金の鬣号からの対空炎弾を吹き散らし、攻撃に用いる事も可能。登場した一頭はスオージロが騎乗飛行している。少なくともこの一頭は乗用家畜として飼育されている模様。
騎乗するスオージロにより、鷲騎士（グリフォンライダー）が騎乗する鷲頭獣（グリフォン）群を率いて、黄金の鬣号他一隻の飛空船を襲撃し、後に源素晶石（エーテライト、ハルピュイア側呼称「虹石」）鉱床確保・採掘を目的として、浮遊大陸を征服すべく派遣された十一（イレブンフラッグス）飛空船船団と戦闘した。
混成獣（キュマイラ）
Web版本編に登場。鷲頭獣（グリフォン）と翼を分かった獣。鷲頭獣とは異なり醜悪で、およそこの世にある魔獣の中でも抜きんでて奇怪な姿の魔獣。四つ足の獣としての姿と、一対の翼を備える。鷲頭獣と比べて一回り以上は大きな体躯を持ち、全体がごわついた体毛に覆われている。獅子に似てうねるような鬣を有する首と、山羊に似てねじくれた角を有する首と、鷲に似て歪な嘴が突き出している首の、三つの首を備える。鷲の頭はしわがれたような奇怪な鳴き声で、大気操作の魔法を行使し、混成獣自身を一時的に高速飛行させる。獅子の口からは魔法により長く伸びる炎を吐き出し、山羊の口腔に構成される魔法術式によりその角から雷撃を投射できる。三頭鷲獣（セブルグリフォン）を上回るであろう、強靭さを備えた躯体を有する。完全重装備の近接戦仕様機（ウォーリアスタイル）トイボックス（Mk.2）に、空中飛行中に飛び乗られても飛行継続可能な飛行能力を有する。
浮遊大陸禁じの地調査制圧に向かった、パーヴェルツィーク王国天空騎士団（ルフトリッターオルデン）右近衛（リヒティゲライエンフォルゲ）を目的地付近で多数出現し襲撃し、同騎士団艦載機群と無尽蔵にも思えるほどの生命力と高い戦意をで戦闘に入り、損耗して劣勢になるも、竜の王の参入で盛り返し、同騎士団艦載機群を退けた。後述の「竜の王」の命令があれば、ハルピュイア騎乗を許す。
後に後述の「竜の王」直卒の元、ハルピュイアを乗せ、パーヴェルツィーク王国と黄金の鬣（ゴールデンメイン）号間の捕虜引き渡し交渉中を襲撃し、パーヴェルツィーク王国天空騎士団と全面戦闘になった。
魔法生物(マギカクレアトゥラ）
最初に目撃されたのは、浮遊大陸でパーヴェルツィーク王国が採掘していた源素晶石（エーテライト）鉱山の坑道内。全身からうっすらとした光を放っているミミズ状生物として出現し、身体の先から強力な風魔法を放って鉱夫達を吹き飛ばし、採掘効率を著しく悪化させていた。当初は化け物ミミズ・光るミミズと呼ばれていたが、後に魔法生物である事が判明した。一見魔獣の様に見えるが実際はその身体はエーテルによって構成されており、存在そのものが魔法現象に近い性質を持つことからエルネスティが魔法生物と名付けた。
Web版195話の解説によると、意思を持ち生物のように振る舞うエーテルの集合体というのがその正体らしく、こういった性質を持つため地上のどの生物よりもエーテルの扱いに長けている。そのため、エーテルを直接操って大規模かつ様々な魔法現象を息をするように引き起こせる。このように強大な力を持つ代わりにその制御は極めて大雑把らしく、とりあえずで起こした魔法現象が史上最大規模の天候制御級魔法（ハザード・スペル）となってしまうなど、言ってしまえばただの身じろぎが世界の脅威となってしまう。魔法術式も容易にハッキング可能で、幻晶騎士は簡単に制御を奪われ、人でさえ操れてしまう。身体は不定形なため自由に変形できるようで、今回はミミズの様な細長い形態を好んでとっていたとのこと。
大型と小型の二種類の魔法生物が存在するが、これらは実際には全て同一の個体であって、小型の物は本体の大型から端末としてばらまかれていただけだった。その生態は、誕生後に地中などで非常に長い時をエーテル質の殻（源素晶石の事）に籠って眠って過ごし、成体になると目覚めてエーテルの宇宙へと昇ってそこで住める場所を探して長い旅路に就くといったもの。浮遊大陸での件は、魔法生物にとっては寝床が破壊されたことで成長が不十分なまま目覚め、寝ぼけて適当に暴れていただけの事でしかなく、エルネスティがまた寝床を作ってくれたので大人しく眠りについただけだった模様。魔法生物本来の目覚めはとてつもない未来の話であり、人類の時間感覚で自然な覚醒に出会うことは恐らくないとのこと。
浮遊大陸での封印により本体や端末の殆どは眠りについたが、それから漏れていた一匹が生存を求めてイカルガ内部に潜伏。そのままフレメヴィーラ王国へ付いてきてしまい、後に第一王子ウーゼルと出会って融合したことでイカルガ・シロガネの事件が起こった。
イカルガ・シロガネ（魔獣体）
魔法生物とウーゼルによって奪われたマガツイカルガニシキが、エルに追い詰められ窮地に陥った際、魔法生物のエーテル操作で集められた大量の高濃度エーテルによって姿形が竜の様になり、機体の構成素材までもが変質。中身も魔法生物とウーゼルとイカルガの三者が融合しており、もはや幻晶騎士とは呼べない金属で出来た竜という外観の新たなる魔獣と化した。その体は装甲が置換されて地上最硬の金属「精霊銀（ミスリル）」と化しており、物理的に傷つけるのが非常に困難となっている。生き残るために逃亡時より成長し続けており、西方で確認された際には非常に巨大な龍体の頭部分に6本腕のイカルガ・シロガネの上半身がくっついた半人半蛇のような姿と化していた。ただしこれは後付けの外殻のようなもので、本体はイカルガの姿形を基にした幻晶騎士サイズの魔獣であった。
巨体だった頃はウーゼルの意識は眠りについていてほぼ本能で動く獣のようであったが、アメノイカルガ・カギリとの戦いで人間の意識が覚醒して本体が現れた後は、人の意識を持った魔獣となった。

### 事件名
森伐遠征軍
文庫版では数百年前、Web版本編では千年程前に存在した西域統一王政国家「世界の父」（ファダーアバーデン）による、オービニエ山脈越えのボキュース大森海への侵攻戦とその侵攻軍の双方を意味する。当時世界の父では既に幻晶騎士（シルエットナイト）が実用化され大量配備されており、それを用いて西域では魔獣を駆逐済みであり、一説には数百騎程が森伐遠征軍に動員されたとされる。
森伐遠征軍は、ボキュース大森海内に数多生息する陸皇亀（ベヘモス）に匹敵する程の超級を含む魔獣群による反撃で壊滅的被害を受け、這う這うの体で撤兵した。撤兵できず現地に残った部隊の一部が後の小鬼族（ゴブリン）さらに後の小人族（ヒューマン）となった。前線基地としてオービニエ山脈東側山麓に残された占領地を基に、後にフレメヴィーラ王国が建国された。但し作中の現在では当時の混乱もあり詳細は不明。
陸皇事変
文庫版では西方暦1277年春。陸皇亀（ベヘモス）1頭のバルゲリー砦及び守備隊突破に始まるフレメヴィーラ王国進入と、及びそれに追い立てられた魔獣群の大移動と、バルゲリー砦騎士団・ライヒアラ騎操士学園野外演習参加者・ヤントゥネン守護騎士団等による防衛駆逐戦。
バルゲリー砦騎士団は破壊され、駐留騎士団主力は玉砕し（若手数名は後方に連絡に派遣された）、バルゲリー砦騎士団・ライヒアラ騎操士学園幻晶騎士に死者を含む被害はあるも、常識的規模よりは遙かに低被害で済んだ。
最終的に文庫版ではバルゲリー砦騎士団長が陸皇亀の左目に突き刺して折れるも残った剣に、Web版アニメ版ではグゥエールに騎乗するエレネスティーが左目に突き刺した剣に、文庫版・アニメ版ではエルの雷撃魔法が誘電命中、Web版ではグゥエールの手より電気を直接送電して、陸皇亀は脳が感電して死亡、強化魔法を失った陸皇亀は自重で自壊し、死体は分解されフレメヴィーラ王国に回収された。
カザドシュ事変
文庫版では西方暦1277年秋。ジャロウデク王国銅牙騎士団による、カザドシュ砦からの新型幻晶騎士テレスターレ奪取、本国搬入事件。エレネスティー曰く「強奪イベント」。
以前よりジャロウデク王国はフレメヴィーラ王国・ライヒアラ学園街・ライヒアラ騎操士学園に諜報・工作員を派遣していた。西方暦1277年晩春、後にテレスターレと名付けられる事になる新型幻晶騎士（シルエットナイト）への改良が始まった頃、諜報・工作の任に当たっていたのが派遣（左遷）されていたケルヒルト率いる銅牙騎士団であり、ジャロウデク王国本国への開発された新型幻晶騎士情報と、文庫版では西方暦1277年秋その試作騎群及び開発担当学生等のカザドシュ砦に居るクヌート・ディクスゴード公爵の元への召喚・移動の本部を通じてのバルドメロ王への報告を受け、バルドメロ王よりケルヒルトへ呪餌（カースドベイト）及びヴェンドバダーラ投入を含む全手段使用許可を含む、テレスターレ奪取ジャロウデク王国本国搬入命令が下され、以後作戦はケルヒルトの現地指揮下で行われた。
受命約一週間後の昼、銅牙騎士団はカザドシュ砦近傍のダリエ村を、恐らくは呪餌（カースドベイト）を用いて魔獣群に襲撃させ、狼煙による救難要請で派遣されたカザドシュ砦駐屯の朱兎騎士団の戦力が低下し、夜になってダリエ村からカザドシュ砦へ報告を携え帰還中のダメージを受けたカルダトア二騎を襲撃、搭乗する騎操士を殺害、代わりに銅牙騎士団騎操士が操縦して、銅牙騎士団騎操士等が乗車する馬車を引き連れ、救難成功後で弛緩したカザドシュ砦に潜入させた。ぎこちない動きをし修理を要すると思われたカルダトア二騎、及びそれに続く馬車はそのまま工房に進み、工房内の鍛冶師達を殺傷、工房内を制圧、工房内のテレスターレ全5騎と新たに3騎のカルダトアを奪取、起動できなかった他のカルダトアを破壊し、逃亡にかかる。交戦の結果カザドシュ砦から脱出できたのはテレスターレ三騎、余は足止めにあたるなり撃破されるなりした。
この時カザドシュ砦内に留め置かれたエルの元へ行きたいアーキッドとアデルトルートを、ディクスゴード公の元へ連れて行く大義名分用に、テレスターレ仕様で修復されたグゥエール（改）と随伴するアールカンバーを含む一行がカザドシュ砦に移動しており、その二騎＋一行の馬車に搭載されたモートルビート二騎に騎乗したキッドとアディは、逃亡する三騎と出会い戦闘に入る。一行の内モートルビート残一騎とダーヴィド等を搭載した馬車はカザドシュ砦に到着し、エルにモートルビートを引き渡す。モートルビート駆るエルはカザドシュ砦でなおも暴れる銅牙騎士団騎操士操縦の幻晶騎士群無力化に寄与し、続いて朱兎騎士団団長モルテン騎乗のハイマウォートと共に逃亡したテレスターレを追う。
遭遇戦は、ダメージを受けたテレスターレ一騎がディー騎乗のグゥエール（改）の長時間足止めに成功、無力化し追尾に復帰するも大破・擱座したエドガー騎乗のアールカンバーと遭遇する。この間にテレスターレ一騎VSモートルビート二騎はキッドが張ったワイヤーに偶然引っ掛かりテレスターレが転倒、操縦室ハッチを開けて中の銅牙騎士団騎操士への直接打撃で無力化した。ディーは更に追跡を図るも、後に呪餌で集められたと判明する魔獣群と戦闘に入り、ここでハイマウォートとエル騎乗のモートルビートが追いつくも戦闘は避けられず、アールカンバーを撃破したケルヒルト騎乗のトランドオーケスベースのテレスターレ一騎の逃亡を許す事となり、ケルヒルトはこれを本国ジャロウデク王国に持ち込む任務を成功させた。
この大功を以て、ケルヒルト率いる銅牙騎士団は、本国への凱旋を赦される。テレスターレにより齎された技術は、ジャロウデク王国製幻晶騎士の性能向上に大きく寄与し、後のカルリトスによる西域統一戦争＝後世呼称：大西域戦争（ウエスタン・グランドストーム）決行の大きな要因の一つとなる。この外患に鑑みアンブロシウス王は、エルの護衛部隊と開発部隊として銀鳳騎士団を結成させ、このエル率いる銀鳳騎士団が後のカルリトスによる西域統一の野望を打ち砕く最大要因となる。

## 既刊一覧

### 小説
- 天酒之瓢（著）・黒銀（イラスト） 『ナイツ&マジック』 主婦の友社→イマジカインフォス〈ヒーロー文庫〉、既刊11巻（2021年11月29日現在）
  1. 2013年2月28日第1刷発行（1月30日発売[15]）、ISBN 978-4-07-288159-0
  2. 2013年6月30日第1刷発行（5月31日発売[16]）、ISBN 978-4-07-289667-9
  3. 2013年10月31日第1刷発行（9月30日発売[17]）、ISBN 978-4-07-292729-8
  4. 2014年5月31日第1刷発行（4月28日発売[18]）、ISBN 978-4-07-296348-7
  5. 2015年4月30日第1刷発行（3月30日発売[19]）、ISBN 978-4-07-412412-1
  6. 2016年4月30日第1刷発行（3月30日発売[20]）、ISBN 978-4-07-416172-0
  7. 2017年4月30日第1刷発行（3月25日発売[21]）、ISBN 978-4-07-424154-5
  8. 2017年10月31日第1刷発行（9月30日発売[22]）、ISBN 978-4-07-427900-5
  9. 2018年11月10日第1刷発行（10月31日発売[23]）、ISBN 978-4-07-435471-9
  10. 2020年10月10日第1刷発行（9月30日発売[24]）、ISBN 978-4-07-445630-7
  11. 2021年12月10日第1刷発行（11月29日発売[25]）、ISBN 978-4-07-450520-3

### 漫画
- 天酒之瓢（原作）・加藤拓弐（作画） 『ナイツ&マジック』 スクウェア・エニックス〈ヤングガンガンコミックス〉、全17巻
  1. 2016年9月24日初版発行（同日発売[26]）、ISBN 978-4-7575-5108-4
  2. 2017年3月23日初版発行（同日発売[27]）、ISBN 978-4-7575-5254-8
  3. 2017年6月24日初版発行（同日発売[28]）、ISBN 978-4-7575-5389-7
  4. 2017年9月25日初版発行（同日発売[29]）、ISBN 978-4-7575-5484-9
  5. 2018年3月24日初版発行（同日発売[30]）、ISBN 978-4-7575-5670-6
  6. 2018年7月25日初版発行（同日発売[31]）、ISBN 978-4-7575-5792-5
  7. 2018年11月24日初版発行（同日発売[32]）、ISBN 978-4-7575-5919-6
  8. 2019年3月25日初版発行（同日発売[33]）、ISBN 978-4-7575-6071-0
  9. 2019年7月25日初版発行（同日発売[34]）、ISBN 978-4-7575-6213-4
  10. 2019年11月25日初版発行（同日発売[35]）、ISBN 978-4-7575-6400-8
  11. 2020年3月25日初版発行（同日発売[36]）、ISBN 978-4-7575-6573-9
  12. 2020年7月22日初版発行（同日発売[37]）、ISBN 978-4-7575-6765-8
  13. 2020年11月25日初版発行（同日発売[38]）、ISBN 978-4-7575-6955-3
  14. 2021年3月25日初版発行（同日発売[39]）、ISBN 978-4-7575-7166-2
  15. 2021年7月26日初版発行（同日発売[40]）、ISBN 978-4-7575-7385-7
  16. 2021年11月25日初版発行（同日発売[41]）、ISBN 978-4-7575-7594-3
  17. 2022年3月25日初版発行（同日発売[42]）、ISBN 978-4-7575-7836-4

## テレビアニメ
2016年9月にテレビアニメ化が発表され、2017年7月から9月までAT-Xほかにて放送された。ナレーションはセレスティナ・エチェバルリア役の大原さやか。第1話の本編放送後には、同話の解説コメンタリー付き特別番組『大事なことなのでもう一度放送しますスペシャル！』が放送された。
放送開始前の2017年7月1日には、同じくヒーロー文庫からのアニメ化にして同時期放送開始の『異世界食堂』と合同で第1話の先行上映会がTOHOシネマズ新宿にて開催され、舞台挨拶に本作からはエルネスティ・エチェバルリア役の高橋李依が登壇した。

### 演技・キャスティング
エル役の高橋は、少年を演じられたことが非常にうれしかったと、V-Storageとのインタビューの中で話しており、オーディションに参加していた時から、自分と似ていると感じていたとも話している。
キッド役の菅原慎介は同じインタビューの中で、オファーを受けた後に原作小説を読んだと話している。また、菅原はキッド役以外にもオーディションを受けたが、キッドが一番すんなり入った一方、少年特有の無邪気さや素直さを十分に表現できなかったのではないかと不安だったとも話している。

### スタッフ
- 原作 - 天酒之瓢[9]
- 原作イラスト・シルエットナイトデザイン - 黒銀[9]
- 監督 - 山本裕介[9]
- シリーズ構成 - 横手美智子[9]
- 脚本 - 横手美智子、木村暢[9]
- キャラクターデザイン - 桂憲一郎[9]
- エフェクト作画監督 - 梅田貴嗣[9]
- メカニックデザイン - 天神英貴[9]
- コンセプトデザイン - 宮武一貴[9]、岸田隆宏[9]
- プロップデザイン - 入江篤[9]
- 美術監督 - 益田健太[9]
- 美術設定 - 藤井一志[47]
- 色彩設計 - 藤木由香里[9]
- 2Dデザイン - 荒木宏文[9]
- CGディレクター - 井野元英二[9]
- 3DCG -オレンジ[9]
- 撮影監督 - 佐藤洋[9]
- 編集 - 内田恵[9]
- 音響監督 - 明田川仁[9]
- 音楽 - 甲田雅人[9]
- 音楽制作 - ランティス[48]
- 音楽プロデューサー - 木皿陽平[48]
- チーフプロデューサー - 大澤信博[48]、仲吉治人[48]、浅賀孝郎[48]
- プロデューサー - 川上竜太郎[48]、尾崎亮太[48]、鹿志村絵美[48]
- アニメーションプロデューサー - 大友寿也[48]
- プロデュース - ジェンコ[48]
- アニメーション制作 - エイトビット[9]
- 製作 - ナイツ&マジック製作委員会（主婦の友社、バンダイビジュアル、博報堂DYミュージック&ピクチャーズ、ランティス、AT-X、キュー・テック、ジェンコ）[47]

### 主題歌
「Hello!My World!!」
 fhánaによるオープニングテーマ。作詞は林英樹、作曲は佐藤純一、編曲はfhánaとA-bee。
オープニングアニメーションは第9話から幻晶騎士を中心に効果音が追加され、第10話から間奏部分に本編のハイライトが挿入されるようになった。
「ユー&アイ」
大橋彩香によるエンディングテーマ。作詞は中村彼方、作曲・編曲はonetrapの秋浦智裕。

### 評価
「第2回クランチロール・アニメアワード」では本作がBest CGI（最優秀CGI賞）にノミネートされた。
「ニュータイプアニメアワード2016-2017」ではメカデザイン賞で4位を獲得している。「すごーいーでしょー！アニメディア読者が選ぶ2017年アニメキャラ大賞」では「賢かったで賞」でエルネスティ・エチェバルリアが4位を獲得している。

### 各話リスト
| 話数   | サブタイトル     | 脚本       | 絵コンテ          | 演出     | 作画監督                                                          | 総作画監督                                  | メカ作監                   |
| ------ | ---------------- | ---------- | ----------------- | -------- | ----------------------------------------------------------------- | ------------------------------------------- | -------------------------- |
| 第1章  | Robots & Fantasy | 横手美智子 | 山本裕介          | 中山敦史 | 桂憲一郎                                                          | -                                           | 重原克也                   |
| 第2章  | Hero & Beast     | 横手美智子 | 笹木信作          | 重原克也 | 谷川政輝、八尋裕子                                                | 桂憲一郎、福永智子 山田裕子                 | -                          |
| 第3章  | Scrap & Build    | 横手美智子 | 山本裕介          | 森義博   | 山内則康、梶浦紳一郎 木下由美子、猿渡聖加                         | 桂憲一郎、福永智子                          | 重原克也                   |
| 第4章  | Light & Shadow   | 横手美智子 | 河本昇悟          | 守奏佑   | Won chang hee                                                     | 桂憲一郎、山田裕子                          | 重原克也                   |
| 第5章  | Hide & Seek      | 横手美智子 | 笹木信作          | 重原克也 | 酒井秀基、中島美子 小島彰                                         | 桂憲一郎、山田裕子 福永智子、高岡淳一       | 村松尚雄 安藤義信          |
| 第6章  | Trial & Error    | 木村暢     | 河本昇悟          | 中山敦史 | 米澤優、谷川政輝                                                  | 桂憲一郎、福永智子 高岡じゅんいち           | 村松尚雄                   |
| 第7章  | New & Old        | 木村暢     | 小島正士          | 森義博   | 梶浦紳一郎、山内則康 猿渡聖加                                     | 桂憲一郎、高岡じゅんいち 山田裕子           | 村松尚雄                   |
| 第8章  | Secret & Quest   | 木村暢     | 河本昇悟          | 名和宗則 | 八木澤修平、菊池康仁 入江篤、梅田貴嗣 山本真理子、酒井秀基 佐藤好 | 桂憲一郎、山田裕子 福永智子                 | 村松尚雄                   |
| 第9章  | Force & Justice  | 横手美智子 | 笹木信作          | 藤代和也 | 飯飼一幸、服部憲知 鰐淵和彦、Kim Myung Sim                        | 桂憲一郎、福永智子 高岡じゅんいち           | -                          |
| 第10章 | War & Princess   | 横手美智子 | 斎藤哲人          | 重原克也 | 小島彰、小菅和久 柴田篤史、谷川政輝 望月俊平、山中正博            | 桂憲一郎、山田裕子 福永智子、高岡じゅんいち | 安藤義信 重原克也 村松尚雄 |
| 第11章 | Hit & Away       | 木村暢     | 河本昇悟          | 森義博   | 山内則康、猿渡聖加 木下由美子、酒井秀基 柴田篤史、小島彰          | 桂憲一郎、山田裕子 福永智子、高岡じゅんいち | 村松尚雄                   |
| 第12章 | Knight & Dragon  | 木村暢     | 小島正士 河本昇悟 | 中山敦史 | 酒井秀基、櫻井拓郎 清水勝祐、中島美子 八木澤修平、山本真理子      | 桂憲一郎、山田裕子 福永智子、高岡じゅんいち | 安藤義信 村松尚雄          |
| 第13章 | Heaven & Earth   | 横手美智子 | 河本昇悟 山本裕介 | 重原克也 | 入江篤、小島彰 酒井秀基、柴田篤史 谷川政輝、米澤優                | 桂憲一郎、山田裕子 福永智子、高岡じゅんいち | 重原克也                   |

### 放送局
| 放送期間               | 放送時間                     | 放送局     | 対象地域 | 備考                                       |
| ---------------------- | ---------------------------- | ---------- | -------- | ------------------------------------------ |
| 2017年7月2日 - 9月24日 | 日曜 21:00 - 21:30           | AT-X       | 日本全域 | 製作委員会参加 / CS放送 / リピート放送あり |
|                        | 日曜 22:30 - 23:00           | TOKYO MX   | 東京都   |                                            |
|                        | 日曜 23:00 - 23:30           | KBS京都    | 京都府   |                                            |
| 2017年7月3日 - 9月25日 | 月曜 0:30 - 1:00（日曜深夜） | サンテレビ | 兵庫県   |                                            |
| 2017年7月5日 - 9月27日 | 水曜 0:00 - 0:30（火曜深夜） | BS11       | 日本全域 | BS放送 / 『ANIME+』枠                      |

| 配信開始日   | 配信時間        | 配信サイト |
| ------------ | --------------- | --- |
| 2017年7月3日 | 月曜 12:00 更新 | Amazonビデオ GYAO!ストア プレミアムGYAO! J:COMオンデマンド メガパック TSUTAYA TV DMM.com ニコニコ動画 バンダイチャンネル ひかりTV ビデオパス ビデオマーケット PSビデオ milplus U-NEXT 楽天ショウタイム アニメ放題 dアニメストア |

### BD
| 巻  | 発売日         | 収録話         | 規格品番  |
| --- | -------------- | -------------- | --------- |
| 1   | 2017年10月27日 | 第1話 - 第4話  | BCXA-1292 |
| 2   | 2017年12月22日 | 第5話 - 第8話  | BCXA-1293 |
| 3   | 2018年2月23日  | 第9話 - 第13話 | BCXA-1294 |
| BOX | 2021年1月26日  | 第1話 - 第13話 | BCXA-1686 |

## 商品化
バンダイのロボットフィギュアブランド「ROBOT魂」から、2017年10月に幻晶騎士2体（アールカンバー、グゥエール）が商品化されている。同年5月の展示会で試作品が披露されている。
また、グッドスマイルカンパニーが、エルネスティをねんどろいど化することを発表している。
2021年、『スーパーロボット大戦30』にエルネスティやイカルガなどが登場し、スーパーロボット大戦シリーズにいわゆる「なろう系」作品としては初となる参戦を果たした。